# Drancy
Cet article possède un paronyme, voir Grancy.
Vous lisez un « bon article » labellisé en 2010.
Drancy (prononcé /dʁɑ̃.si/ ) est une commune française de la Métropole du Grand Paris située dans le département de la Seine-Saint-Denis en région Île-de-France. Ses habitants sont appelés les Drancéens.
Deuxième ville la plus peuplée de l'arrondissement du Raincy après Aulnay-sous-Bois et devant Noisy-le-Grand, 5e sur le plan départemental et 18e sur le plan régional, elle était la 73e ville de France en 2015.
Bien que l'histoire de Drancy remonte à la fin de l'Antiquité, la ville est surtout connue pour avoir été de 1941 à 1944 le site du camp d'internement de Drancy, principal lieu de déportation des Juifs parisiens vers les camps d'extermination nazis, pour la majorité des convois vers Auschwitz.

## Géographie

### Localisation

La commune de Drancy, en rouge, sur la carte de la « Petite Couronne » d'Île-de-France.

Drancy fait partie de la banlieue nord de Paris et plus largement de la petite couronne de l'Île-de-France. Elle est à 14,3 kilomètres au nord-est de la cathédrale Notre-Dame de Paris, centre de la capitale française, à 3,71 kilomètres de Bobigny, à 6,13 kilomètres du Raincy, à 6,7 kilomètres de Saint-Denis, à 3,9 kilomètres de Bonneuil-en-France dans le département du Val-d'Oise, à 8,88 kilomètres de Sarcelles dans le département du Val-d'Oise.
Drancy s'étend à quelques kilomètres du département voisin du Val-d'Oise, 8 kilomètres de l'Aéroport Roissy Charles-de -Gaulle et de sa zone aéroportuaire. Elle avoisine d'autres pôles économiques importants : la Plaine Saint-Denis et l'aéroport du Bourget.
La commune est située dans le pays de France, dans sa partie méridionale fortement urbanisée. La ville est également située dans l'ouest du pays d'Aulnoye.

### Communes limitrophes
Drancy est entourée par cinq communes, Bobigny au sud, Bondy au sud-est, Le Blanc-Mesnil à l'est et au nord-est, Le Bourget au nord et La Courneuve à l'ouest,. La limite septentrionale que Drancy partage avec Le Blanc-Mesnil est la Molette, un ruisseau qui a été canalisé et remplacé par un égout.
| Le Bourget   | Le Bourget, Le Blanc-Mesnil | Le Blanc-Mesnil |
| La Courneuve | Drancy                      | Le Blanc-Mesnil |
| Bobigny      | Bobigny                     | Bondy           |

### Géologie et hydrologie

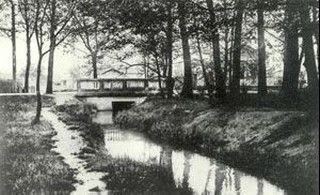
Le pont sur la Molette, ruisseau maintenant souterrain.

À l'époque glaciaire, le territoire était traversé par les berges et les lits de la Marne et de la Seine.
Aussi le sol de la commune est-il composé en partie de limons et de marnes.
Son altitude est de 37 mètres pour le point le plus bas et de 54 mètres pour le point le plus haut.
Avant son industrialisation et l'urbanisation, Drancy était assez marécageuse. Par exemple, le quartier de l'Économie était une zone marécageuse et il doit son nom au faible prix des terrains. La seigneurie du Petit Drancy était aussi surnommée « Noues » (marais). La rue Anatole-France dans le quartier des Oiseaux s'appelait même le chemin des Marais.
La commune comportait également plusieurs mares : l'une d'elles a donné le nom de la Mare à un quartier. Un ruisseau qui a été busé, la Molette, la traversait avant de rejoindre le Rouillon à Dugny.

### Climat
Pour des articles plus généraux, voir Climat de l'Île-de-France et Climat de la Seine-Saint-Denis.
En 2010, le climat de la commune est de type climat océanique dégradé des plaines du Centre et du Nord, selon une étude du CNRS s'appuyant sur une série de données couvrant la période 1971-2000. En 2020, Météo-France publie une typologie des climats de la France métropolitaine dans laquelle la commune est exposée à un climat océanique altéré et est dans la région climatique Sud-ouest du bassin Parisien, caractérisée par une faible pluviométrie, notamment au printemps (120 à 150 mm) et un hiver froid (3,5 °C).
Pour la période 1971-2000, la température annuelle moyenne est de 12,3 °C, avec une amplitude thermique annuelle de 15,4 °C. Le cumul annuel moyen de précipitations est de 639 mm, avec 10 jours de précipitations en janvier et 7,4 jours en juillet. Pour la période 1991-2020, la température moyenne annuelle observée sur la station météorologique la plus proche, située sur la commune de Bonneuil-en-France à 5 km à vol d'oiseau, est de 12,1 °C et le cumul annuel moyen de précipitations est de 616,3 mm,. Pour l'avenir, les paramètres climatiques de la commune estimés pour 2050 selon différents scénarios d'émission de gaz à effet de serre sont consultables sur un site dédié publié par Météo-France en novembre 2022.
| Mois                                  | jan.             | fév.             | mars            | avril           | mai             | juin           | jui.           | août           | sep.           | oct.            | nov.            | déc.             | année      |
| ------------------------------------- | ---------------- | ---------------- | --------------- | --------------- | --------------- | -------------- | -------------- | -------------- | -------------- | --------------- | --------------- | ---------------- | ---------- |
| Température minimale moyenne (°C)     | 2,3              | 2,1              | 4,2             | 6,3             | 9,8             | 13             | 14,9           | 14,6           | 11,5           | 8,8             | 5,2             | 2,8              | 8          |
| Température moyenne (°C)              | 4,9              | 5,4              | 8,4             | 11,2            | 14,7            | 18             | 20,2           | 20             | 16,5           | 12,7            | 8,1             | 5,4              | 12,1       |
| Température maximale moyenne (°C)     | 7,5              | 8,7              | 12,6            | 16,1            | 19,6            | 23             | 25,5           | 25,4           | 21,5           | 16,5            | 11,1            | 7,9              | 16,3       |
| Record de froid (°C) date du record   | −18,2 17.01.1985 | −16,8 14.02.1956 | −9,6 07.03.1971 | −3,7 01.04.1931 | −1,6 06.05.1957 | 0,9 13.06.1935 | 3,5 09.07.1929 | 1,9 01.08.1923 | 0,1 24.09.1931 | −5,6 30.10.1985 | −9,5 28.11.1921 | −15,1 16.12.1925 | −18,2 1985 |
| Record de chaleur (°C) date du record | 16,1 27.01.03    | 20,8 28.02.1960  | 25,5 31.03.21   | 31,9 18.04.1949 | 35 24.05.1922   | 36,9 27.06.11  | 42,1 25.07.19  | 40,2 12.08.03  | 35,3 09.09.23  | 29,4 04.10.1921 | 21,3 08.11.15   | 17,2 16.12.1989  | 42,1 2019  |
| Ensoleillement (h)                    | 574              | 737              | 1 293           | 171             | 1 894           | 203            | 2 132          | 2 064          | 1 616          | 1 113           | 637             | 543              | 16 342     |
| Précipitations (mm)                   | 46,8             | 41,1             | 43,9            | 43,1            | 60,5            | 53,8           | 56,3           | 52,5           | 44,6           | 56,7            | 53,6            | 63,4             | 616,3      |

### Voies de communication et transports

#### Réseaux routiers et stationnement

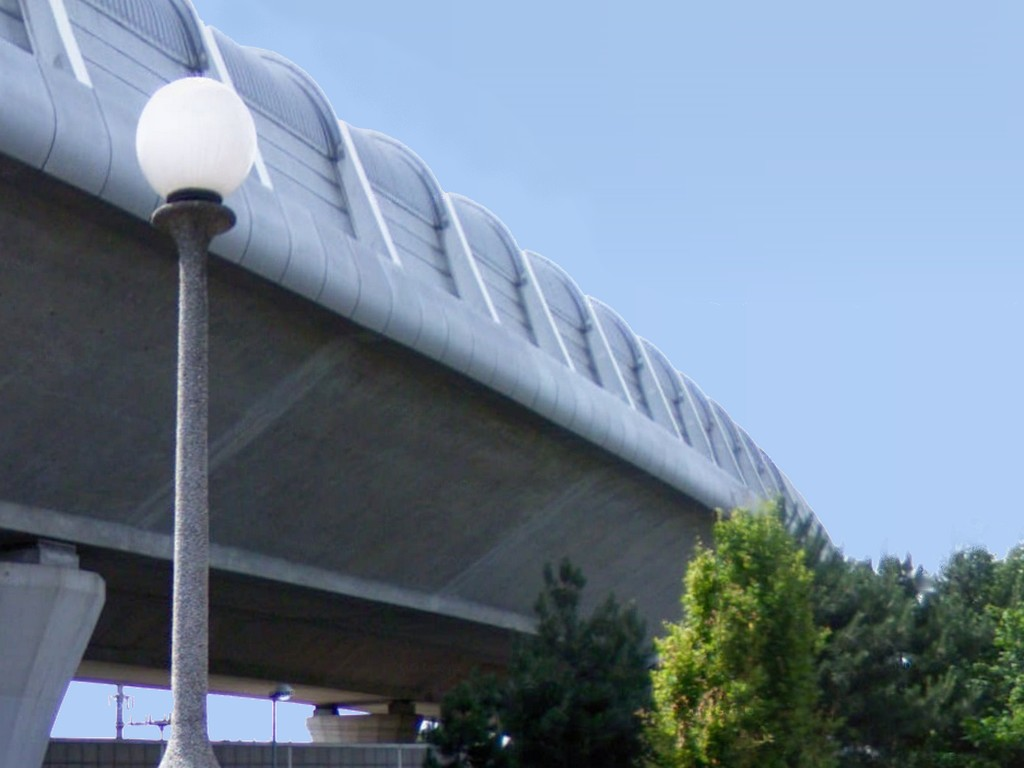
Viaduc autoroutier de l'A86 à Drancy.

La ville est desservie par les routes départementales D 115, D 30 et D 40, par la RN 186, par l'autoroute A3 à l'est et par l'autoroute A86 à l'ouest et au sud, qui traverse en partie la ville grâce à un viaduc couvert. L'autoroute A86 est très fréquentée par les Franciliens aux heures de pointe, elle permet de se déplacer de banlieue à banlieue et de contourner Paris en évitant le périphérique et a permis de remplacer dans cette fonction la RN 186.
La commune est située à proximité de la RD 932, de la RN 3 mais surtout de l'autoroute A1, qui est l’autoroute française la plus fréquentée.
Depuis le 15 septembre 2010, certaines zones de la ville sont en zone bleue du lundi au samedi de 9 h à 19 h et à l'exception du mois d'août et des jours fériés. Dans ces zones bleues, les durées de stationnement autorisées vont de 1 h à 3 h et sont à indiquer avec un disque de stationnement ou avec un ticket d'horodateur non payant suivant les zones. La création de ces zones bleues a été faite pour améliorer le stationnement sur les axes centraux de la ville : l'avenue Henri-Barbusse (Route des Petits Ponts), les Quatre-Routes, l'avenue Jean-Jaurès, la rue Sadi-Carnot et l'avenue Marceau ainsi que les rues alentour. Il en est de même pour certains parkings avec une restriction de stationnement moins importante. Les parkings du marché des Quatre-Routes, du stade nautique et de l'espace culturel du Parc sont concernés,.
Des places de stationnement-minute se développent dans les secteurs les plus attractifs de la ville. La municipalité vise la création d'une centaine de places. Elles sont matérialisées par une signalisation au sol ainsi qu'une borne numérique vous indiquant la durée maximale de stationnement (entre 10 et 20 minutes). Le décompte de la période autorisée de stationnement démarre dès qu'un véhicule s'y gare. Une pastille verte s'affiche si un véhicule y est garé sans enfreindre le temps imparti, rouge si la limite est dépassée, blanche si la place est inoccupée. Ainsi, simplement en roulant dans les rues, les agents de surveillance de la voie publique (ASVP) ont une vision précise des voitures en infraction.
Parallèlement, la Ville proposera très bientôt une appli, EasyPark Drancy, pour savoir en temps réel où trouver un stationnement-minute disponible. Votre téléphone vous y guidera directement, ce qui permettra de fluidifier la circulation.

#### Pistes cyclables et zones piétonnes

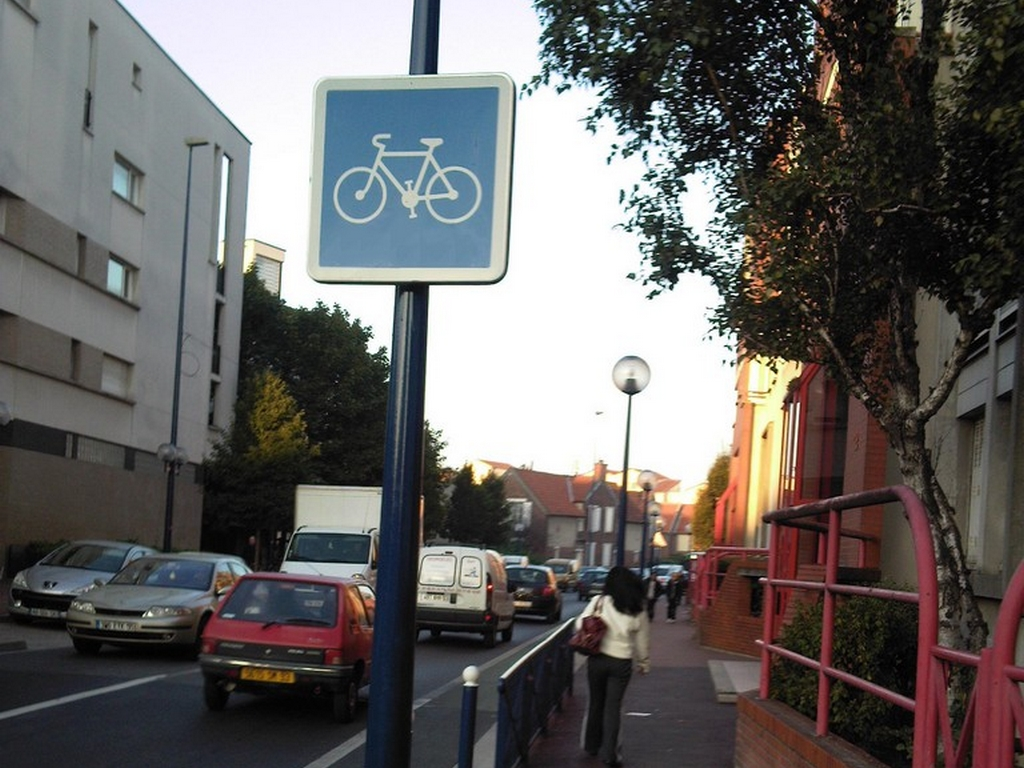
Piste cyclable, rue de la République.

La ville de Drancy a aménagé plusieurs pistes et bandes cyclables notamment sur une partie des rues de la République et Roger-Salengro, entre les quartiers du centre-ville et du Petit Drancy. Il existe également dans la commune des rues piétonnes et semi-piétonnes, des allées piétonnes ainsi que des passerelles piétonnes pour faciliter la circulation des passants au sein de la commune. Lors du marché, les Quatre-routes deviennent en partie piétonnes.
En 2021, la Ville a lancé l'aménagement d'un réseau cyclable de 20 km. Ces nouvelles infrastructures seront pensées de manière à cohabiter harmonieusement avec les autres modes de transport, notamment avec la voiture (en 2021 : nouvelles pistes cyclables rue Diderot, rue de la Station et rue Salengro et nouvelles bandes cyclables rue Saint-Stenay, rue Anatole France et rue Maurice Bernard).
Pour favoriser l’écomobilité, la Ville propose un bonus écologique réservé aux Drancéens pour tout achat de vélo électrique et cumulable avec les incitations et les crédits d’impôt fixés par l’État[source secondaire souhaitée].

#### Transports en commun

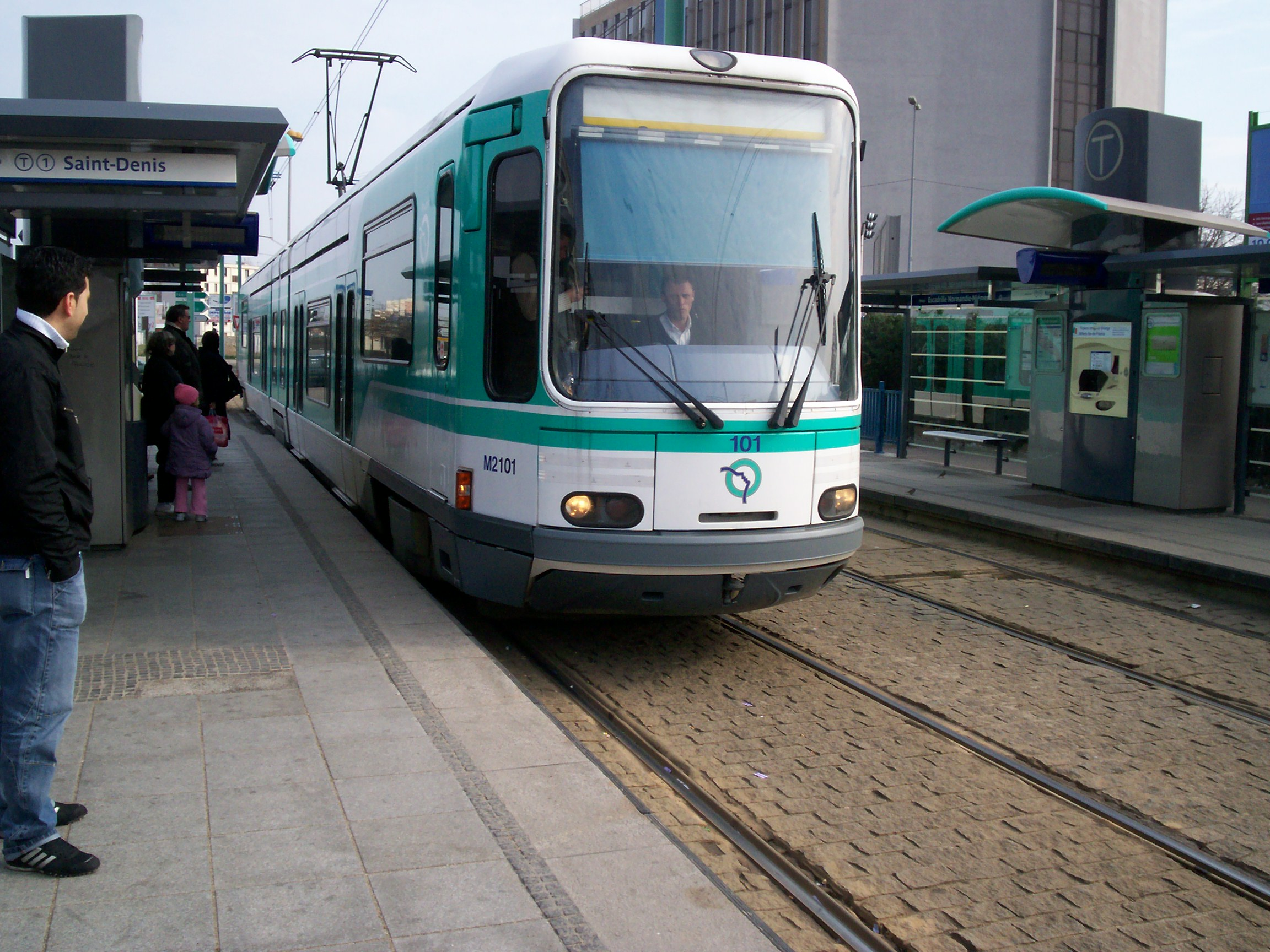
Tramway 1 à Escadrille Normandie-Niémen.

Drancy est en zone 3 des transports en commun d'Île-de-France.
La commune est desservie par de nombreux moyens de transports. Elle est desservie par les transports ferroviaires avec le RER B et les gares du Bourget et de Drancy, ainsi que par le tram-train T11, également à la gare du Bourget, mais aussi par le Tramway 1 sur une portion de la ligne avec 4 stations.
De nombreuses lignes de bus sillonnent la ville et la relient aux communes alentour. Elle est desservie par huit lignes du réseau RATP : (143 : Rosny - La Courneuve / 146 : Le Bourget - Montfermeil / 148 : Bobigny - Le Blanc-Mesnil / 151 : Bondy - Paris / 247 : Drancy - Aulnay / 248 : Aubervilliers - Drancy / 251 : Bobigny - Aulnay / 346 : Rosny - Le Blanc-Mesnil). Trois lignes du réseau de bus Terres d'Envol desservent également Drancy : (609, 620, et 703) et 2 lignes du réseau Noctilien (le N42 et le N140)

#### Transports ferroviaires

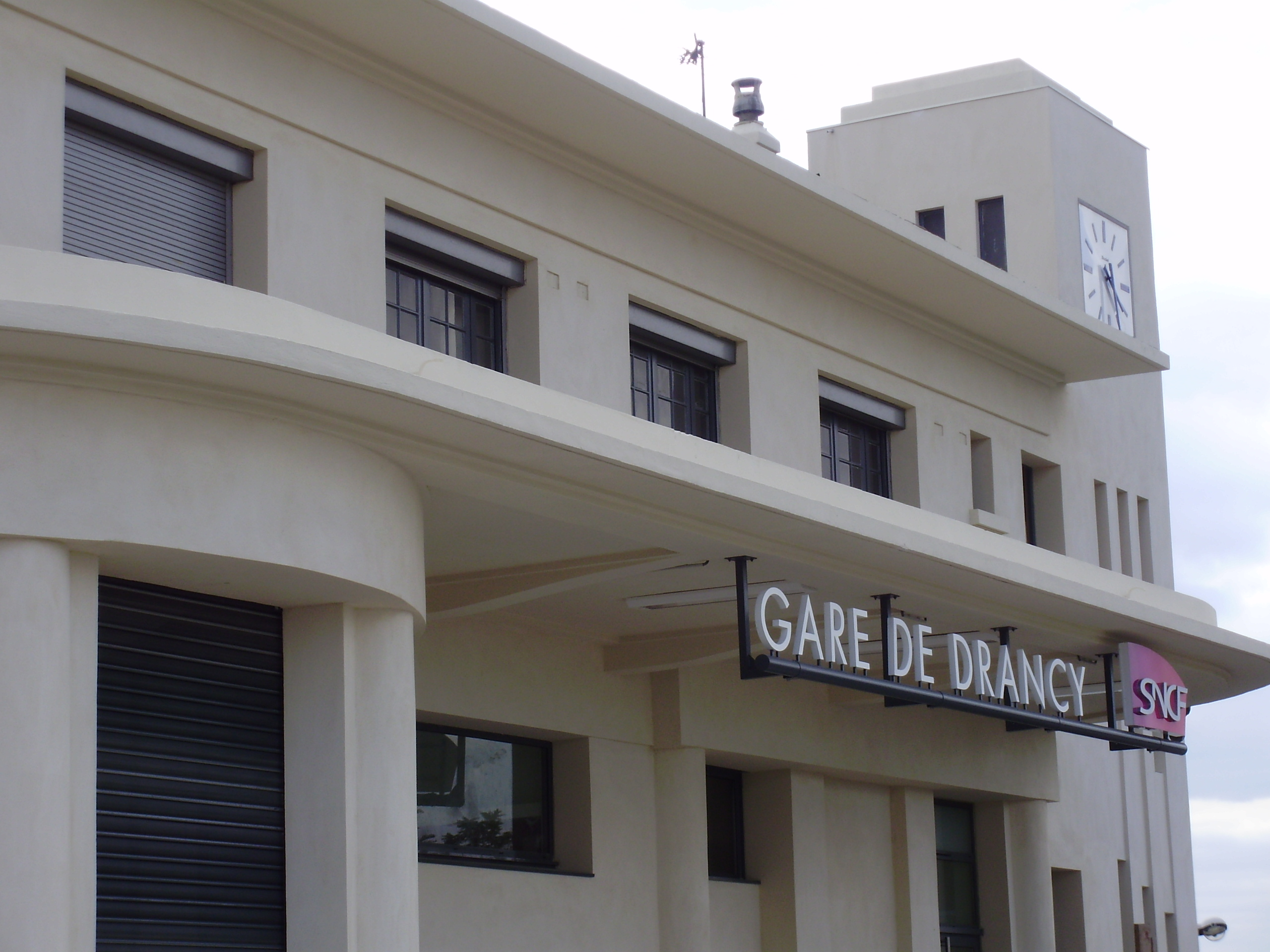
La façade de la gare de Drancy.

Drancy est traversée et desservie par la ligne B du RER ainsi que la ligne 11 du tramway et est traversée par deux autres voies, la ligne Paris-Soissons et la ligne de Grande Ceinture. La première ligne est également celle du Transilien K et du TER Picardie. La seconde ligne est longée par le T11. Les deux lignes servent également au transport de fret. La gare de triage du Bourget et gare du Bourget « Grande Ceinture » sont situées sur le territoire drancéen. La ville est très liée à l'activité ferroviaire, puisque celle-ci couvre plus d'un septième du territoire communal en 2003.
Par le RER B, Drancy est proche des gares parisiennes. De la gare de Drancy, on atteint de manière directe la gare du Nord en une quinzaine de minutes et, par les correspondances, on atteint la gare de Lyon et la gare Saint-Lazare en une vingtaine de minutes. De même, la commune est proche de l'aéroport Charles-de-Gaulle atteint en trente minutes par le RER B.

#### Projets de transports

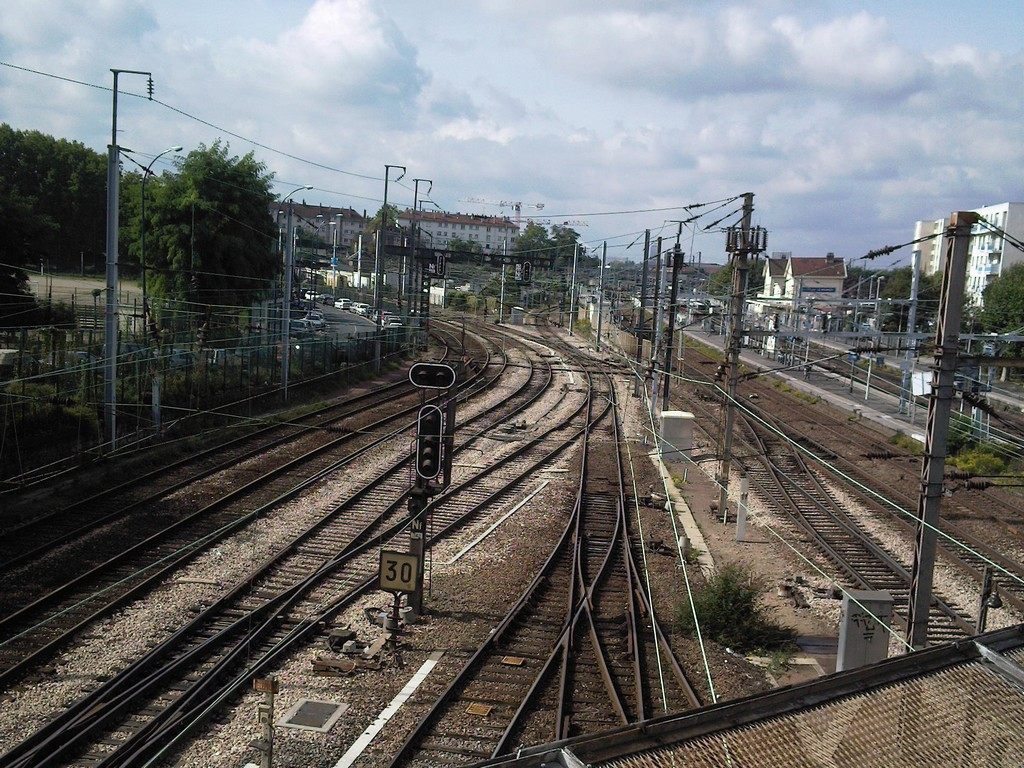
Vue du pont entre Drancy (à gauche) et le Bourget et sa gare (à droite).

Il existe plusieurs projets de transports en commun à Drancy et dans les villes limitrophes :
La ligne 15 du Grand Paris Express desservira Drancy à la station Drancy-Bobigny à l'horizon 2030.
Dans le cadre du projet du Grand Paris imaginé par Christian Blanc, la ligne 5 devrait être prolongée au nord de Bobigny à la mairie de Drancy. Cette proposition est également retenue dans un rapport au successeur de Christian Blanc, Maurice Leroy, publié fin avril 2011. Sa mise en service est envisagée au-delà de 2030 par le SDRIF, adopté par le conseil régional d'Île-de-France le 18 octobre 2013 et approuvé par décret après avis du Conseil d'État le 27 décembre 2013.
Un hypothétique prolongement de la ligne 7 du métro de Paris est possible au nord, jusqu'au Musée de l'air et de l'espace au Bourget et profiterait aux Drancéens puisqu'une station serait prévue à la gare du Bourget, située aux abords de Drancy.
Les lignes 16 et 17 prévues pour 2024 comprendront deux arrêts au Bourget, une située à l'aéroport du Bourget et l'autre à la gare du Bourget qui servira de bifurcation entre les deux lignes.

#### Autolib'

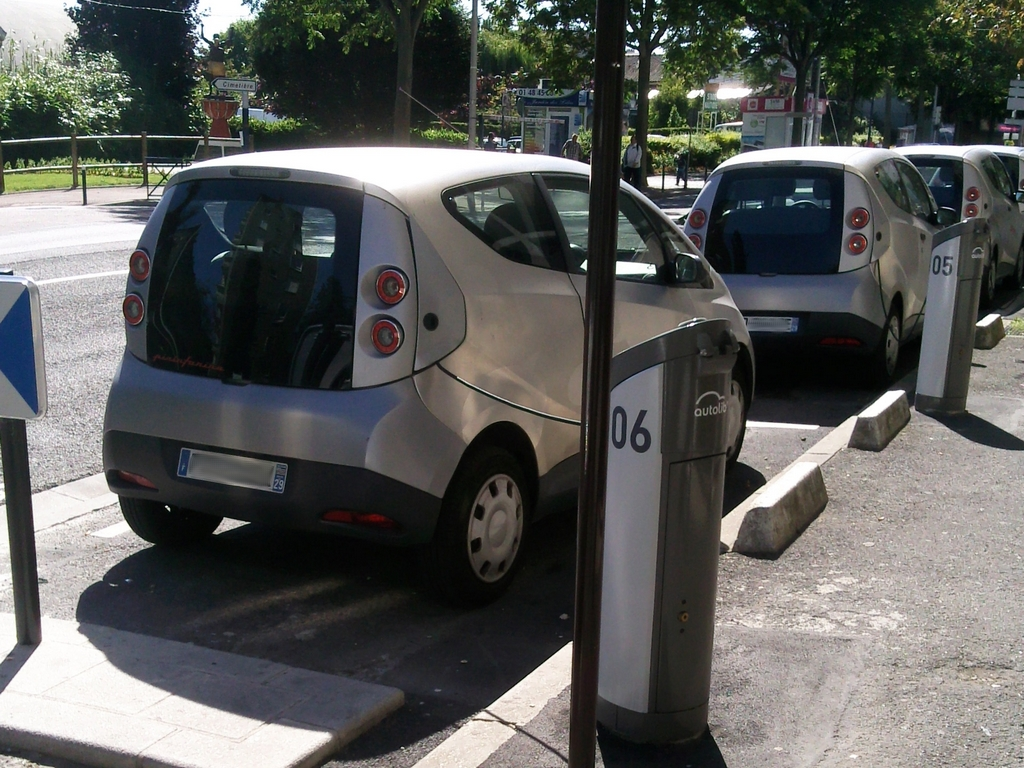
Station Autolib', rue Jean-Jaurès.

Drancy et Le Bourget, dans le cadre de la communauté d'agglomération de l'aéroport du Bourget, font partie des 46 communes d'Île-de-France à se lancer dans le projet Autolib' tout comme cinq autres villes de la Seine-Saint-Denis. Drancy possède déjà deux stations fonctionnelles qui se situent boulevard Paul-Vaillant-Couturier et avenue Jean-Jaurès. Dix à treize autres devraient être implantées dans différents quartiers de la ville. Ainsi, la commune deviendrait l'une des mieux desservies par le dispositif,.
Dès 2017, la société  Autolib' se révélait fortement déficitaire. Le 15 juin 2018, Catherine Baratti-Elbaz, présidente du syndicat Autolib' et Vélib' Métropole (SAVM), annonce vouloir proposer au comité syndical de résilier le contrat avec le groupe Bolloré. Le 21 juin 2018, en raison de la dette considérable, le syndicat Autolib' et Vélib' Métropole a voté la résiliation anticipée du contrat. Le contrat a pris fin le 31 juillet 2018 à 23 h 59. Dès lors, les bornes autolib' à Drancy, comme dans les autres communes d'ïle-de-France qui proposaient ce service, restent vides.

## Urbanisme

### Typologie
Au 1er janvier 2024, Drancy est catégorisée grand centre urbain, selon la nouvelle grille communale de densité à sept niveaux définie par l'Insee en 2022.
Elle appartient à l'unité urbaine de Paris, une agglomération inter-départementale regroupant 407  communes, dont elle est une commune de la banlieue,,. Par ailleurs la commune fait partie de l'aire d'attraction de Paris, dont elle est une commune du pôle principal,. Cette aire regroupe 1 929 communes,.

### Morphologie urbaine
| Type d’occupation           | Pourcentage | Superficie (en hectares) |
| --------------------------- | ----------- | ------------------------ |
| Espace urbain construit     | 93,6 %      | 726,76                   |
| Espace urbain non construit | 6 %         | 46                       |
| Espace rural                | 0,4 %       | 3,34                     |
| Source : Iaurif-MOS 2008    |             |                          |

En 2008, Drancy a une surface de 776,70 hectares, principalement répartis entre l'habitat individuel et l'habitat collectif, avec respectivement 426,87 ha et 88,37 ha. Ils sont également couverts par les voies de circulation (rues, voies ferrées, etc.) avec 114,28 ha, et par les entreprises (bureaux, commerces, etc.) avec 47,06 ha.
Les espaces verts occupent 33,98 ha, soit près de 4,4 % du territoire. Les équipements sportifs ouverts couvrent 17,02 ha et quant aux autres équipements, ils occupent 67,74 ha.

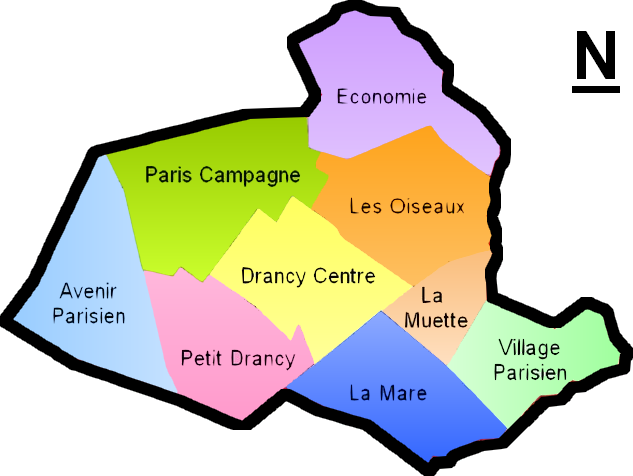
Les neuf quartiers de Drancy.

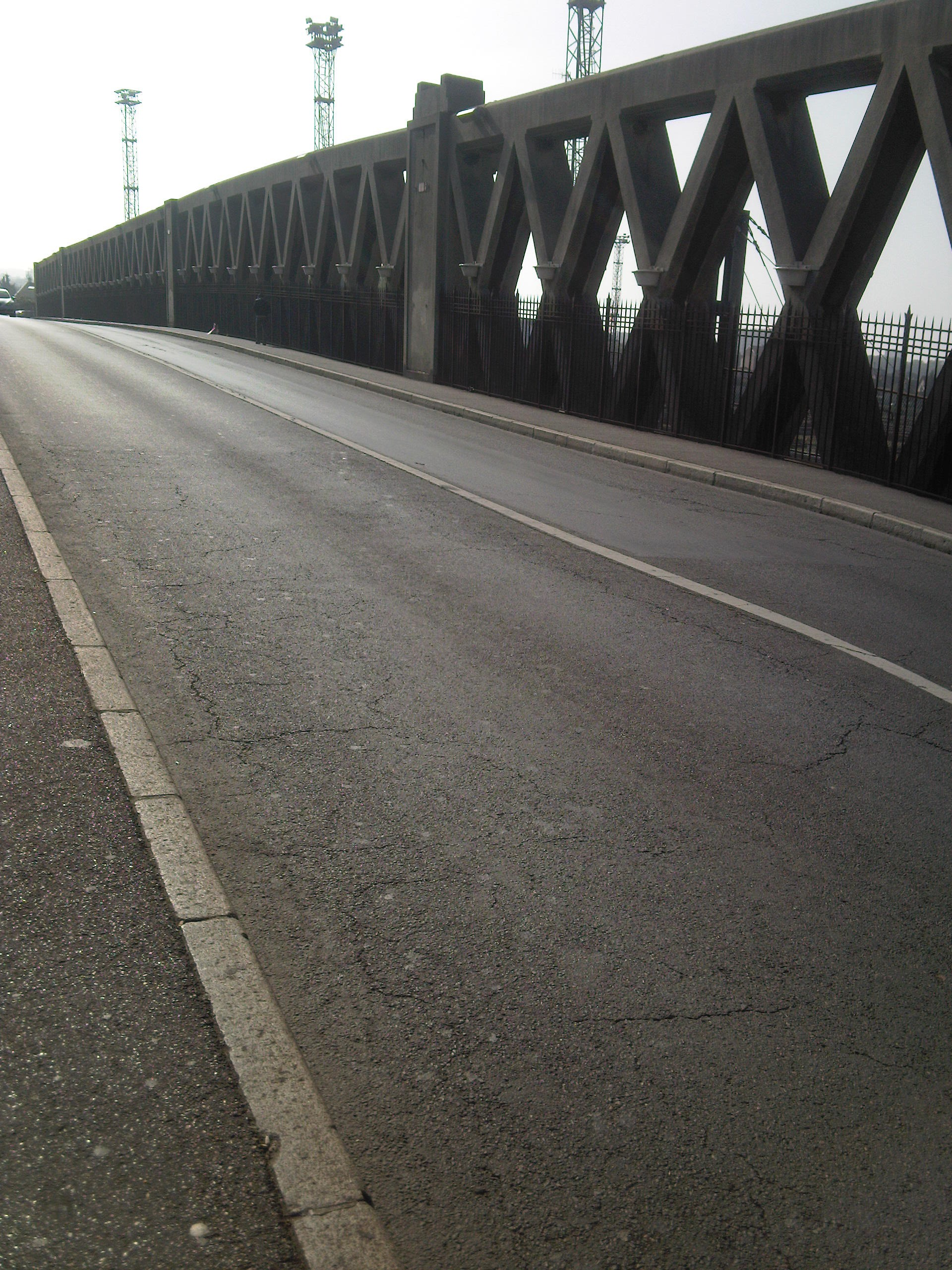
Le pont de Drancy entre les quartiers des Oiseaux et de l'Économie.

La ville de Drancy est divisée en neuf quartiers :
- le quartier Avenir Parisien, à l'ouest de la ville, est limitrophe des villes de La Courneuve, du Bourget et de Bobigny. C'est dans ce quartier que se situe le centre commercial de Drancy nommé Avenir. On y retrouve aussi la Cité Youri Gagarine et la Cité de la Résistance. Ce quartier est desservi par la ligne 1 du tramway d'Île-de-France, les lignes 248 et 609 et à proximité par la ligne 7 du métro de Paris par la station La Courneuve - 8 Mai 1945.
- le quartier Paris Campagne, au nord-ouest, est limitrophe du Bourget et La Courneuve. On y trouve la médiathèque centrale de la communauté d'agglomération de l'aéroport du Bourget, baptisée Georges-Brassens, ainsi que l'église Saint-Jean. Ce quartier comprend aussi la Cité du nord et celui de la rue de la Butte (composé de deux rues), qui est coupé du reste de la ville par les voies de chemins de fer et est accessible par le souterrain de la gare du Bourget via Drancy ou Le Bourget ou par la route nationale 2 via La Courneuve. Ce quartier est desservi par la ligne B du RER, la ligne T11, et les lignes 143 et 146 ;
- le quartier du Petit Drancy, au sud, est quant à lui limitrophe de Bobigny. Il comprend les Cités Gaston Roulaud (autrefois nommée Roger Salengro), Paul Eluard et la résidence Danièle Casanova. Ce quartier est desservi par la ligne 1 du tramway d'Île-de-France, les lignes 146, 148, 151 et 248. Le nom du quartier provient du nom de la ferme du "Petit Drancy", située à l'intersection des actuelles rues Fernand Péna et Roger Salengro. Cette ferme a été détruite juste après la Seconde Guerre mondiale et son emplacement est méconnaissable de nos jours ;
- le quartier du Centre (ou Vieux Drancy), n'est autre que celui du centre-ville où se trouve l'hôtel de ville, la Cité Paul-Vaillant-Couturier, les tours jumelles Salvador Allende et Paul Neruda (parmi les plus hautes constructions de la ville), l'église Sainte-Louise[40], le parc de Ladoucette et le château. Ce quartier est desservi par les lignes 143, 146, 148, 151, 248 et 251 ;
- le quartier de l'Économie se trouve au nord et accueille la gare de Drancy. Il est limitrophe du Blanc-Mesnil et du Bourget et doit son nom au faible prix des terrains qui étaient marécageux. C'est ici que se trouve l'église Saint-Louis. Ce quartier est desservi par la ligne B du RER, les lignes 247, 248, 346 et 703. On y retrouve aussi l'Hôpital privé de la Seine-Saint-Denis ;
- le quartier des Oiseaux, au nord-est, est limitrophe du Blanc-Mesnil. Ce quartier est desservi par la ligne B du RER, les lignes 247, 248, 346 et 251. Les deux lycées de la ville s'y trouvent ;
- le quartier de la Muette, au centre-est, est limitrophe du Blanc-Mesnil, il tire son nom de la Cité de la Muette qui est tristement célèbre pour avoir été camp de concentration durant la Seconde Guerre mondiale. Ce quartier est desservi les lignes 143, 151, 248 et 251 ;
- le quartier du Village Parisien, à l'est de la ville est limitrophe de Bobigny, de Bondy et du Blanc-Mesnil et à proximité du sud d'Aulnay-sous-Bois. On y retrouve les Cités Jules Auffret, Marcel Cachin et une partie de l'Abreuvoir. Ce quartier est desservi les lignes 151 et 620 et par la sortie 4 (Bondy-Nord et Aulnay-Nonneville) de l'autoroute A3 (uniquement accessible en provenance et en direction de Paris) ;
- le quartier de la Mare, au sud-est, est limitrophe de Bobigny. Ce quartier est desservi par les lignes 143, 148 (Scolaire), et 620. Il est également desservi à proximité par la ligne 5 du métro de Paris à la station Bobigny - Pablo Picasso et par la ligne 1 du tramway d'Île-de-France. Le quartier tire son nom d'une ancienne mare de Drancy. On y trouve notamment la Suite de soins du Bois d'Amour.

Les quartiers de l'Économie, Avenir parisien et de la rue de la Butte (inclus dans le quartier Paris Campagne) constituent des quartiers assez particuliers car coupés du reste de la ville par les voies ferrées. Le quartier de la rue de la Butte, petit îlot enclavé par rapport au reste de la ville en est l'exemple le plus flagrant notamment de par sa petite taille. L'une des caractéristiques spécifiques de ces quartiers est le fait qu'ils soient en partie tournés vers d'autres villes que Drancy du fait de leur enclavement. Ainsi l'Avenir Parisien est tourné en partie sur Bobigny et la Courneuve et le quartier de l'Économie vers Le Blanc-Mesnil. Ceci étant cela reste à nuancer notamment pour le quartier de l'Économie, du fait du pont routier et piétonnier et de la passerelle et pour le quartier Avenir Parisien du fait de la passerelle mais aussi de la RN 2 en dehors de la ville et la RN 186 à la limite entre Bobigny et Drancy
La municipalité a formé, en 2010, des conseils de quartier pour discuter de la ville, des quartiers et des projets d'aménagement, notamment dans le cadre du Grand Paris ainsi que de la création du quartier du Baillet à la suite de l'acquisition courant 2009-2010 d'un nouveau terrain de 6,5 ha au bord des voies de chemin de fer vers l'avenue Marceau.

### Habitat et logement

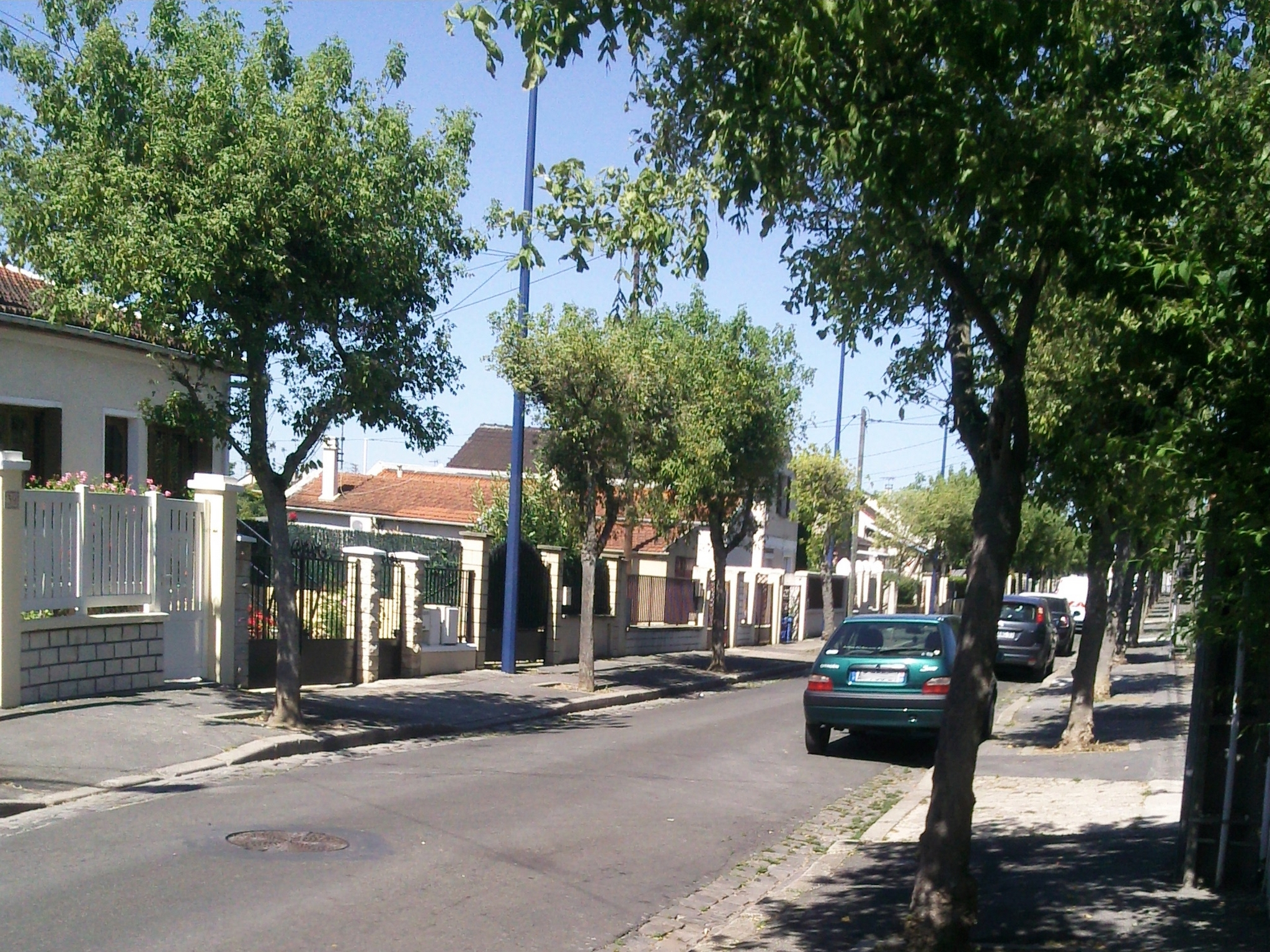
Habitats d'une zone pavillonnaire, quartier des Oiseaux.

En 2018, le nombre total de logements dans la commune était de 30 267, alors qu'il était de 28 126 en 2013 et de 27 590 en 2008.

Parmi ces logements, 92,4 % étaient des résidences principales, 1 % des résidences secondaires et 6,6 % des logements vacants. Ces logements étaient pour 36,6 % d'entre eux des maisons individuelles et pour 61,1 % des appartements.

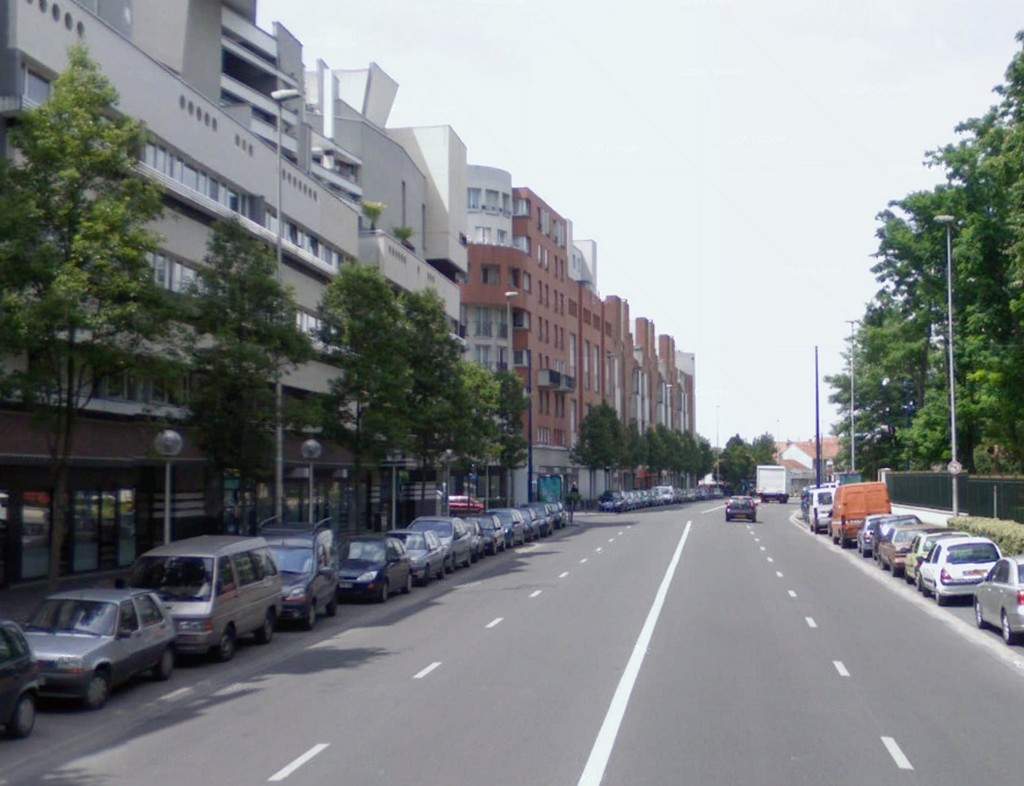
Logements rue Sadi-Carnot avec vue sur le parc de Ladoucette.

Le tableau ci-dessous présente la typologie des logements à Drancy en 2018 en comparaison avec celle de la Seine-Saint-Denis et de la France entière. Une caractéristique marquante du parc de logements est ainsi une proportion de résidences secondaires et logements occasionnels (1 %) inférieure à celle du département (1,1 %) et à celle de la France entière (9,7 %). Concernant le statut d'occupation de ces logements, 43,5 % des habitants de la commune sont propriétaires de leur logement (46,9 % en 2013), contre 38,8 % pour la Seine-Saint-Denis et 57,5 pour la France entière.
| Typologie                                               | Drancy | Seine-Saint-Denis | France entière |
| ------------------------------------------------------- | ------ | ----------------- | -------------- |
| Résidences principales (en %)                           | 92,4   | 93                | 82,1           |
| Résidences secondaires et logements occasionnels (en %) | 1      | 1,1               | 9,7            |
| Logements vacants (en %)                                | 6,6    | 5,9               | 8,2            |

En 2007, 21 % des logements étaient composés de deux pièces, 31,4 % de trois pièces et 24,4 % de quatre pièces. Les logements plus grands, de cinq pièces (9,5 %), de six pièces ou plus (4,9 %), et les plus petits, les studios (8,8 %) sont moins nombreux.

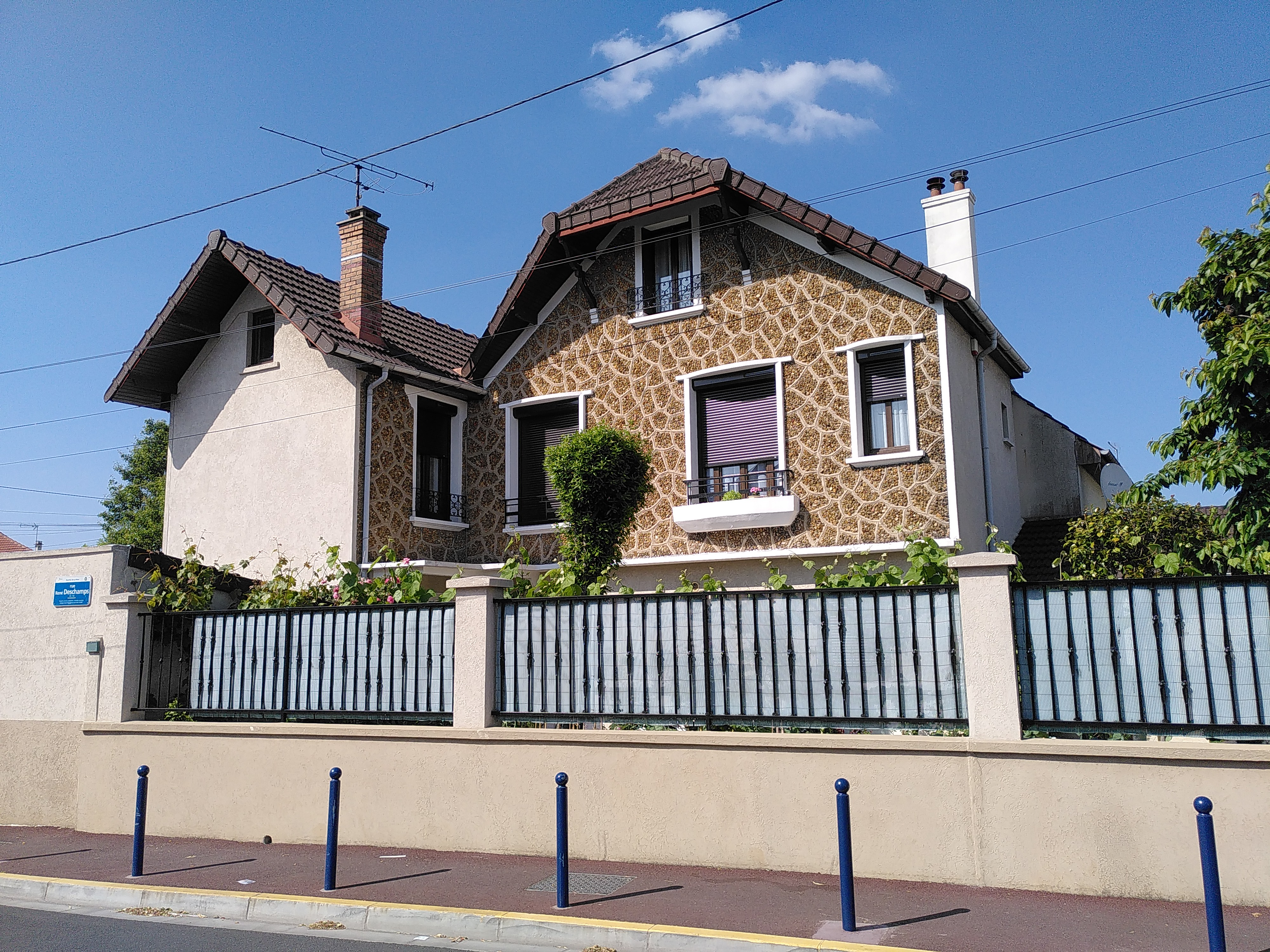
Maison en pierre meulière rénovée.

L'ensemble des logements de Drancy représente un patrimoine diversifié : on trouve des pavillons anciens en pierre de meulière, des maisons individuelles Art nouveau, Art déco et d'architecture contemporaine, deux cités-jardins datant des années 1920, la cité-jardin proprement dite et la cité Paul-Bert, et des grands ensembles construits entre le milieu des années 1950 et le milieu des années 1970. Depuis les années 2000, de nombreux pavillons, immeubles (notamment des grands ensembles) sont remplacés par des immeubles plus petits.

Les cités-jardins
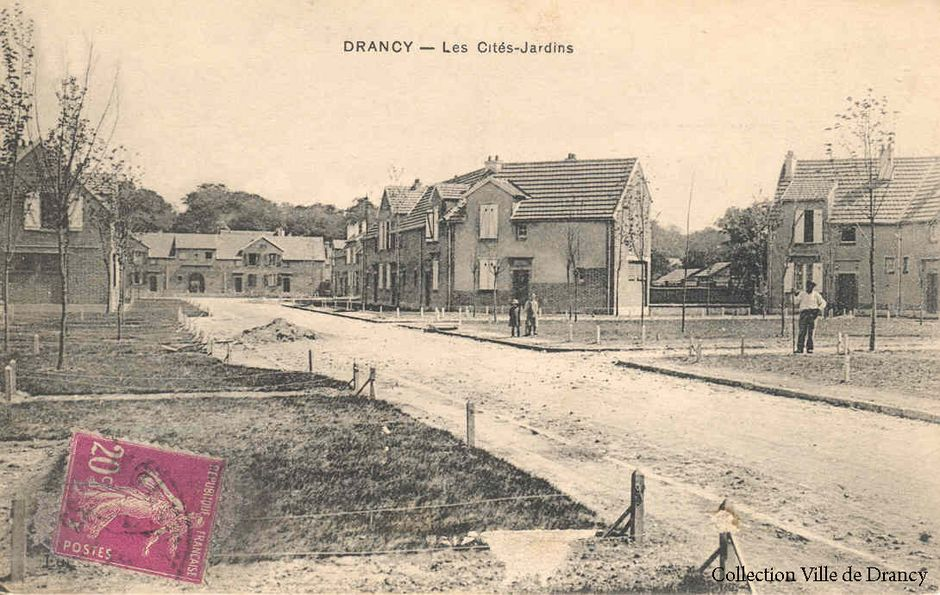
Première cite-jardin, rue Soubiran
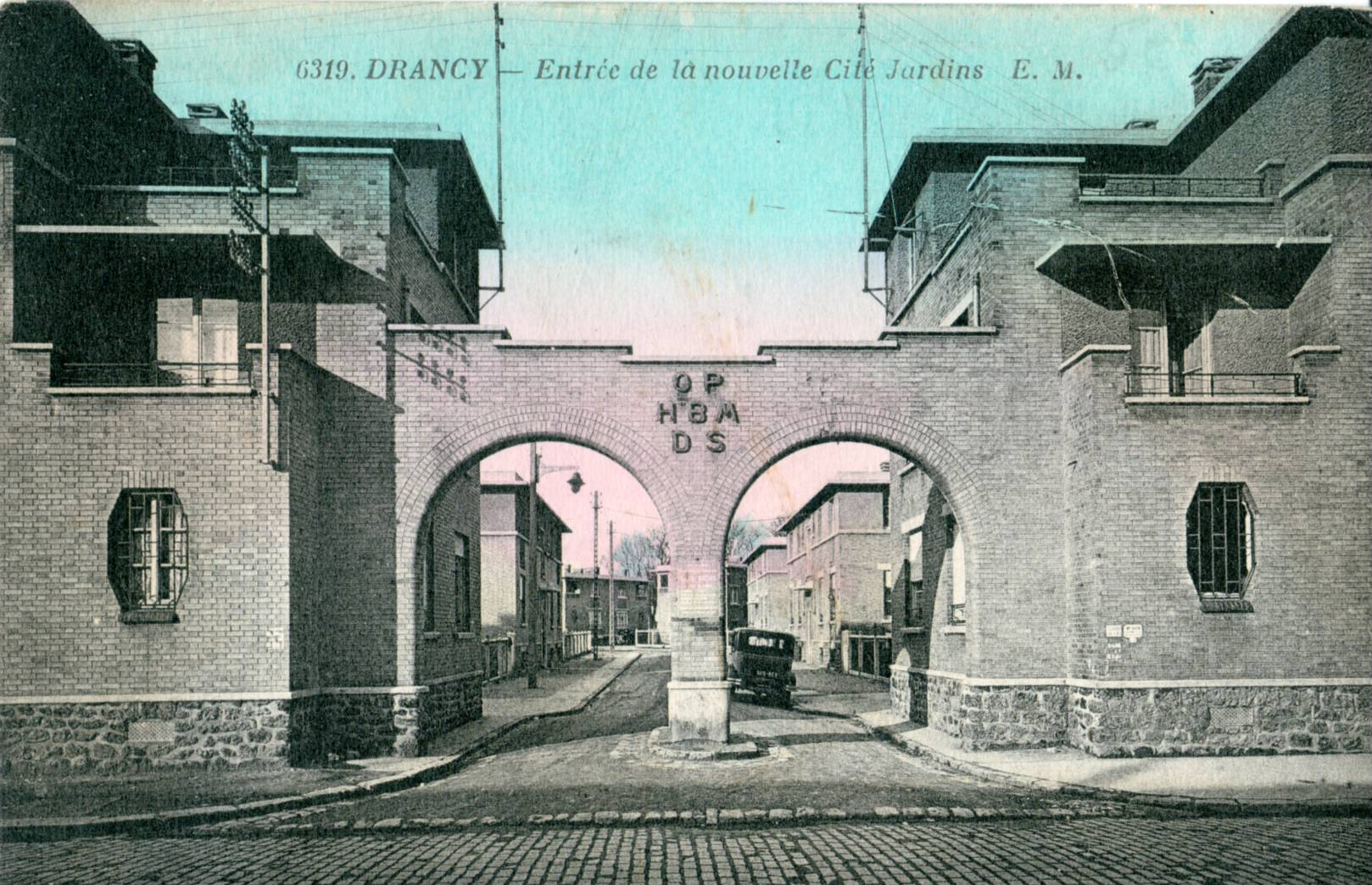
Nouvelle cité-jardin du quartier Paul Bert

Parmi les grands ensembles, les principaux sont la cité de la Muette (quartier la Muette), les cités Jules-Auffret et Marcel-Cachin (quartier Village Parisien), la cité du Nord et la cité Thaïs (quartier Paris Campagne), la cité Youri Gagarine (quartier Avenir Parisien) et la cité Gaston-Roulaud (quartier Petit Drancy). Ces grands ensembles sont des quartiers prioritaires de la politique de la ville. La ville comporte également la cité Paul-Vaillant-Couturier (quartier Drancy Centre).

### Projets d'aménagement
En 2021, Drancy compte deux projets d'aménagement, qui, selon la Ville doivent participer à la dynamisation de l'activité commerciale. Le premier est situé en centre-ville à l'angle des avenues Henri Barbusse et Jean Jaurès. Il concerne la reconstruction de la halle du marché et prévoit la création d'un ensemble immobilier et d'espaces publics sur cet îlot dit des "Quatre routes"[source secondaire souhaitée], les travaux ont commencés. Non loin de là, le stade nautique de Drancy construit à la fin des années 1960 fera l'objet de travaux d'agrandissement et de rénovation (projet validé lors du conseil municipal du 17 février 2023).
Le second projet est celui de l'aménagement de l'ancienne friche ferroviaire située entre l'avenue Marceau et les voies de chemin de fer, dix ans après son achat par la Ville/ Un nouveau quartier doit voir le jour dans les années à venir sur les terrains du Baillet d'une superficie de 65 539 m2. Ce quartier accueillera un nouvel espace culturel de 2 000 places, l'ancien étant jugé trop petit selon la mairie.

### Qualité de l'environnement

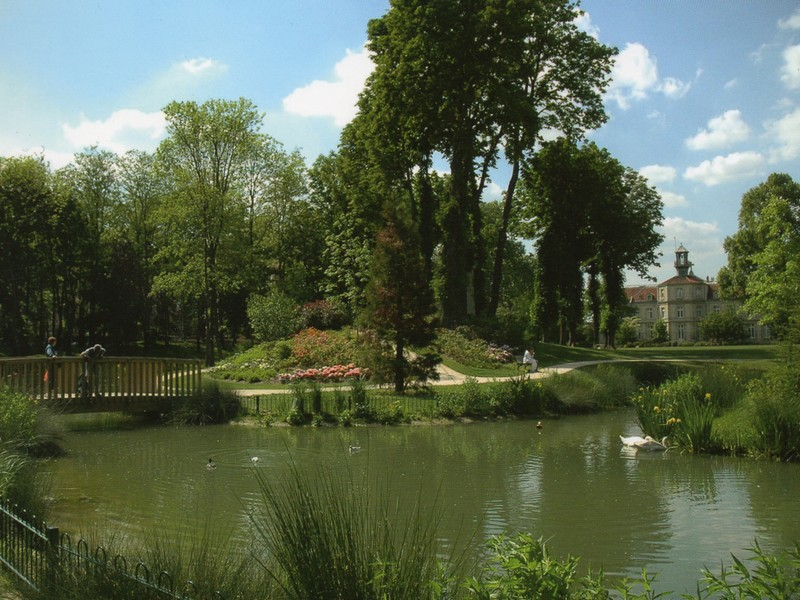
Le parc de Ladoucette, son bassin et au fond son château.

La ville de Drancy possède un parc, le parc de Ladoucette, qui est de 1976 à 2006 baptisé Jacques Duclos, en l'honneur du député communiste de la circonscription de 1945 à 1956, et encore avant le parc des sœurs. Il renferme sur ses 5,5 hectares un bassin, un parcours sportif, une ferme pédagogique et le château de Ladoucette, construit au XIXe siècle, ainsi que le mausolée de la baronne de Ladoucette. Longtemps propriété de la famille de Ladoucette, la baronne met un terme à cette tradition familiale en juin 1892 en le cédant à l'asile de Drancy qu'elle avait fondé. Le parc est progressivement racheté par la commune entre 1969 et 1974, ouvert au public en juin 1976. Il a été profondément réaménagé quand il a été rebaptisé. Y ont été créés un parcours sportif, un bassin ainsi qu'une ferme pédagogique... Le parc de Ladoucette a connu une extension avec l'achat par la ville du château de Ladoucette.
Pars et jardins : les chiffres clés
- 14 squares et parcs publics
- 4 ensembles de jardins partagés
- 1 serre municipale
- 100 variétés de plantes différentes
- 100 000 plantes à massifs
- 1000 plantes suspendues
- 6000 arbres d'alignement[52]

La Ville de Drancy organise régulièrement des distributions de nichoirs aux foyers drancéens qui disposent d'un jardin. Cette opération menée en partenariat avec la Ligue pour la Protection des Oiseaux vise à préserver la biodiversité en milieu urbain.

## Toponymie
Le nom de la ville est attesté sous la forme Terentiacum lors du Haut-Empire romain (vers l'an - 27), dès les premiers temps les locuteurs gaulois modifient le premier phonème [t] en [d] Le village est latinisé en Derentiacum. *Derenzako fortement emprunt de la prononciation gauloise, on retrouve sa forme attestée de Derenzegio en 1096 en parallèle de son latin Derenciacum en 1096, puis au fil des siècles Derenci (1147) et prend sa forme figée de Drancy en 1487,.
La finale -y des toponymes du nord de la France s'explique généralement par évolution phonétique du suffixe d'origine gauloise -i -acum, localisant à l'origine et marquant la propriété à l'époque gallo-romaine. Le premier élément est généralement un anthroponyme. Il s'agit de Terentius, un romain à qui l'empire à concédé des terres en Gaule. Le sens global est donc « le domaine de Terentius. » « L'un d'eux nommé Térentius, installe sa villa « au nord-est et à environ 3 heures de marche de Lutèce ». La terre y est bonne, le pays plat est propice à la grande culture. Le domaine de Térentius s'agrandit, -- Georges Archer, De Terentiacum à Drancy, 1964, page 74. » Parmi les noms portés par la localité au fil des siècles : Derenzegio (1096) ; Derenciacum (1098) ; Darenciacum (1133) ; Derenci (1147) ; Darenci (XIIIe siècle) et Drancy (1487).

## Histoire

### Préhistoire envisageable
L'histoire de Drancy commencerait dès la période néolithique, il existe en effet un axe de circulation, la route des Seuils qui correspondrait approximativement à la RN 2. Des hommes s'installent alors à proximité de cette route en créant une piste dans les bois qui n'est autre que l'actuelle rue de la République. Quelques lieux-dits confirment cette possible présence à l'époque préhistorique comme la Haute Borne, le Buisson Barré ou bien plus tard, vers le VIIe siècle av. J.-C. avec le lieu-dit le Baillet qui atteste la présence des Celtes,.

### Époque gallo-romaine
L’histoire de l’implantation villageoise à Drancy, de l'Antiquité au Moyen Âge, est similaire à celle de nombreux bourgs ruraux de l'Île-de-France, elle est discontinue et assez complexe.
Lors la construction de l'école Dulcie-September, ont été retrouvées une fosse comblée par des résidus de travail du métal ainsi qu'une sépulture dans laquelle reposait le squelette d'une femme allongée sur le ventre et qui attestent l'occupation du lieu à l'époque des Gaulois, vers le IVe siècle av. J.-C. Raymond Liegibel pense que le territoire de Drancy à la fin du Ier siècle av. J.-C. et au cours du Ier siècle est une zone d'habitat qui a été identifiée comme datant du Ier siècle av. J.-C. au Ve siècle. Plusieurs faits semblent confirmer cette hypothèse, tels les restes d'une cave en pierre qui sont là pour en témoigner. Le site du village de Drancy est ainsi occupé sans interruption depuis l'Antiquité, voire depuis la fin de l'époque gauloise.
De même, des sesterces ainsi qu'une marmite ont également été trouvés à Drancy, les pièces datent de l'époque de l'empereur romain Trajan (Ier siècle apr. J.-C.) et de l'époque d'Hadrien (IIe siècle)
La marmite est quant à elle typique de la fin du IIe siècle et du IIIe siècle, c'est une marmite ovoïde à lèvre en bandeau et épaule moulurée,.

### Féodalité à Drancy

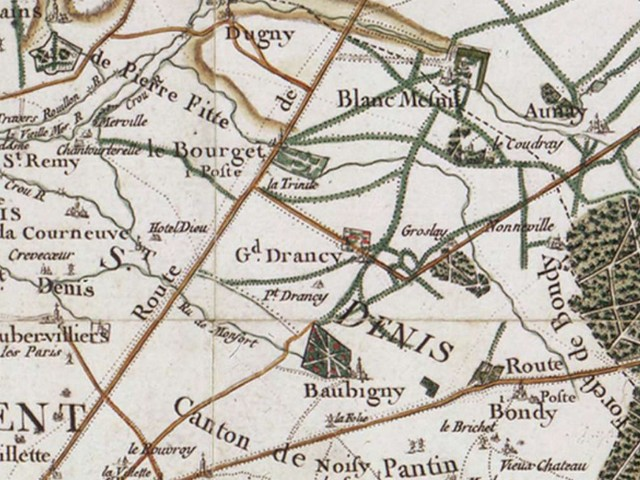
Carte de Cassini, Drancy (Grand et Petit Drancy) et ses environs vers 1780.

Les premiers écrits connus relatifs à Drancy remontent à la fin du XIe siècle, sous la forme d'une bulle du pape Urbain II qui confirme aux religieux de l'abbaye de Saint-Martin-des-Champs de Paris la possession de l'autel de Drancy (c'est-à-dire d'une chapelle). À l'époque médiévale, le petit village compte au XIIIe siècle trois seigneuries : les seigneuries du Grand Drancy, du Petit Drancy (ou « des Noues ») et de Sainte-Geneviève.
Au XVIIe siècle, le domaine du Grand-Drancy, désigné comme seigneurie principale, devient la propriété de la famille Séguier qui, possédant déjà plusieurs fiefs, et y avait fait construire un château en 1533.
Drancy se divisait alors en deux villages : Drancy le Grand et le Petit Drancy,,.
À cette époque, la seigneurie du Grand Drancy est vassale de celle de Bobigny et de celle d'Aulnay. La seigneurie de Bobigny est elle-même vassale de celle de Livry et de celle Saint-Denis, qui dépendent alors toutes deux du roi. La seigneurie du Petit Drancy est quant à elle vassale d'Aulnay mais relève, pour une part, directement du roi.
La Révolution française abolit le système féodal, et c'est sans doute en 1792 que Drancy procède à l'élection de sa première municipalité.

### XIXesiècleet industrialisation

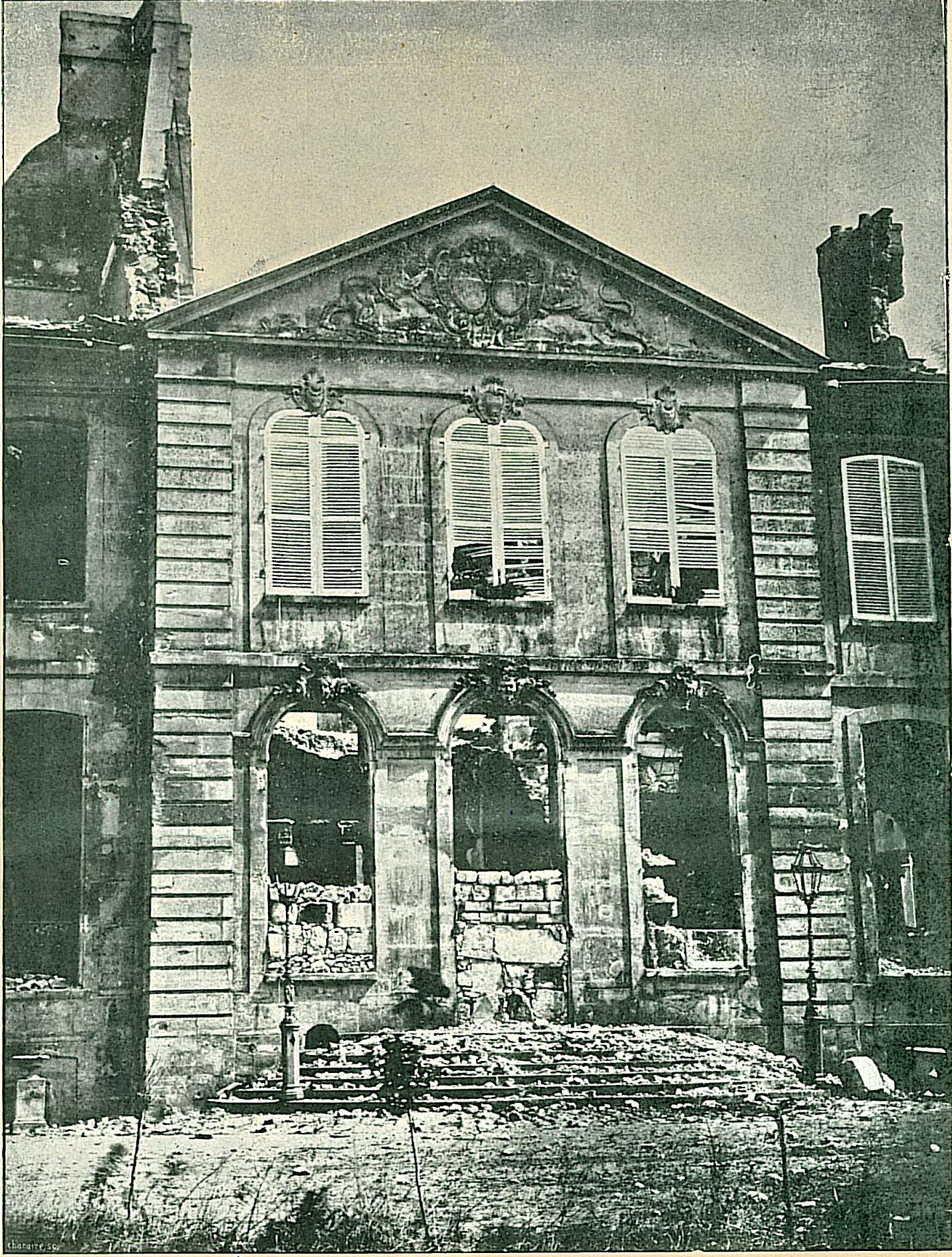
Le château de Ladoucette en 1871.

En 1825, la commune ne possédait pas encore de mairie. C'est que par délibération du 8 novembre 1840 que fut acquise la maison Levasseur qui sert de mairie. Les travaux d'appropriation coûtèrent 5 488 francs.
La seconde moitié du XIXe siècle est marquée par l'essor économique industriel et le développement des lignes du chemin de fer. À Drancy, le baron de Ladoucette utilise son influence pour que la ligne ne passe pas au centre de Drancy, sur ses terres ; le chemin de fer étant considéré comme un danger puisqu'il amène notamment une population ouvrière.
En 1858, un nouveau tracé est alors dessiné et la station de chemin de fer est placée à la périphérie de Drancy (sur la partie qui va être annexée au Bourget en 1877), elle prend alors le nom de Le Bourget-Drancy.
Les villes alentour s'industrialisent, tout comme Drancy, avec l'arrivée du chemin de fer. Puis l'augmentation du trafic ferroviaire amène la création d'un centre de triage sur la ligne Paris-Soissons et bien que sur le territoire de Drancy, il porte le nom de Triage du Bourget.
Lors de la guerre franco-prussienne de 1870 le château de Ladoucette est au cœur d'importants combats. La légende du document original mentionne que « Ce château dont la façade dans le grand style du XVIIIe siècle rappelle tant de choses disparues, c'est le château de M. de Ladoucette, l'ancien sénateur de l'empire. Il est situé à l'extrémité du village. Pendant le combat du Bourget, le 22 décembre (1870), il est le théâtre d'une lutte furieuse. Les batteries prussiennes de Pont-Iblon,, de Blanc-Mesnil et d'Aulnay ont fait ces ruines lugubres. Occupé par les Prussiens qui en furent délogés, le château de Ladoucette devint le centre d'une importante redoute française. De là le corps des francs-tireurs. Poulizac harcelait l'ennemi sans relâche et sans relâche accomplissait, avec ce château à demi ruiné pour appui, ces hardis coups de main destinés à devenir légendaires. ».
À la suite de cette bataille du Bourget, le château est presque entièrement détruit. Il est reconstruit et le 9 juin 1892, la baronne le lègue avec son terrain à l’asile pour jeunes filles de Drancy.
L'actuel quartier du « Village Parisien » correspond au hameau de Groslay qui était entouré par la forêt de Bondy (d'où le nom de la rue des bois de Groslay). Divisée en deux par la ligne de chemin de fer et la gare (RER B), la ville a entretenu un fort lien social historique avec les cheminots (IHS). À la suite de la Seconde Guerre mondiale, Drancy a d'ailleurs longtemps été un bastion communiste de la ceinture Rouge de la région parisienne.

### Les deux guerres mondiales
Lors de la Première Guerre mondiale, Drancy voit son château devenir une « ambulance secondaire ». En 1914, les Allemands s'approchent de Paris, et Drancy ne se trouve qu'à une dizaine de kilomètres de l'avancée allemande. Le 11 novembre 1918, les habitants de Drancy peuvent revenir chez eux mais plus de 200 Drancéens ont trouvé la mort pendant la guerre.
L'entre-deux-guerres est marqué à Drancy par une industrialisation toujours présente mais surtout par un accroissement de la population et c'est pour cela qu'en 1933 la cité de la Muette a été édifiée par les architectes Marcel Lods et Eugène Beaudouin, dans le cadre de la loi Loucheur pour l'office des HBM du département de la Seine. Cette cité pilote qui annonce les grands ensembles est construite à la hâte et sans équipements. Il s'agit d'un vaste bâtiment en U, un ensemble HBM de quatre étages autour d'une cour d'environ 200 mètres de long et 40 mètres de large.

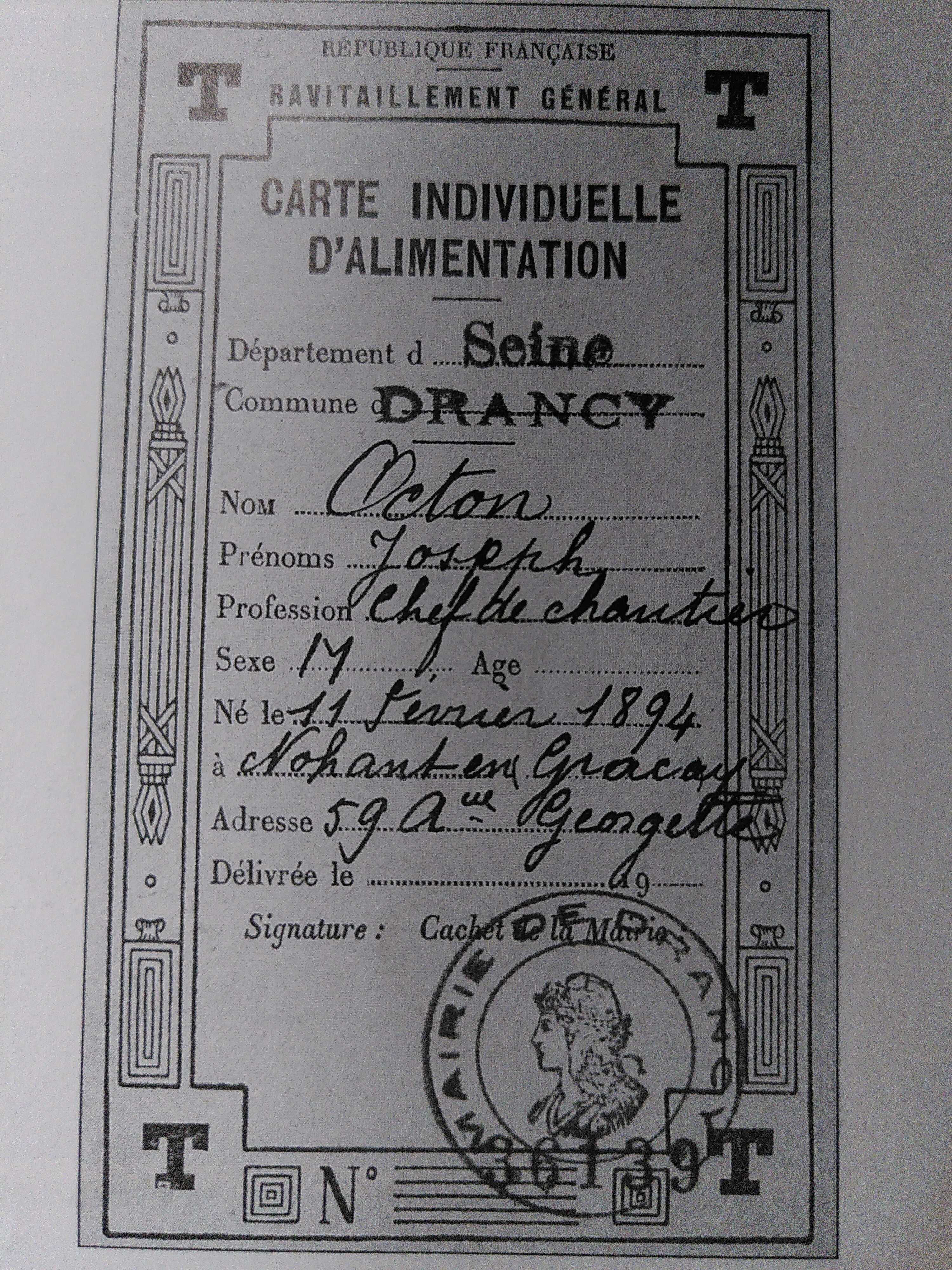
Carte individuelle d’alimentation émise lors de la Seconde Guerre Mondiale.

La Deuxième Guerre mondiale éclate, et la cité de la Muette est alors convertie en camp de prisonniers pour les soldats français puis en 1941 le lieu est reconverti en camp de concentration.
D'août 1941 à août 1944, le camp d'internement de Drancy a été le site principal de la Shoah en France.
Ce camp a été pendant trois ans le principal lieu de départ de la France vers les camps de concentration et les camps d'extermination nazis, essentiellement des convois vers Auschwitz. Neuf juifs déportés de France sur dix passèrent par le camp de Drancy pendant la Seconde Guerre mondiale,.

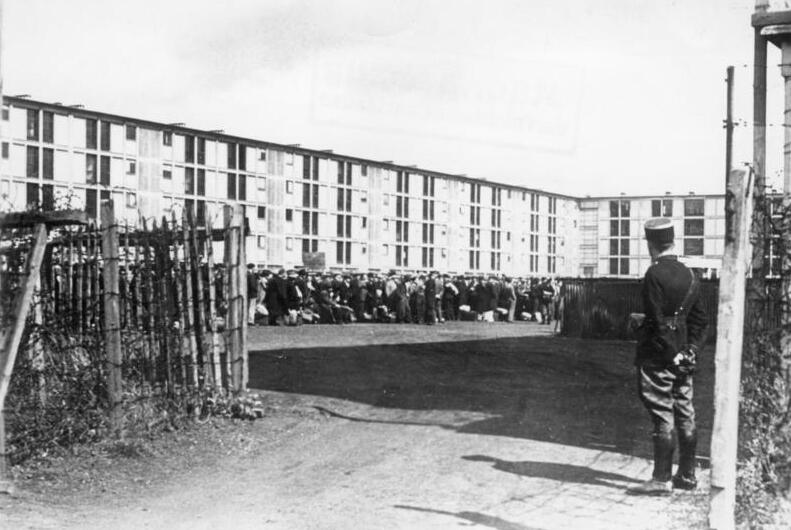
Le camp de Drancy en 1941.

Les 16 et 17 juillet 1942, la Rafle du Vélodrome d'Hiver a lieu à Paris. Lors de cette rafle, la police française, collaborant avec la Feldgendarmerie allemande, arrête plus de 13 000 personnes, dont près d'un tiers étaient des enfants dans Paris et sa banlieue. Tous les juifs – hommes exclusivement – français et étrangers de 18 à 50 ans. 4 232 personnes (sur les 5 784 personnes que prévoyaient les listes) sont arrêtées et emprisonnées à Drancy, dans la cité de la Muette devenue camp d'internement de Juifs.
Cette ancienne cité est désormais identifiée sous le nom de « camp de Drancy ».
Au total, de 1942 à 1944, une soixantaine de convois français de déportés juifs sont partis de Drancy, d'où son surnom d'« antichambre de la mort ». En période de pointe, le camp a connu le départ de deux ou trois convois par semaine.
67 000 hommes, femmes et enfants juifs furent déportés à partir de Drancy sur 76 000 Juifs déportés de France. Moins de 2 000 des déportés de Drancy sont revenus, soit à peine 3 %.

### De la Libération à l'époque moderne
À la Libération, les gendarmes qui gardaient le lieu ont arboré des brassards FFI.
Par la suite, sont détenus dans le camp des personnes en attente de traitement par la commission d'épuration ou la justice.
Avant le 1er janvier 1968, la ville de Drancy est une commune du département de la Seine, le département est alors supprimé (tout comme le département de Seine-et-Oise dans lequel il était enclavé), en application de la loi du 10 juillet 1964 portant sur la réorganisation de la région parisienne et intégré dans le département de la Seine-Saint-Denis.
La ville qui avait déjà connu un fort développement entre les années 1900 et les années 1930 connaît un second développement qui est la conséquence d'une demande de construction très rapide de logements entre les années 1950 et les années 1970, en partie pour loger les rapatriés d'Algérie. L'urbanisation rapide amène la construction de grands ensembles. De nombreuses infrastructures sont également construites pour accueillir cette nouvelle population.
Au début du XXIe siècle, la municipalité lance de nombreux projets, en particulier la réhabilitation de logements par la destruction de certaines tours et leur remplacement par des constructions de taille plus humaine.
En novembre 2005, comme de nombreuses communes de l'agglomération parisienne et de grandes villes de province, des émeutes affectent la ville mais dans une moindre mesure que dans d'autres villes du département et même des villes voisines telles que Bobigny, Bondy ou Le Blanc-Mesnil. Il n'y a pas eu de violences accrues à Drancy comme le montre la chronologie des émeutes de 2005 en France.
Néanmoins, cet épisode relayé par les médias de nombreux pays montre alors l'état de ghettoïsation ethnique et sociale de nombreux secteurs de banlieue et l'incapacité du pouvoir politique à faire face à l'échec de l'intégration d'une importante population immigrée.

## Politique et administration

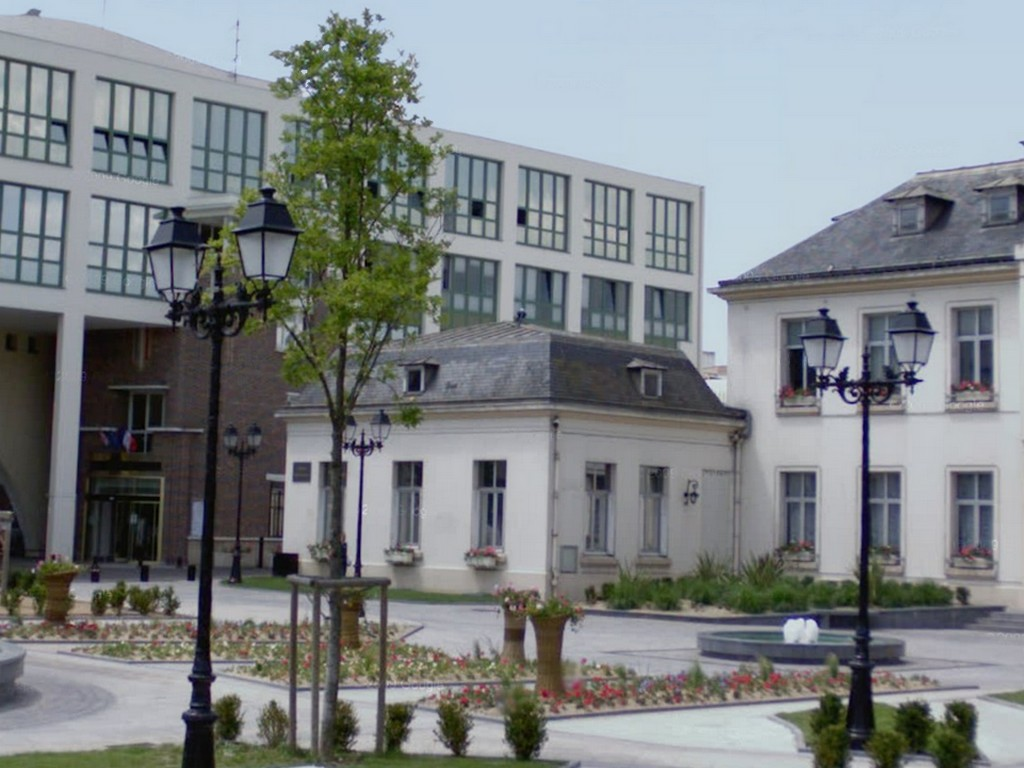
Place de l'Hôtel-de-Ville, l'entrée du centre administratif.

### Rattachements administratifs et électoraux
Antérieurement à la loi du 10 juillet 1964, la commune faisait partie du département de la Seine. La réorganisation de la région parisienne en 1964 fit que la commune appartient désormais au département de la Seine-Saint-Denis après un transfert administratif effectif au 1er janvier 1968. Rattachée initialement à l'arrondissement de Bobigny, la commune est intégrée à l'arrondissement du Raincy par un arrêté du préfet d'Île-de-France du 30 décembre 2016
Pour l'élection des députés, Drancy fait partie avec Bobigny de la cinquième circonscription de la Seine-Saint-Denis.

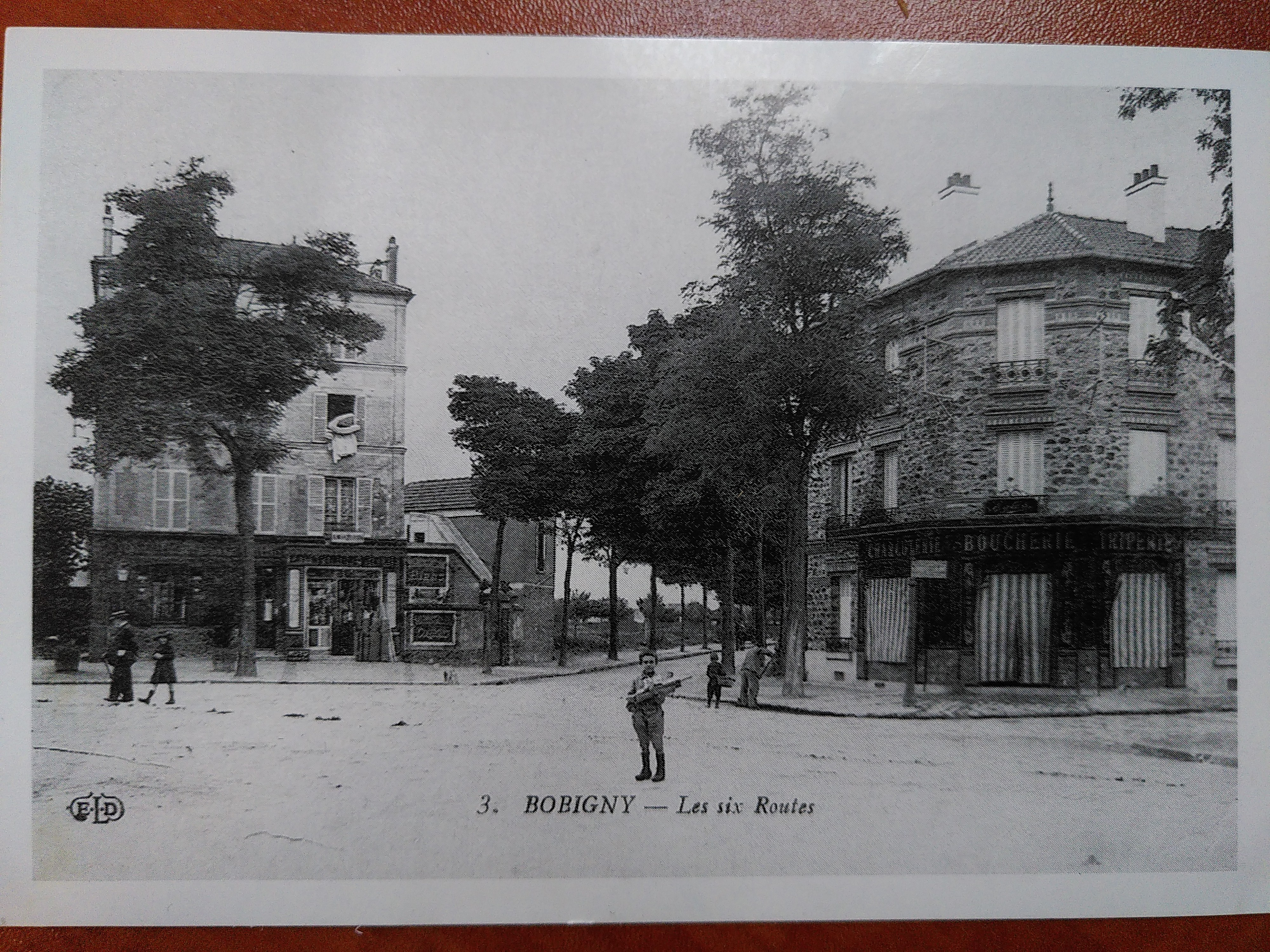
Carrefour Les six Routes, frontières entre Bobigny et Drancy.

La commune faisait partie depuis 1893 du canton de Noisy-le-Sec du Département de la Seine, puis, depuis 1967 le chef-lieu du canton de Drancy de Seine-Saint-Denis, avec une partie de la commune était rattachée au canton du Bourget. À la suite du redécoupage cantonal de 2014 en France, les limites territoriales des cantons sont remaniées : La majeure partie de la commune (soit 60 097 habitants en 2012) forme toujours le canton de Drancy, et une petite partie au sud-est de la commune, correspondant au quartier du « village parisien » (soit 7 084 habitants en 2012), appartient désormais au canton du Blanc-Mesnil.
La ville est incluse dans le ressort du tribunal judiciaire et du tribunal de commerce de Bobigny.

### Intercommunalité
Les villes de Drancy et du Bourget ont créé, fin 2006, une communauté de communes sous le nom de Communauté de communes Drancy-Le Bourget.
Le 1er janvier 2009, Dugny rejoint la communauté, qui prend la dénomination de Communauté de communes de l'aéroport du Bourget.
À compter du 1er janvier 2010, cette communauté de communes se transforme en communauté d'agglomération.
Dans le cadre de la mise en place de la métropole du Grand Paris, la loi portant nouvelle organisation territoriale de la République du 7 août 2015 (Loi NOTRe) prévoit la création d'établissements publics territoriaux (EPT), qui regroupent l'ensemble des communes de la métropole à l'exception de Paris, et assurent des fonctions de proximité en matière de politique de la ville, d'équipements culturels, socioculturels, socio-éducatifs et sportifs, d'eau et assainissement, de gestion des déchets ménagers et d'action sociale.
La création des EPT s'accompagne de la suppression des EPCI à fiscalité propre situés dans leur périmètre, et qui exercent désormais les compétences que les communes avaient transférées aux intercommunalités supprimées.
La commune est donc désormais membre de l'Établissement public territorial Paris Terres d'Envol, créé par un décret du 11 décembre 2016 et qui regroupe :
- les trois communes antérieurement membres de l'ex-communauté d'agglomération de l'aéroport du Bourget ;
- les trois communes antérieurement membres de l'ex-communauté d'agglomération Terres de France ;
- les deux communes qui n'étaient jusqu'alors membre d'aucune intercommunalité à fiscalité propre du Blanc-Mesnil et d'Aulnay-sous-Bois, qui, avec 82 634 habitants, est la plus peuplée de ce nouvel établissement.

### Tendances politiques et résultats
Drancy a longtemps été un bastion communiste de la « ceinture Rouge » de la région parisienne (de 1935 à 2001), dirigé pendant 38 ans (1959-1997) par une figure historique du PCF et ancien grand résistant de la Seconde Guerre mondiale, Maurice Nilès, qui fut député sans interruption pendant 28 ans (1958-1986).
En mars 2001 Drancy bascule au centre-droit et Jean-Christophe Lagarde (UDF puis Nouveau Centre puis FED) devient maire. En mars 2008 sa liste est réélue dès le premier tour avec 69,50 % des suffrages exprimés. Il est également député de la Cinquième circonscription de la Seine-Saint-Denis depuis 2002 réélu en 2007 et en 2012. Après avoir été réélu député en juin 2017, Jean-Christophe Lagarde, comme il l'avait annoncé démissionne de son mandat de maire de Drancy, pour se conformer à la loi sur le non-cumul des mandats. Le 2 septembre 2017, Aude Lagarde est élue maire à l'issue d'un vote du Conseil municipal.
À l'élection régionale de 2010 en Île-de-France, le premier tour a vu arriver en tête la liste conduite par Valérie Pécresse (LMAJ) avec 29,01 % soit 3 448 voix, suivi de la liste conduite par Jean-Paul Huchon (LSOC) avec 22,73 % soit 2 702 voix, puis celle conduite par Marie-Christine Arnautu (LFN) avec 14,52 % soit 1 726 voix, et enfin la liste conduite par Pierre Laurent (LCOP) avec 11,33 % soit 1 346 voix, aucun autre candidat ne dépassant le seuil des 10%. Au second tour, les électeurs ont voté à 57,38 % soit 7 313 voix pour la liste de Jean-Paul Huchon contre 42,62 % soit 5 432 voix pour la liste Valérie Pécresse, résultat proche de la moyenne régionale, qui est, au second tour de 56,69 % pour la liste de Jean-Paul Huchon contre 43,31 % pour la liste Valérie Pécresse.
À l’élection présidentielle française de 2012, le premier tour a vu arriver en tête François Hollande avec 35,25 % des voix, suivie de Nicolas Sarkozy avec 19,61 %, puis de Marine Le Pen avec 18,54 % et enfin de Jean-Luc Mélenchon avec 16,19%, aucun autre candidat ne dépassant le seuil des 10 %. Au second tour, les électeurs ont voté à 61,87 % soit 14 961 voix pour François Hollande contre 38,13 % soit 9 221 voix pour Nicolas Sarkozy. Résultats plus contrastés que la moyenne nationale qui est, au second tour, de 51,64 % pour François Hollande et 48,36 % pour Nicolas Sarkozy. Pour cette élection présidentielle, le taux de participation a été plutôt élevé. On compte au premier tour, 34 690 inscrits sur les listes électorales drancéennes, 73,53 % soit 25 509 voix ont participé aux votes, le taux d’abstention fut de 26,47 % soit 9 181 voix, 3,83 % soit 1 327 voix ont effectué un vote blanc ou nul et enfin 69,71 % soit 24 182 voix se sont exprimées.
Aux élections législatives françaises de 2012, le premier tour a vu arriver en tête Jean-Christophe Lagarde avec 53,33 % des voix, suivie de Milouda Latrèche (PS) avec 19,61 %, puis d'Abdel Sadi (FG) avec 12,76 % aucun autre candidat ne dépassant le seuil des 10 %. Au second tour, les électeurs ont voté à 65,53 % soit 11 278 voix pour Jean-Christophe Lagarde contre 34,47 % soit 5 923 voix pour Milouda Latrèche. Résultats plus contrastés que la moyenne de la circonscription qui est, au second tour, de 56,73 % pour Jean-Christophe Lagarde et 43,27 % pour Milouda Latrèche.
Au premier tour des élections municipales de 2014 dans la Seine-Saint-Denis, la liste UDI-UMP-MoDem menée par Jean-Christophe Lagarde, maire sortant et président de l'Union des démocrates et indépendants, remporte la majorité absolue des suffrages exprimés avec 12 595 voix (75,06 %, 45 conseillers municipauyx élus, dont 19 communautaires), devançant très largement les listes menées respectivement par : 
- Nathalie Vasseur (Front de gauche, 1 874 voix, 11,16 %, 2 conseillers municipaux élus dont 1 communautaire) ;
- Hacène Chibane (PS, 1 856 voix, 11,06 %, 2 conseillers municipaux élus dont 1 communautaire) ;
- Estelle Jaquet (LO, 454 voix, 2,70 %, pas d'élus).
Lors de ce scrutin, 50,53 % des électeurs se sont abstenus.
Aux élections législatives de 2017, le premier tour a vu arriver en tête Jean-Christophe Lagarde avec 45,71% des voix, suivie de Malika Maalem-Chibane (LREM) avec 16,30 %, puis d'Ugo Portier (LFI) avec 14,12 % et de Jean-François Perier (RN) avec 10,20% des voix aucun autre candidat ne dépassant le seuil des 10 %. Au second tour, les électeurs ont voté à 74,56 % soit 8 909 voix pour Jean-Christophe Lagarde contre 25,44 % soit 3 039 voix pour Malika Maalem-Chibane. Résultats plus contrastés que la moyenne de la circonscription qui est, au second tour, de 66,10 % pour Jean-Christophe Lagarde et 33,90 % pour Malika Maalem-Chibane.
Au premier tour des élections municipales de 2020 dans la Seine-Saint-Denis, la liste UDI - LREM - LR - SL menée par la maire sortante Aude Lagarde — qui avait succédé à son mari comme maire après sa réélection comme député en 2017 — obtient la majorité absolue des suffrages exprimes, avec 6 990 voix (65,09 %, 42 conseillers municipaux élus, dont 1 métropolitain), devançant largement les listes menées respectivement par : 
- Carine Nilès (PCF - PS - G·s - LFI - EÉLV - PRG - GRS, 2 390 voix, 22,25 %, 5 conseillers municipaux élus) ;
 Hacène Chibane (DVG, 1 140 voix, 10,61 %, 2 conseillers municipaux élus) ;
- Didier Craffe (LO, 218 voix, 2,08 %, pas d'élus).
Lors de ce scrutin, marqué par la pandémie de Covid-19 en France, 68,19 % des électeurs se sont abstenus.
Au premier tour des élections départementales de 2021 dans le canton de Drancy, la liste BC-UDI menée par Hamid Chabani et Aude Lagarde arrive en tête avec 58,25% des voix suivie du binôme Lotfi Ben Yedder et Carine Niles (BC-UGE) avec 21,53% puis de Katarina KATANIC et Enzo MARANO (BC-RN) avec 15,16% des voix et de Élisa Carcillo et Clément Thepot (BC-UCD) avec 5,06% des voix. Au second tour, les électeurs ont voté à 71,01 % soit 5 734 voix pour Hamid Chabini et Aude Lagarde contre 29,99 % soit 2 456 voix pour Lotfi Ben Yedder et Carine Niles.
Au premier tour des élections présidentielles de 2022, le premier tour a vu arriver en tête Jean-Luc Mélenchon avec 45,79 % des voix, suivie de Emmanuel Macron avec 18,87 %, puis de Marine Le Pen avec 17,59 % aucun autre candidat ne dépassant le seuil des 10 %. Au second tour, Emmanuel Macron (LREM) arrivé en tête avec 64,36% des voix contre 35,64 des voix pour Marine Le Pen (RN).
Aux élections législatives de 2022, le premier tour a vu arriver en tête Jean-Christophe Lagarde avec 43,11% des voix, suivie de Raquel Garrido (LFI) avec 30,91% et de Nelly Lestradet (RN) avec 10,79% des voix aucun autre candidat ne dépassant le seuil des 10 %. Au second tour, les électeurs ont voté à 55,17 % soit 8 101 voix pour Jean-Christophe Lagarde contre 44,83 % soit 6 584 voix pour Raquel Garrido. Résultats totalement différents sur la circonscription puisque c'est Raquel Garrido qui remporte cette élection avec 53,49% soit 13 107 voix contre 46,51% soit 11 395 voix pour Jean-Christophe Lagarde.

### Administration municipale
Compte tenu de l'importance de la population de Drancy, son conseil municipal  comporte 49 membres.

### Liste des maires
| Période        | Période                    | Identité                | Étiquette                | Qualité |
| -------------- | -------------------------- | ----------------------- | ------------------------ | --- |
| 1944           | 1959                       | Gaston Roulaud          | PCF                      | Ouvrier métallurgiste puis comptable, ancien résistant |
| 1959           | 1997                       | Maurice Nilès           | PCF                      | Ouvrier fraiseur, Ancien résistant Député de la Seine puis de la Seine-Saint-Denis (1958 → 1986) Démissionnaire |
| janvier 1997   | mars 1997                  | Jean-Claude Gayssot     | PCF                      | Cheminot Député de la Seine-Saint-Denis (1986 → 1997) Ministre (1997 → 2002) Démissionnaire 6 mois après sa nomination comme ministre. |
| mars 1997      | mars 2001,                 | Gilbert Conte           | PCF                      | Ingénieur Conseiller général de Drancy (1992 → 2004) |
| mars 2001      | septembre 2017             | Jean-Christophe Lagarde | UDF puis NC puis UDI-FED | Député de la Seine-Saint-Denis (5e circ.) (2002 → 2022) Vice-président de l'Assemblée nationale (2006 → 2007 et 2010 → 2012) Conseiller régional (1998 → 2002) Conseiller général du Bourget (2001 → 2003) Démissionnaire à la suite de sa réélection comme député |
| septembre 2017 | En cours (au 3 avril 2021) | Aude Lagarde            | UDI                      | Épouse et attachée parlementaire du précédent Conseillère régionale (2004 → 2015) Conseillère départementale de Drancy (2015 →) Vice-présidente de l'EPT Terres d'Envol (2016 →) Réélue pour le mandat 2020-2026                                                   |

### Sécurité

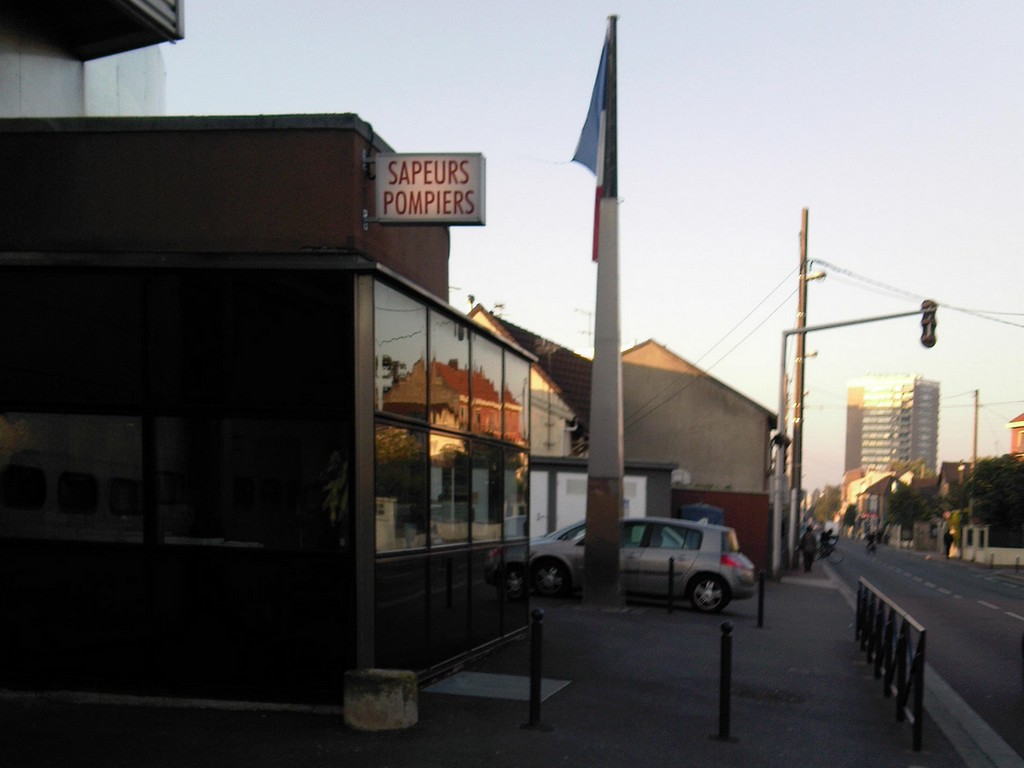
La caserne des sapeurs-pompiers.

Drancy dispose d'une caserne de gendarmerie composée de trois escadrons de gendarmerie mobile (le 27/1, 28/1 et 29/1), d'un commissariat de police nationale et d'un service de police municipale, qui effectuent un certain nombre de missions de surveillance. La ville dispose également d'un centre de secours de la brigade de sapeurs-pompiers de Paris.

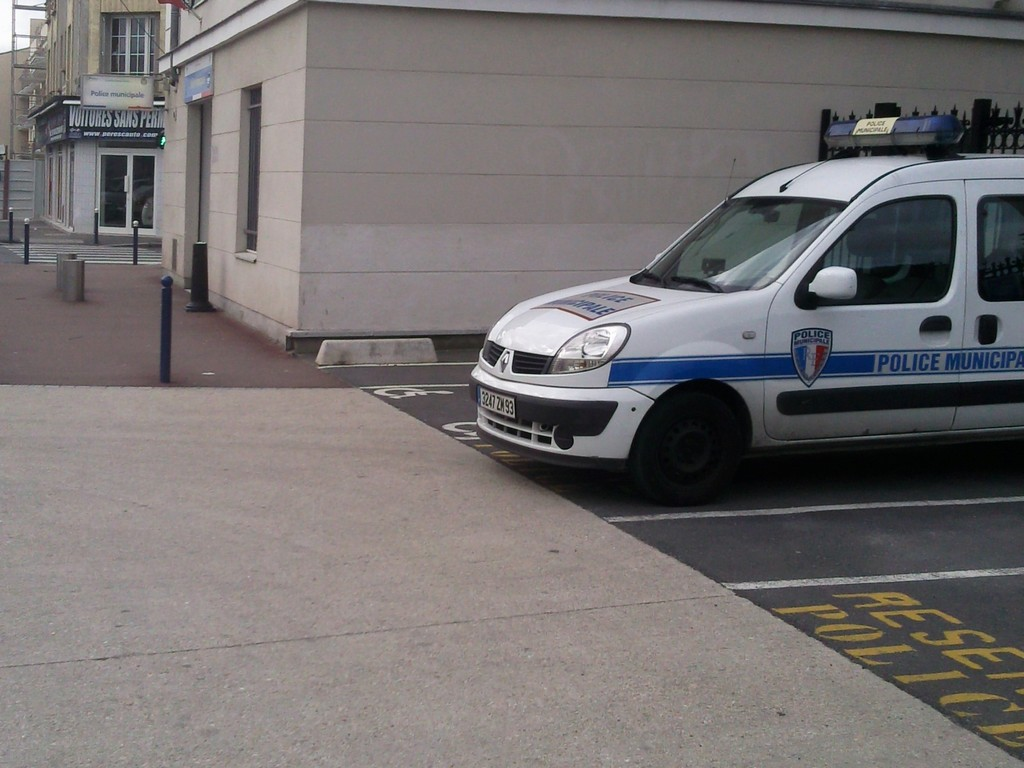
Le poste de la police municipale de Drancy.

En 2007, la circonscription de police de Drancy (composée de la ville elle-seule) a un taux de criminalité moyen de 86,5 crimes et délits pour 1 000,. La circonscription de Drancy est au-dessus de la moyenne nationale en 2007 qui est de 83 ‰, mais en dessous de la moyenne départementale qui a un taux de 95,67 ‰ la même année
,. Ainsi, le commissariat de Drancy arrive en 18e position sur les 21 circonscriptions de police de la Seine-Saint-Denis en termes de délinquance. La circonscription de Drancy a donc l'un des moins forts taux de criminalité du département.
D'après le ministère de l'Intérieur, l'agglomération de Drancy a un taux de violence de 11,96 pour 1 000 habitants et se classe au vingtième rang des circonscriptions de police les plus violentes. En résumé, la commune est la vingtième circonscription de police la plus « violente » du pays, derrière onze autres villes de la Seine-Saint-Denis mais aussi des villes des Hauts-de-Seine, de Seine-et-Marne, du Val-d'Oise, du Pas-de-Calais et même après la ville de Marseille. La moyenne nationale du taux de violence est quant à elle de 5,93 ‰.

### Distinctions et labels
Drancy bénéficie depuis 2008 du label « ville fleurie » avec trois fleurs attribuées par le Conseil national des villes et villages fleuris de France au concours des villes et villages fleuris.
Drancy a reçu le label "Ville prudente" pour sa lutte contre l’insécurité routière, à l’occasion du 103e salon des maires. Seules 117 communes ont obtenu cette récompense en 2021.
Drancy bénéficie du label “Terre de Jeux” qui s’inscrit dans le cadre des Jeux Olympiques et Paralympiques de Paris 2024 et permet la valorisation du sport et de l’inclusion au sein des collectivités.
Drancy bénéficie aussi du label “ Territoires commerce équitable“. Seule ville de Seine-Saint-Denis à posséder ce label, la ville l'a obtenu pour la première fois en 2009.
En 2019, la Ville de Drancy a reçu la Marianne d'Or du développement durable. Cette distinction vient saluer le travail de la Ville de Drancy, pilote en matière de développement durable, et les actions quotidiennes des habitants pour la préservation de l'environnement.

### Jumelages
Au 14 octobre 2010, la commune de Drancy est jumelée avec :
- Svilajnac (Serbie) depuis 2024[114]
- Willenhall (Royaume-Uni) depuis 1959[115] (une voie de la ville de Willenhall se nomme Drancy Avenue) ;
- Eisenhüttenstadt (Allemagne) depuis 1963[115] ;
- Prague 6 (Tchéquie) depuis 1967[116] ;
- Lioubertsy (Russie) depuis 1994

- Jumelage Gorée-Drancy le 5 juillet 2004

## Population et société

### Démographie

#### Évolution démographique
L'évolution du nombre d'habitants est connue à travers les recensements de la population effectués dans la commune depuis 1793. Pour les communes de plus de 10 000 habitants les recensements ont lieu chaque année à la suite d'une enquête par sondage auprès d'un échantillon d'adresses représentant 8 % de leurs logements, contrairement aux autres communes qui ont un recensement réel tous les cinq ans,.

En 2022, la commune comptait 71 312 habitants, en évolution de +1,48 % par rapport à 2016 (Seine-Saint-Denis : +4,67 %, France hors Mayotte : +2,11 %).
| 1793 | 1800 | 1806 | 1821 | 1831 | 1836 | 1841 | 1846 | 1851 |
| ---- | ---- | ---- | ---- | ---- | ---- | ---- | ---- | ---- |
| 399  | 193  | 218  | 207  | 258  | 315  | 308  | 352  | 296  |

| 1856 | 1861 | 1866 | 1872 | 1876 | 1881 | 1886 | 1891  | 1896  |
| ---- | ---- | ---- | ---- | ---- | ---- | ---- | ----- | ----- |
| 310  | 420  | 534  | 456  | 446  | 606  | 934  | 1 104 | 1 096 |

| 1901  | 1906  | 1911  | 1921   | 1926   | 1931   | 1936   | 1946   | 1954   |
| ----- | ----- | ----- | ------ | ------ | ------ | ------ | ------ | ------ |
| 1 247 | 1 776 | 4 190 | 15 582 | 31 489 | 51 156 | 42 938 | 42 166 | 50 654 |

| 1962   | 1968   | 1975   | 1982   | 1990   | 1999   | 2006   | 2011   | 2016   |
| ------ | ------ | ------ | ------ | ------ | ------ | ------ | ------ | ------ |
| 65 890 | 68 467 | 64 430 | 60 183 | 60 707 | 62 263 | 66 063 | 66 635 | 70 269 |

| 2021   | 2022   | - | - | - | - | - | - | - |
| ------ | ------ | - | - | - | - | - | - | - |
| 71 363 | 71 312 | - | - | - | - | - | - | - |

#### Pyramide des âges
La population de la commune est relativement jeune.
En 2018, le taux de personnes d'un âge inférieur à 30 ans s'élève à 42,5 %, soit en dessous de la moyenne départementale (42,7 %). À l'inverse, le taux de personnes d'âge supérieur à 60 ans est de 17,4 % la même année, alors qu'il est de 16,7 % au niveau départemental.
En 2018, la commune comptait 35 241 hommes pour 36 868 femmes, soit un taux de 51,13 % de femmes, légèrement supérieur au taux départemental (50,82 %).
Les pyramides des âges de la commune et du département s'établissent comme suit.
| Hommes | Classe d’âge | Femmes |
| ------ | ------------ | ------ |
| 0,4    | 90 ou +      | 0,9    |
| 4,2    | 75-89 ans    | 6,5    |
| 11,4   | 60-74 ans    | 11,4   |
| 18,8   | 45-59 ans    | 18,3   |
| 21,7   | 30-44 ans    | 21,3   |
| 20,6   | 15-29 ans    | 20,0   |
| 22,8   | 0-14 ans     | 21,7   |

| Hommes | Classe d’âge | Femmes |
| ------ | ------------ | ------ |
| 0,3    | 90 ou +      | 0,9    |
| 3,9    | 75-89 ans    | 5,2    |
| 11,5   | 60-74 ans    | 12,1   |
| 18,7   | 45-59 ans    | 18,1   |
| 22,2   | 30-44 ans    | 22,3   |
| 20,6   | 15-29 ans    | 20,1   |
| 22,8   | 0-14 ans     | 21,4   |

#### Ménages
En 2007, le nombre total de ménages drancéens est de 25 862. Ces ménages ne sont pas tous égaux en nombre d'individus. Certains de ces ménages comportent une personne, d'autres deux, trois, quatre, cinq voire plus de six personnes. Voici ci-dessous, les données en pourcentage de la répartition de ces ménages par rapport au nombre total de ménages.
| Personnes par ménage (2007) | 1      | 2      | 3      | 4      | 5     | 6 ou plus |
| --------------------------- | ------ | ------ | ------ | ------ | ----- | --------- |
| Drancy                      | 31,8 % | 28,1 % | 15,8 % | 13,1 % | 7,3 % | 3,9 %     |
| Paris                       | 52,4 % | 25,9 % | 10,5 % | 7,1 %  | 2,7 % | 1,4 %     |
| Moyenne nationale           | 31,0 % | 31,1 % | 16,2 % | 13,8 % | 5,5 % | 2,4 %     |
| Sources des données : INSEE |        |        |        |        |       |           |

### Éducation, jeunesse et enfance

#### Enseignement

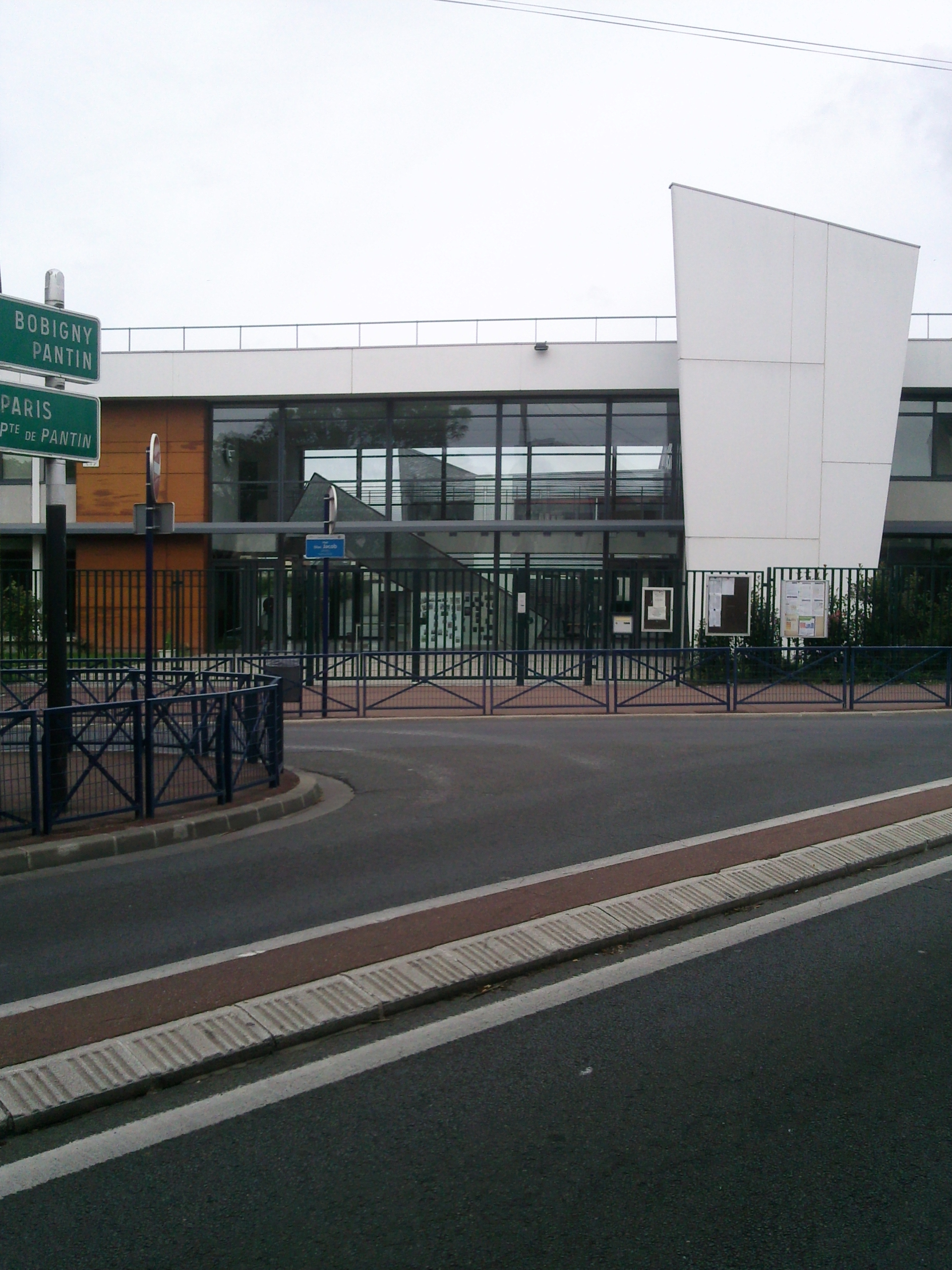
Le collège Paul-Bert, quartier du Centre.

Drancy est en zone C, sous la gestion de l'Académie de Créteil, et possède un système éducatif relativement complet,.
En effet, la ville administre dix-sept écoles maternelles et dix-huit écoles élémentaires communales, le département gère six collèges et la région deux lycées publics : le lycée polyvalent Paul-Le Rolland, qui accueille les filières technologique (STI) et professionnelles, et le lycée polyvalent Eugène-Delacroix, qui accueille les filières générales (L, ES, S), technologiques (STMG, ST2S), professionnelles et supérieures (BTS) (qui accueille 2 400 élèves en 2021). Le lycée Eugène-Delacroix a suscité une polémique en mars 2021, quand ont été soulignées les conséquences dramatiques dues au COVID19 (20 parents d'élèves décédés en un an et une accélération des contaminations), dans un contexte où le ministre de l'éducation nationale, Jean-Michel Blanquer, affirmait : « Laisser les écoles ouvertes revient à prendre un risque, assumer ce risque quand on est parents me paraît peu de choses face au risque qu'un enfant se déscolarise ».
En 2022, le lycée Paul-Le-Rolland arrive en tête du palmarès des lycées en Seine-Saint-Denis. À Paul-Le-Rolland, le taux de réussite au bac a atteint l’an passé 97 %, contre 91 % attendus, et 79 % des bacheliers ont eu une mention (contre 44 % attendus). Paul-Le-Rolland présente ainsi une valeur ajoutée de + 51 points.
Depuis la rentrée scolaire 2020, dans un contexte sanitaire inédit, tous les élèves du CP au CM2 bénéficient d’une tablette numérique. Drancy est la première ville de France à mettre en place en même temps et dans toutes ses écoles un dispositif de cette envergure. 5 500 tablettes sont distribuées soit 1,8 million d'euros supplémentaires d'investis pour l'éducation,.
Un lycée a vu le jour à la rentrée de septembre 2014 au Bourget, notamment pour résoudre le problème de la saturation du lycée Eugène-Delacroix à Drancy. Le lycée accueille les élèves du Bourget, de Dugny et une partie des Drancéens. Il est prévu pour accueillir 665 élèves en filières générales et technologiques.
Il existe également une école et un collège privés catholiques, nommés Saint-Germain.
La commune dispose également de six crèches[Quand ?].

#### Jeunesse

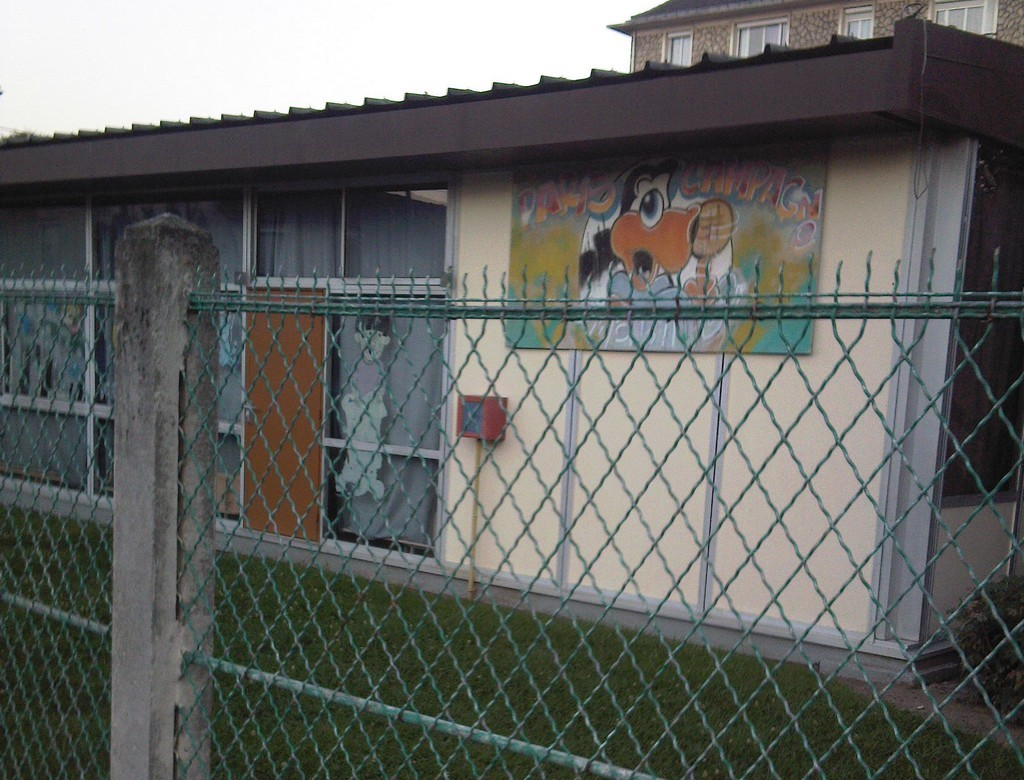
La maison de quartier Émeraude.

Juste après la Seconde Guerre Mondiale la Caisse des écoles de la ville achète et gère une colonie de vacances « champêtre » à Doulaincourt. Durant les décennies suivantes plusieurs colonies de vacances sont ajoutées : une colonie « maternelle » au Château de Chapius à Pamfou, une colonie « maritime » à Trébeurden, une colonie « d’altitude » à Samoëns, et une maison de repos à Heilles. Aujourd’hui, seules les colonies de Pamfou et de Heilles sont encore en fonctionnement.
Il existe divers services et associations pour la jeunesse. Le BIJ (Bureau information jeunesse), le SMJ (service municipal de la Jeunesse, le CIO (centre d'information et d'orientation) et la MIRE (mission intercommunale réunies pour l'emploi de Drancy, Bobigny et Le Blanc-Mesnil). La salle d'activités Jean-Macé qui comprend la maison du temps libre accueille les activités du quartier de l'Économie.
Un conseil consultatif de jeunes (CCJ) a été mis en place en 2005 et donne la parole aux jeunes drancéens, âgés de 13 à 17 ans. Ils participent ainsi aux initiatives municipales et à l'avenir de la ville.
La Ville de Drancy a mis en place le Journal Télévisé des Jeunes (JTJ), un nouveau média, créé par les jeunes du Service Municipal de la Jeunesse et du Conseil consultatif des Jeunes. C'est un journal fait par et pour les jeunes, sur des actualités qui les concernent.

#### Gratuité dans les cantines
Le lundi 8 janvier 2007, la Communauté d'agglomération de l'aéroport du Bourget a décidé la gratuité des repas dans les cantines scolaires des écoles primaires, sur l'initiative de Jean-Christophe Lagarde. La gratuité des repas qui profite à 3 000 élèves, représente 5 % du budget de la communauté, soit 1,1 million d'euros, étant rappelé que, de manière générale, les familles payent rarement le coût de revient complet du service (aliments, personnels et locaux), et qu'une partie de ce coût est donc assumé par les contribuables locaux. Le budget concernant la gratuité les repas dans les cantines scolaires des écoles est désormais assuré par la Ville de Drancy depuis la disparition de la Communauté d’agglomération de l’aéroport du Bourget au profit de Paris Terre d’Envol.

### Manifestations culturelles et festivités
Le parc est le lieu de rassemblement des Drancéens lors de la fête de la ville, de la Fête de la musique et du 14-Juillet ou à l'occasion de concerts.
Plusieurs manifestations culturelles ont également lieu à l'espace culturel de Drancy.
Depuis plusieurs années[C'est-à-dire ?], la ville participe activement au Téléthon qui a lieu début décembre. Elle offre alors un programme festif et varié pour récolter un maximum de fond. Le programme est élaboré par le collectif Téléthon Drancy.
L'espace culturel du Parc propose de manière assez fréquente des représentations de pièces de théâtre classique et moderne.
Le service municipal de la Culture participe à l'organisation d'événements culturels tels les Journées du Patrimoine et la Fête de la musique. Il s'occupe en partie de la programmation de l'espace culturel du Parc.

### Santé

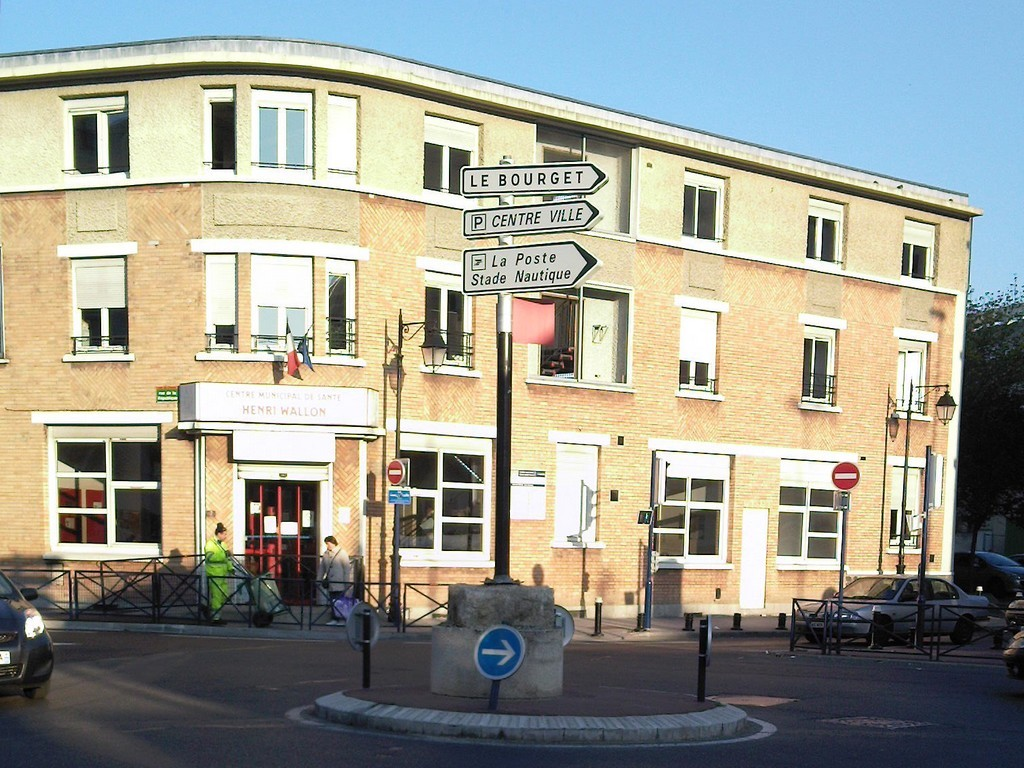
Le centre médico-social Henri-Wallon.

L'hôpital privé de la Seine-Saint-Denis principalement situé au Blanc-Mesnil, se trouve également à Drancy. De plus, depuis son agrandissement dans les années 2000, l'entrée des urgences se situe à Drancy. Dans les années 1990, la dénomination de la clinique a changé et est devenue Hôpital Privé de la Seine-Saint-Denis. L’établissement rejoint le Groupe Générale de santé en janvier 2006. Une rénovation et un agrandissement importants ainsi que le regroupement des activités de la clinique du Bois-d’Amour de Drancy et de celle du Blanc-Mesnil sur un même site, permettent à la clinique de devenir en 2006, l’établissement de santé privé de référence de l’Est parisien et une des plus importantes maternités de l'Île-de-France.
Quant à l'ancienne clinique du Bois-d'Amour (quartier de la Mare), elle est devenue une maison de repos.

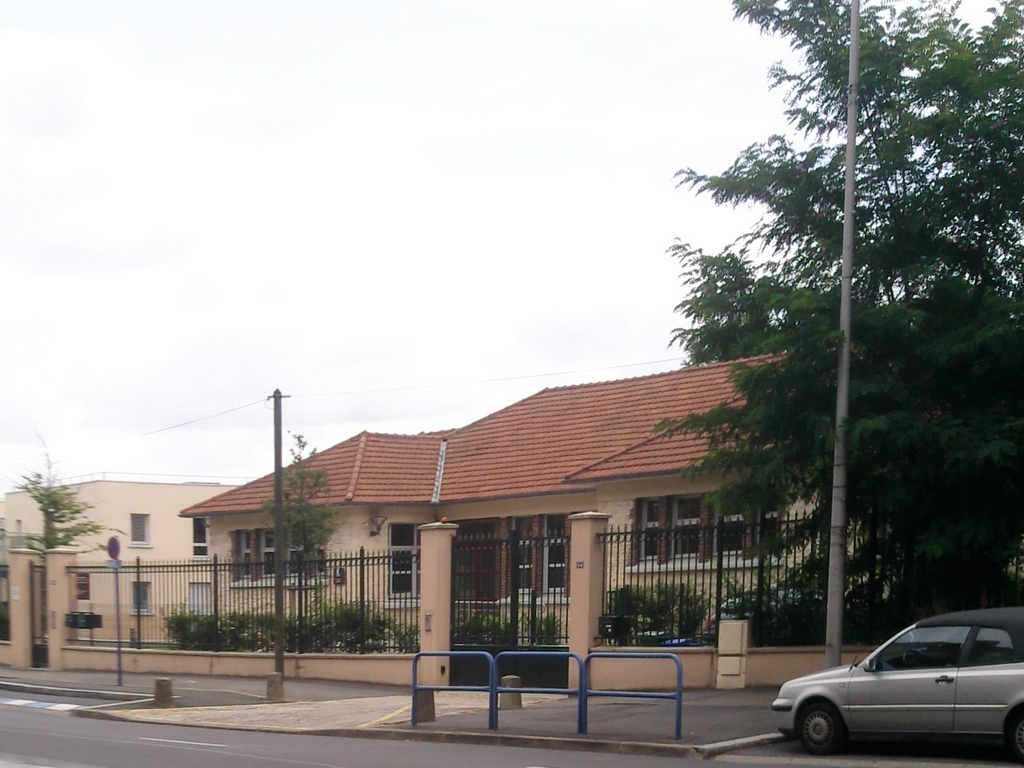
L'Institut médico-éducatif de Drancy.

En plus du centre médico-sportif René-Monconduit (cité précédemment), on compte à Drancy quatre[Quand ?] centres médico-sociaux. Le centre médico-social Henri-Wallon (Drancy Centre) est le plus important, financée presque entièrement par la municipalité de Drancy, il est inauguré le 27 octobre 1963. Il abrite aujourd'hui des services de santé modernes.
On compte à Drancy, quatre[Quand ?] établissements d'hébergement pour personnes âgées dont une médicalisée. Les résidences les Lilas (quartier de la Mare), les Myosotis (quartier Village Parisien) et les Mimosas (quartier Village Parisien).
Il y a également la résidence la Colombe pour personnes âgées dépendantes.
L'hôpital Avicenne à Bobigny, est également proche de Drancy, quartier Avenir Parisien, puisque l'arrêt de tramway de l'Hôpital Avicenne est situé à Bobigny et à Drancy.
La ville comprend également un institut médico-éducatif, fondé par la baronne de Ladoucette et par sa fille et aujourd'hui géré par la Société philanthropique. Il se situe aux abords du parc de Ladoucette.
Pendant la crise sanitaire liée au covid-19, la ville a mis en place un centre vaccination à l’Espace culturel. Ce dernier enregistre un bilan de 70 000 injections

### Sports
À Drancy, il existe ou a existé de nombreux clubs sportifs, les principaux sont :
- la Jeanne d'Arc de Drancy, un club omnisports notamment connu pour ses sections de football, de rink hockey, d'escrime... ;
- les Arts et sports de Drancy, un club omnisports dans diverses disciplines (handball, natation, sambo, tennis, etc.) ;
- le RC Drancy, un club de rugby à XV ayant pris son indépendance vis-à-vis de l'AS Drancy en 2002
- l'Union Drancy Saint-Denis rugby 93, un club créé en 2023
- le Cavalier Bleu de Drancy, un club d'échecs. Pendant la saison 2008-2009 le club évolue dans le Top 16, championnat de première division de ce sport ;
- ABDO, un club d'athlétisme du Bourget, Drancy et Dugny[146] ;
- le Judo Club Drancéen, un club de judo ;
- le Vélo club de l'agglomération du Bourget (VCAB), une équipe cycliste ;
- le FC Drancy, un club de football ;
- l'Union sportive basket de Drancy.

Concernant les équipements sportifs, la ville dispose en 2010 de huit gymnases, cinq stades, deux complexes sportifs, un stade nautique, une salle d'activité et un centre médico-sportif, le centre René-Monconduit. Certains stades disposent de plusieurs terrains aménagés et certaines salles de sport spécifiques ne sont pas ici référencées. Le stade nautique de Drancy comporte un bassin de 25 m, deux petits bassins, une fosse à plongeons, trois plongeoirs de 1, 3 et 5 m, et un solarium extérieur.

### Médias
La mairie de Drancy édite un journal bimensuel, Drancy Média envoyé à tous les Drancéens. C'est un journal d'informations locales d'une vingtaine de pages en couleur. Il est également possible de le consulter sur le site de la ville. Drancy Média est imprimé avec des produits respectueux de l'environnement.
Drancy dispose d'un portail institutionnel, site sur lequel il est possible de s'informer sur l'actualité de la ville, mais également sur ses infrastructures et son histoire.
La ville dispose d’une lettre d'information accessible directement sur le site internet de la commune permettant aux Drancéens de s’informer par courriel de l’actualité de la ville et de mieux connaître son histoire grâce à une rubrique historique.
La ville de Drancy est présente sur Facebook, Twitter et Instagram.

### Cultes
Les Drancéens disposent de lieux de cultes catholique, protestant, israélite et musulman.
Le culte catholique de Drancy peut être pratiqué dans cinq lieux de culte: les trois églises catholiques de Drancy ou les deux chapelles, la chapelle Notre-Dame-de-Liesse (quartier du Village Parisien) et la chapelle Jean-XXIII (quartier du Petit Drancy). Les trois églises ont été construites à la demande du cardinal Verdier dans les années 1930. Ces églises sont l'église Saint-Louis-du-Progrès (quartier de l'Économie), l'église Saint-Jean-l’Evangéliste (quartier Paris Campagne) et l'église Sainte-Louise-de-Marillac (quartier Drancy Centre).
Une église protestante évangélique, une église adventiste du septième jour et une église évangélique cambodgienne se trouvent à Drancy. Elles se situent respectivement rue Clovis-Hugues (quartier Avenir-Parisien), avenue Jean-Jaurès (quartier la Mare) et rue Louis-Greuzard (quartier Village Parisien).
Une synagogue est également présente à Drancy, elle est située boulevard Saint-Simon (quartier du Petit Drancy).
Un lieu de culte musulman existe à Drancy (quartier Avenir Parisien), il comprend un centre culturel musulman et une mosquée,.

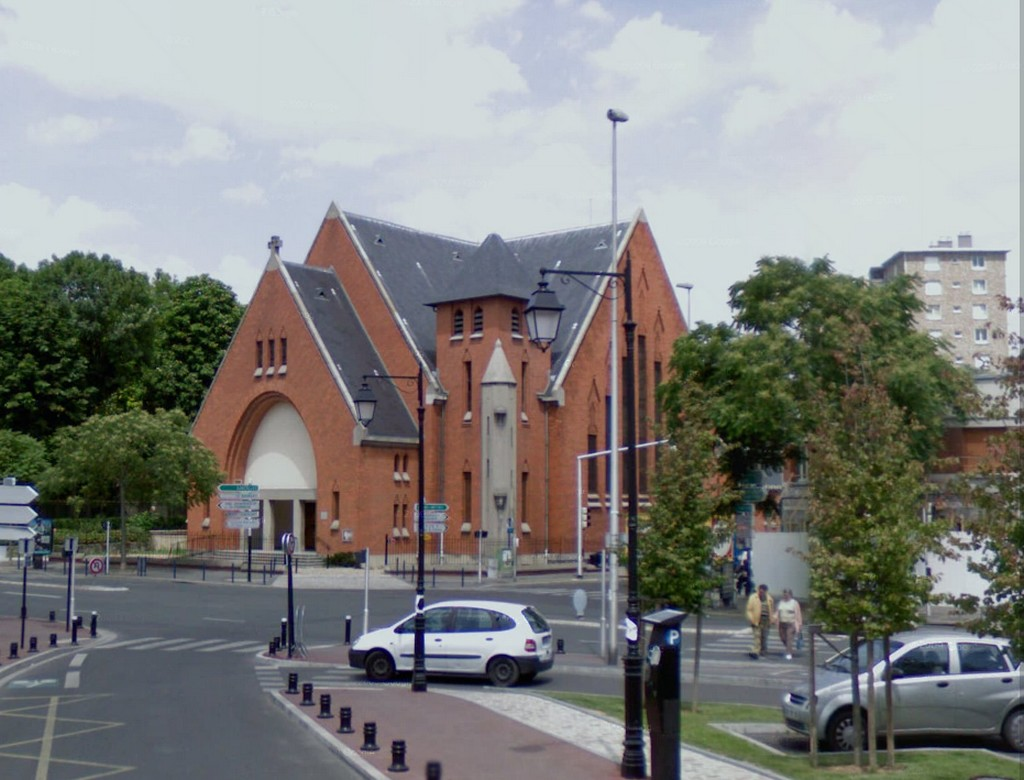
L'église catholique Sainte-Louise-de-Marillac.
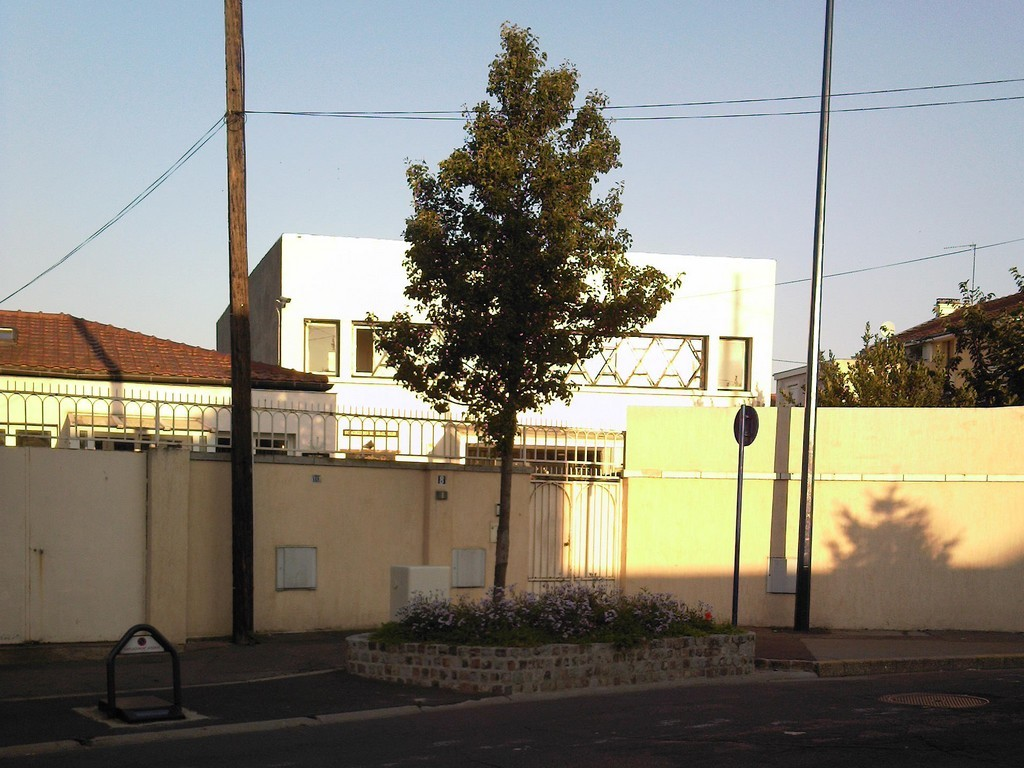
La synagogue de Drancy.
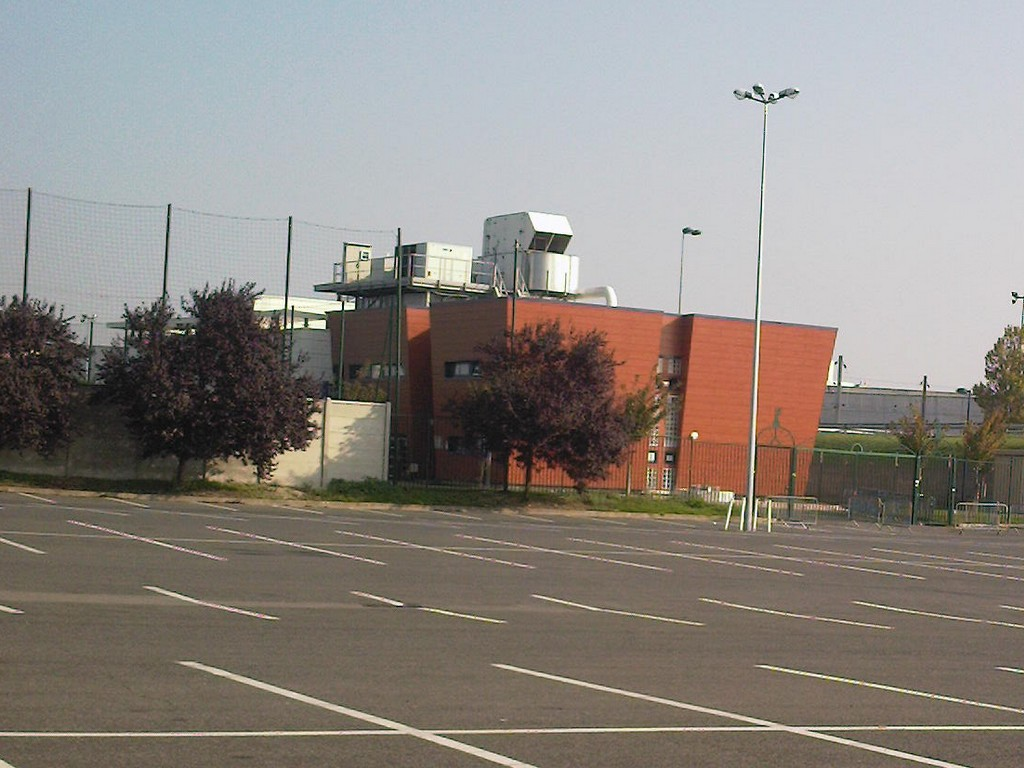
La mosquée de Drancy.

## Économie

### Revenus de la population et fiscalité
En 2018 à Drancy, le revenu fiscal médian par ménage était de 26 608, ce qui plaçait Drancy au 1 221e rang parmi les 1250 d'Île-de-France,
En Seine-Saint-Denis,ces chiffres placent Drancy au 22e rang sur les 40 communes du département.
Les taux communaux de la fiscalité directe locale étaient les suivants en 2021, :
- taxe foncière sur les propriétés bâties : 18,23 %. le taux communal sur les propriétés bâties en 2021 intègre donc la part communale de 2020 (25,00%) et la part départementale de 2020 (16,29 %). Un simple calcul permet d'établir le nouveau taux : 25 + 16,29 = 41,29 ;

À ces taux, il convient d'ajouter ceux appliqués par d'autres collectivités et par l'État pour déterminer les sommes payées par les contribuables.
En 2018, 52 % des ménages étaient imposables.

### Emploi
En 2018, 46 836 Drancéens avaient entre 15 et 64 ans, les actifs ayant un emploi représentaient 58,3 % de la population drancéenne, les retraités représentaient 3,5 % des Drancéens, 12,9 % de la population était considéré comme autres inactifs et 6 885 Drancéens étaient chômeurs, ce qui donne un taux de chômage de 14,7 % pour la commune contre 17,9 % pour le département la même année. Et enfin la population estudiantine représentait 10,6% des Drancéens.
Répartition des emplois par domaines d'activité en 2007
|                             | Agriculture | Industrie | Construction | Commerce | Services |  |
| --------------------------- | ----------- | --------- | ------------ | -------- | -------- |  |
| Drancy                      | 0,01 %      | 9,10 %    | 8,48 %       | 55,08 %  | 27,33 %  |  |
| Moyenne nationale           | 3,48 %      | 15,40 %   | 6,45 %       | 13,32 %  | 61,40 %  |  |
| Sources des données : INSEE |             |           |              |          |          |  |

Répartition des emplois par catégories socioprofessionnelles en 2007
|                             | Agriculteurs | Artisans, commerçants, chefs d'entreprise | Cadres, professions intellectuelles | Professions intermédiaires | Employés | Ouvriers |
| --------------------------- | ------------ | ----------------------------------------- | ----------------------------------- | -------------------------- | -------- | -------- |
| Drancy                      | 0,1 %        | 5,1 %                                     | 8,9 %                               | 22,9 %                     | 36,3 %   | 26,6 %   |
| Moyenne Nationale           | 2,4 %        | 6,4 %                                     | 12,1 %                              | 22,1 %                     | 29,9 %   | 27,1 %   |
| Sources des données : INSEE |              |                                           |                                     |                            |          |          |

La commune dispose de nombreuses structures pour aider les chercheurs d'emploi dans leurs démarches et leur parcours professionnel ainsi que pour l'orientation. Un bureau du Pôle emploi y est présent.

#### Défense de l'emploi, syndicats.
Drancy et la CGT ont une histoire commune, de par la ville qui a toujours été "cheminote", mais aussi par les luttes contre la casse du tissu industriel en Seine Saint-Denis. Le syndicat, attaqué par la municipalité et son maire Jean Christophe Lagarde, continue son soutien aux salariés, privés d'emploi et retraités dans l’intérêt commun des Drancéens,.

### Entreprises et commerces

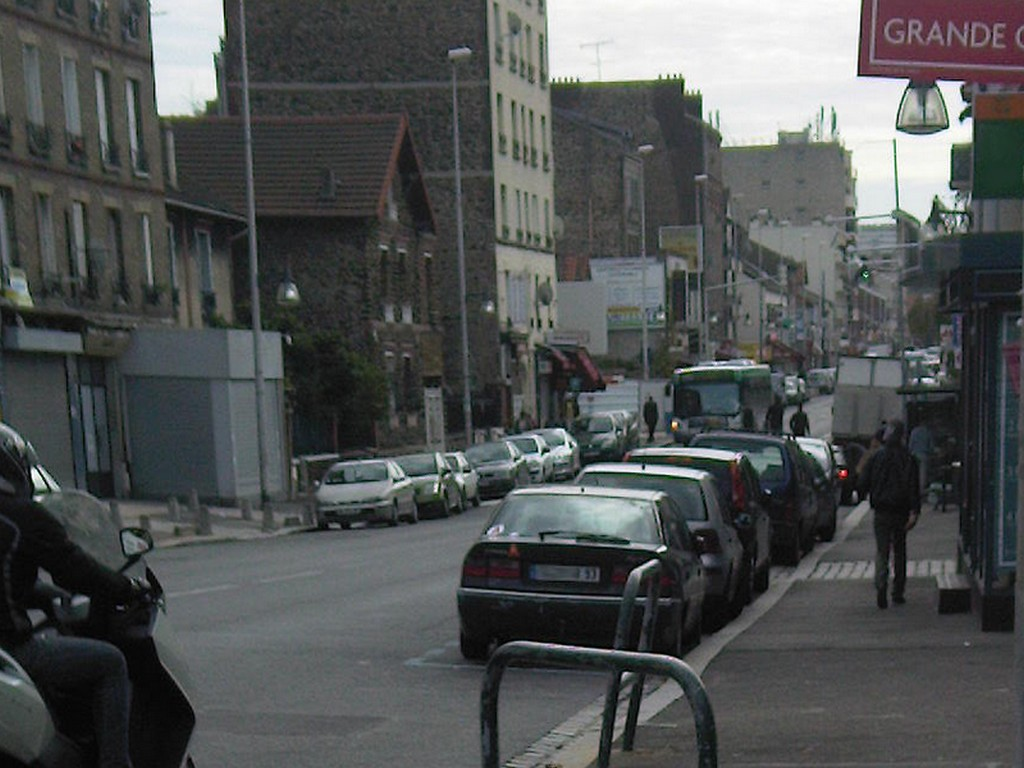
L'avenue Marceau, l'une des principales avenues commerçantes de Drancy.

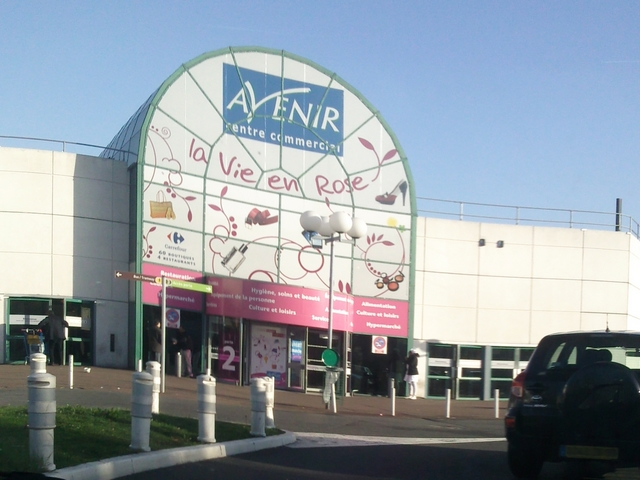
L'entrée no 2 du centre commercial Avenir à Drancy.

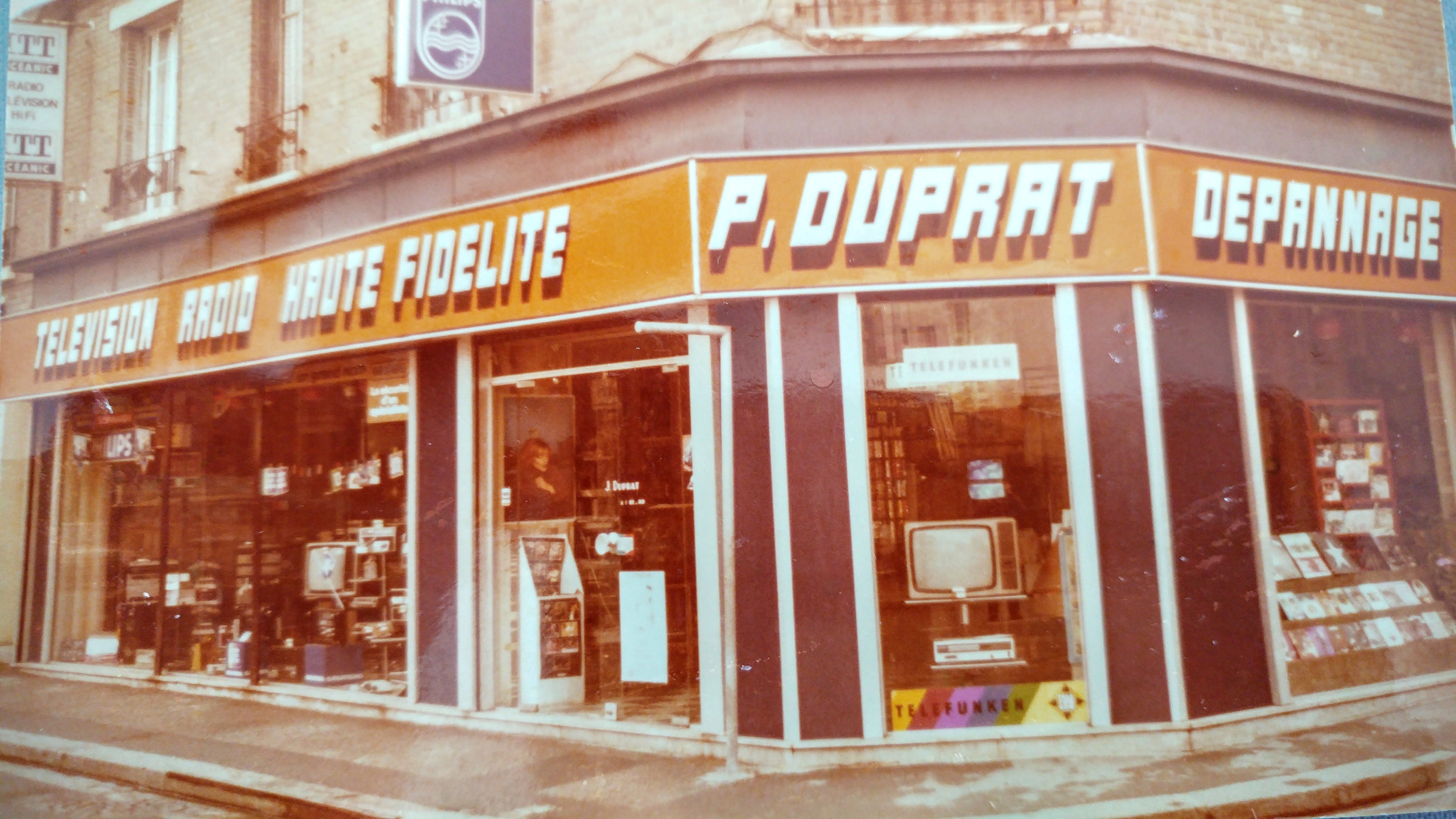
Magasin Duprat au 25 avenue Marceau au 20e siècle

En 2004, 351 entreprises ont été créées à Drancy, elle se place à la 95e place au niveau national sur la création d'entreprise, cette année-là. Le nombre total d'établissements est d'environ 6 773 (en 2019). Les établissements de l'industrie manufacturière, industries extractives et autres représentent 3,0 % du nombre total d'entreprises avec deux-cent-un établissements, les établissements dans le domaine de la construction représentent 28,4 % avec mille-neuf-cent-vingt-trois établissements, les établissements dans le domaine du commerce de gros et de détail, transports, hébergement et restauration sont au nombre de deux-mille-sept-cent-treize soit 40,1 %, les établissements dans le domaine de l’information et la communication représentent une part de 2,6 % avec cent-soixante-dix-huit entreprises. Les établissements dans le domaine des finances et de l’assurance sont au nombre de quatre-vingt-onze soit 1,3 %, l’activité immobilière s'élève à 2,0 % avec cent-trente-quatre établissements, les activités spécialisées, scientifiques et techniques et activités de services administratifs et de soutien avec ses huit-cent-sept établissements représente 11,9 %, l’administration publique, enseignement, santé humaine et action sociale représente pas moins de 5,5 % du nombre total d'établissements avec trois-cent-soixante-quinze établissements, les autres activités de services comprennent trois-cent-cinquante-et-un établissements soit 5,2 %.
Drancy contient donc de nombreux commerces principalement répartis dans le centre commercial Avenir comprenant 60 boutiques et 4 restaurants et sur les deux principales avenues commerçantes, l'Avenue Henri-Barbusse et l'Avenue Marceau. L'avenue Henri-Barbusse accueille d'ailleurs un grand marché trois jours par semaine et compte près de 250 commerçants. Ce grand marché appelé le marché des Quatre-Routes a lieu tous les mardis et vendredis de 8 h 00 à 12 h 30 et tous les dimanches de 8 h 00 à 13 h 00.
Le centre commercial Avenir a été inauguré le 14 mars 1995, il comprend 60 boutiques dont un hypermarché Carrefour et 4 restaurants, le tout sur un seul niveau et sur une superficie de 32 900 m2. En 1997, son chiffre d'affaires était de 164,9 millions d'euros. On y trouve des commerces d'alimentation, de beauté, de santé, de soins, de mode, de bijouterie, de jouets, de cadeaux, de maroquinerie, de téléphonie, de restauration et de services. La galerie commerciale est ouverte du lundi au samedi de 9h30 à 20h30 et l'hypermarché Carrefour du lundi au samedi de 9h00 à 21h30. Le centre commercial est accessible par la RN 186 et par l'A86, sortie Hôpital Avicenne. Plusieurs lignes de bus desservent le centre commercial, le 248 de la RATP et le 609 des TRA. La station Avenir du tramway 1 est située à proximité. Le centre commercial comprend un parking d'environ 1 700 places.
La Zone industrielle de la Molette s’étend sur les communes du Blanc-Mesnil, du Bourget et de Drancy. Au total, elle couvre 86 hectares dont 56 hectares sur la commune du Blanc-Mesnil. Le parc d'activité de la Molette a été créé en 1925, avec pour vocation d'accueillir principalement l'industrie lourde. Aujourd'hui, compte tenu de la grandeur des locaux, l'industrie a laissé place en majorité à la logistique et le stockage et à l'activité bureaux. Elle accueille 114 entreprises et offre 1 400 emplois[Quand ?] [réf. nécessaire]..

## Culture et patrimoine

### Lieux et monuments

#### Conservatoire historique du camp de Drancy
La cité de la Muette (rues Auguste-Blanqui, Arthur-Fontaine et Jean-Jaurès) est édifiée en 1933 par Eugène Beaudouin et Marcel Lods dans le cadre de la loi Loucheur pour l'office des HBM du département de la Seine. Cette cité pilote, annonçant les futurs grands ensembles édifiés à la hâte sans équipements, est néanmoins rapidement reconvertie : la cité devient alors tristement célèbre car réaménagée vu sa configuration « idéale » en camp de transit durant la Seconde Guerre mondiale. Près de 80 000 juifs y sont internés avant leur déportation, Max Jacob y est interné et y meurt le 5 mars 1944. Le philosophe Jean Wahl, l'écrivain et poète roumain de langue française Benjamin Fondane et sa sœur Line, l'écrivain français Tristan Bernard, Louise Jacobson, le chorégraphe René Blum y ont été internés. Les tours sont détruites en 1976, mais les bâtiments en barre sont toujours présents.

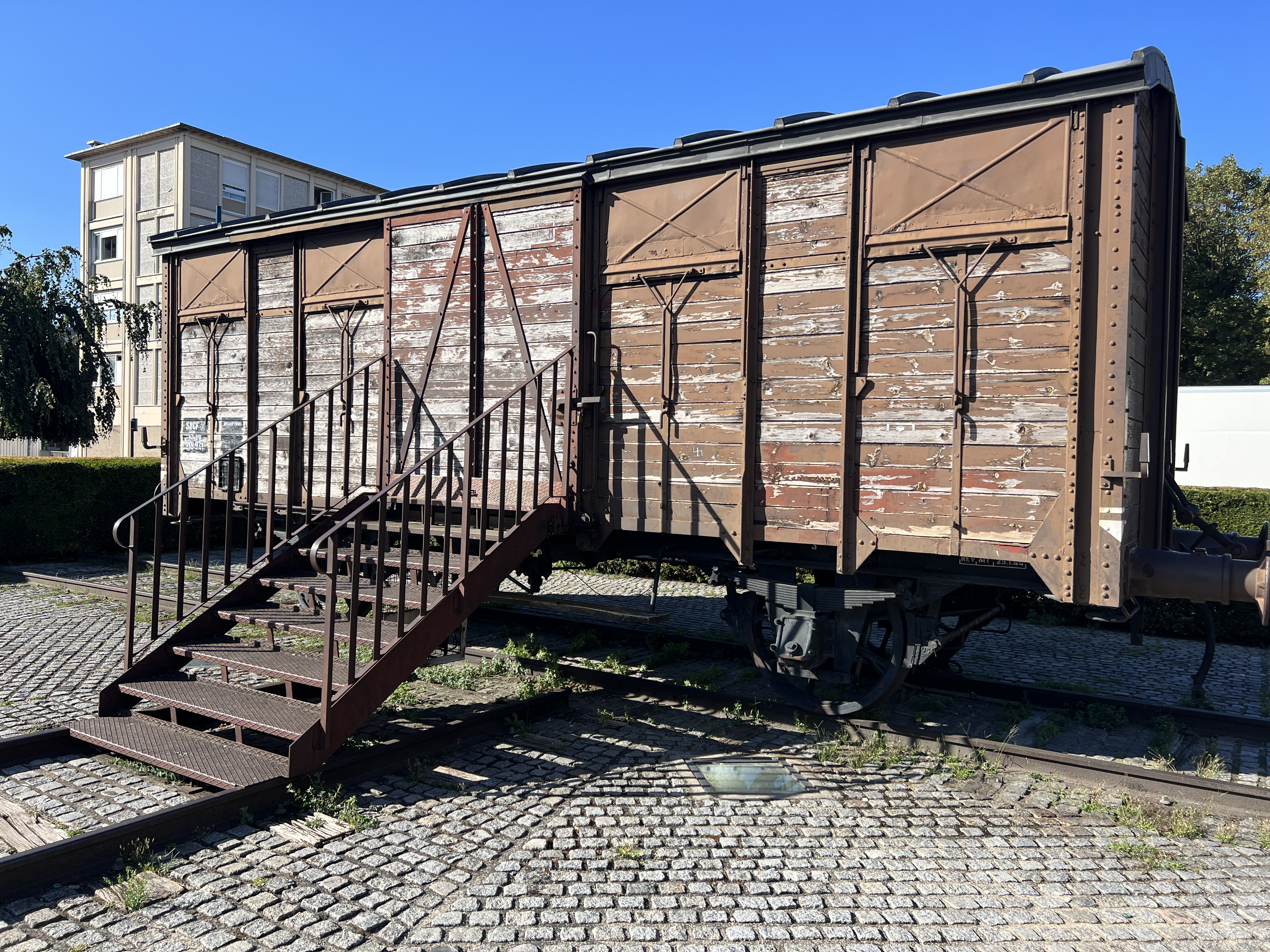
Le wagon-témoin commémoratif.

Le monument de Shelomo Selinger (érigé en 1976) et le wagon-témoin commémoratif, situés dans le quartier de la Muette, sont les symboles de l'occupation allemande et de la shoah. Le monument aux Déportés a été sculpté par Shelomo Selinger, un ancien déporté. Le monument commémoratif est inauguré en mai 1976 dans la cour d’entrée de la Cité de la Muette et rappelle que la cité a abrité d’août 1941 à août 1944 le camp de Drancy, camp d’internement et de concentration d’où furent déportés 67 000 des 75 000 juifs déportés de France. L’œuvre est composée de trois blocs posés sur un monticule pavé qui forme la lettre hébraïque shin, symbole de Dieu. Les deux blocs latéraux symbolisent le passage vers la mort, tandis que les sept marches qui montent vers chacun des blocs représentent les différentes étapes que traverse le défunt dans les ténèbres. Sur le bloc central, sont sculptés une dizaine de personnages en proie aux flammes, symbolisant la souffrance, la mort et la dignité. Le wagon couvert, à voie normale, immatriculé KKUW 215 941, est classé au titre objet des Monuments historiques par arrêté du 7 mars 1990. Le 20 février 2005, il subit une dégradation par incendie.

#### Château et parc de Ladoucette

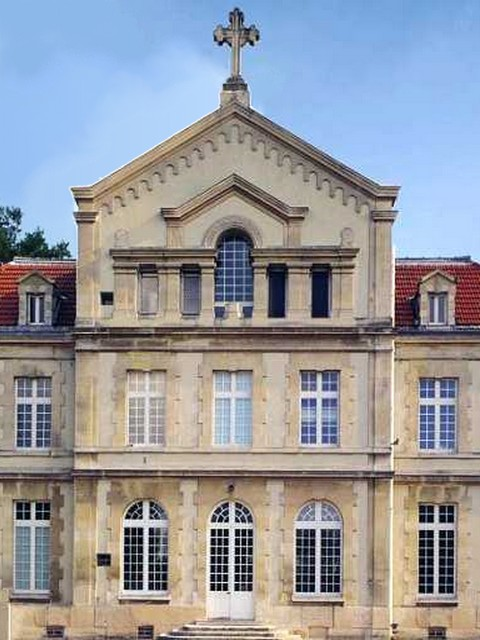
Le château de Ladoucette en 2009.

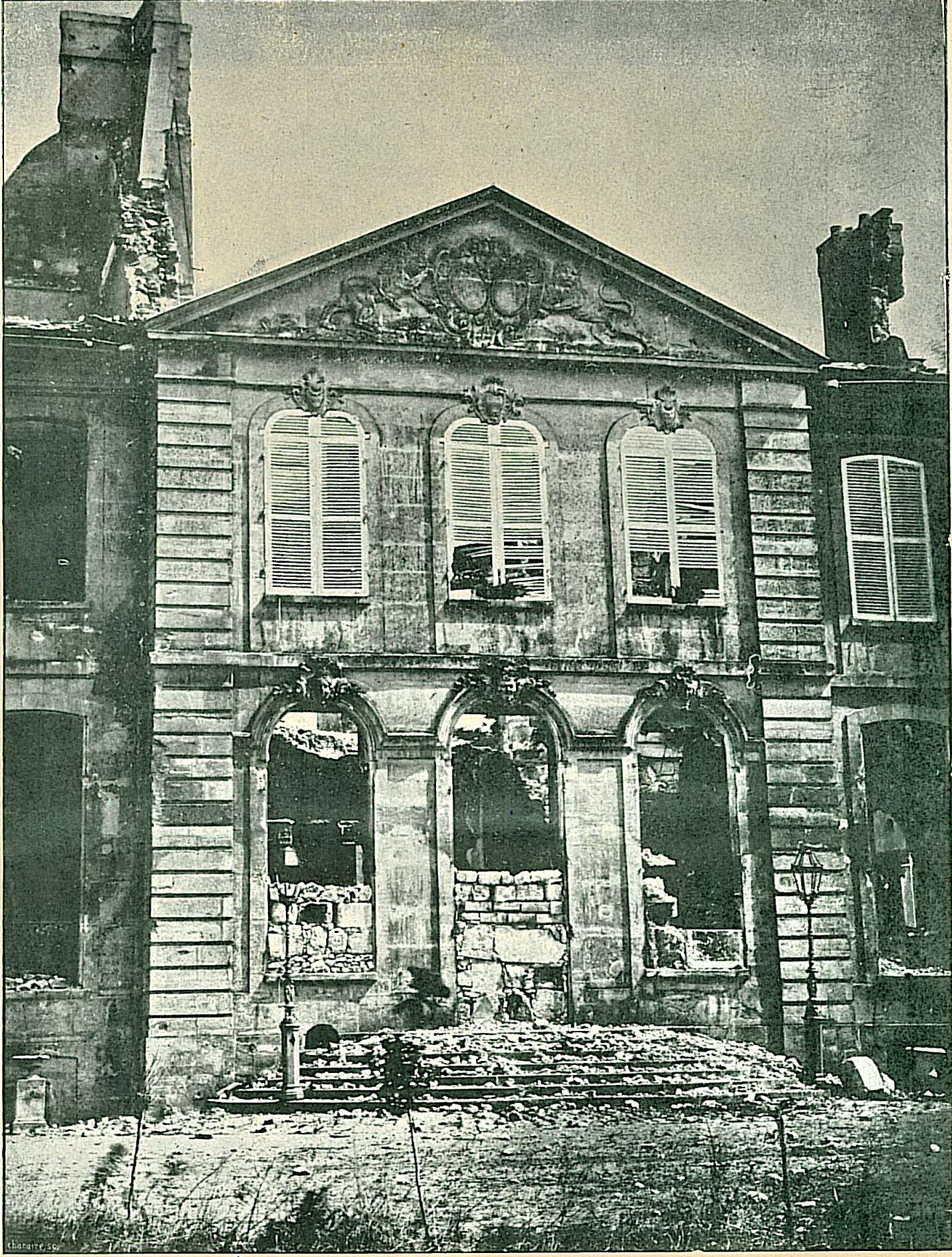
Le château de Ladoucette durant le siège de Paris en 1870.

Le château de Ladoucette,, est construit par le seigneur Pierre Séguier en 1553, la famille Séguier reste propriétaire du château pendant plus de deux siècles. En 1824, acquis par James Thayer, créateur du passage des Panoramas à Paris et resté après sa mort propriété de ses fils, Amédée Thayer et Edouard Thayer, il passe en 1856 entre les mains du baron Louis Napoléon Lœtitia Charles de Ladoucette et de sa femme Émilie-Victorine Thibault, devenue baronne de Ladoucette. La baronne qui est présidente de « l'œuvre des patronages de jeunes filles » décide de créer l'Asile de Drancy, un orphelinat. À la suite du décès de son mari en 1869, la baronne reste au château mais est obligée de le quitter au début de la guerre en 1870, fuyant devant l'avancée prussienne. Quelques mois après la bataille du Bourget de 1870, le château est détruit et est ensuite reconstruit par la baronne. Il devient un centre de convalescence durant la Première Guerre mondiale pour les militaires blessés au Front. Le nouvel édifice est lui-même victime de multiples destructions durant les deux guerres mondiales. Le château devient ensuite un lieu d'accueil pour des enfants atteints de troubles psychiques et en 2009, la ville de Drancy le rachète, afin de développer des activités culturelles et d'agrandir le parc ouvert au public.

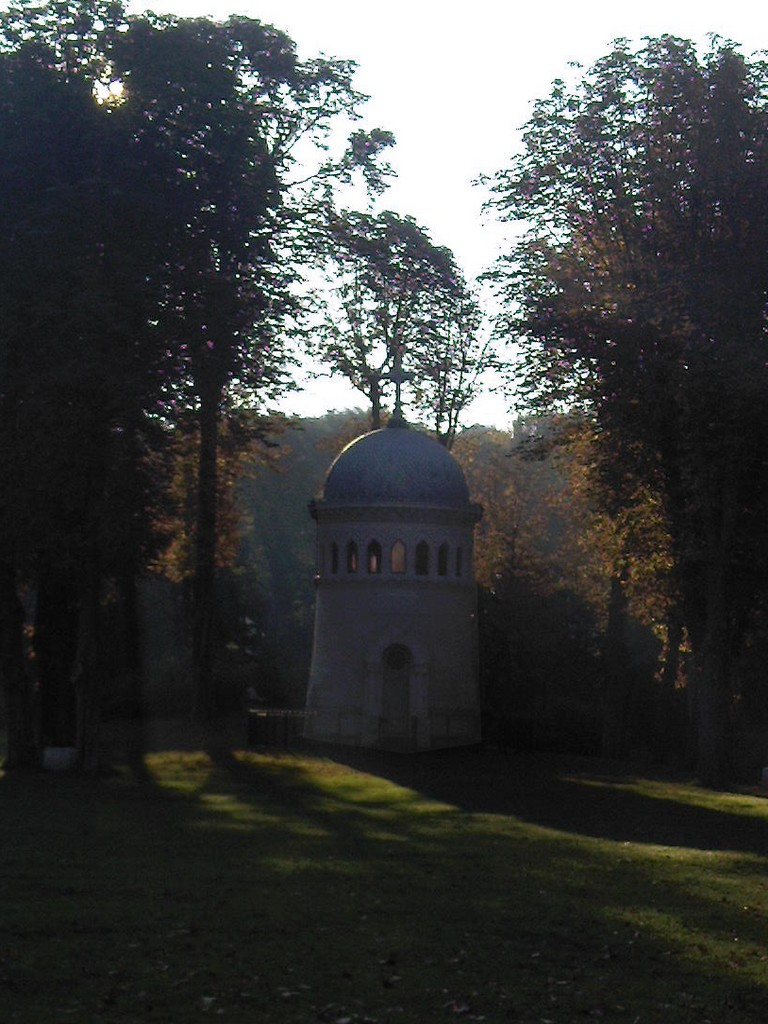
Le mausolée du parc de Ladoucette.

Le parc de Ladoucette, est de 1976 à 2006 baptisé Jacques Duclos en l'honneur du député communiste de la circonscription de 1945 à 1956. Il a été rebaptisé et réaménagé en 2006. Depuis il renferme sur ses 5,5 ha de superficie un bassin, un parcours sportif, une ferme pédagogique et le mausolée de la baronne de Ladoucette ainsi que le château de Ladoucette depuis 2009. Le parc est pendant longtemps la propriété de la famille de Ladoucette, la baronne met un terme à cette tradition familiale en juin 1892 en le cédant à l'asile de Drancy qu'elle avait auparavant fondé. Le parc est progressivement racheté par la commune entre 1969 et 1974 et il est ouvert au public en juin 1976 et inauguré trois mois après, en septembre 1976.
Le mausolée de la baronne de Ladoucette est édifié en 1874, le corps de la baronne y est installé en 1897, la baronne étant décédée dans sa villa de Cannes. Puis, quand le parc est devenu municipal, le corps en est ôté et est transféré au cimetière parisien,.
La motte du parc de Ladoucette sur laquelle a été construit le mausolée, ressemble aujourd'hui plus à un monticule mesurant 30 m sur 15 m à sa base et 8 m sur 5 m à son sommet. La construction du mausolée en ayant réduit les dimensions.

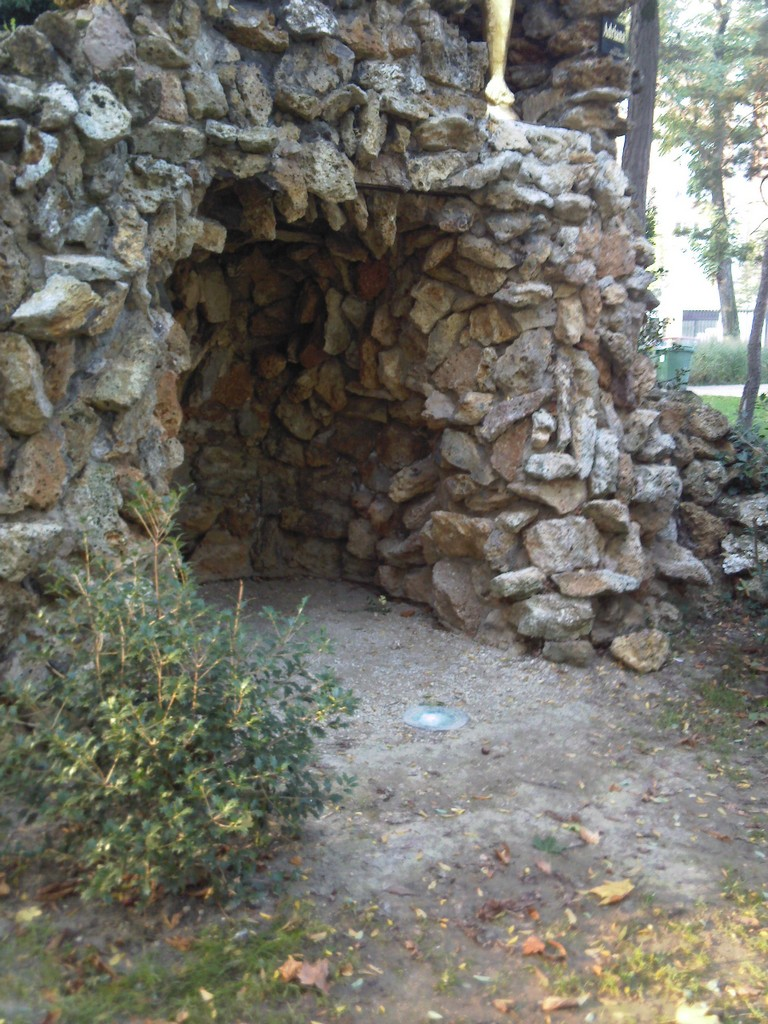
La glacière du parc de Ladoucette.

La tombe de la comtesse de Mun est édifiée à la mort de la comtesse de Mun, fille du baron et de la baronne de Ladoucette, qui font édifier une chapelle dans l'église Saint-Germain de Drancy, avec cette tombe pour y déposer son corps. Ce monument imposant comprend un sarcophage en pierre grise surmonté d'un marbre représentant la Religion portant au ciel Berthe de Ladoucette. Lors des conflits violents de 1870, l'église est endommagée, néanmoins le tombeau est épargné. Quand le parc du château devient municipal, le monument de la comtesse de Mun est transporté dans la partie du parc appartenant à la Société philanthropique, et le corps placé avec celui de la baronne retiré du mausolée. La tombe est désormais protégée par un auvent formant chapelle,.
La glacière du parc de Ladoucette a été bâtie en 1740 sur les ruines de la tour d’entrée de l’ancienne maison forte. Elle est maçonnée et se présente comme une excavation dans un monticule de terre, elle servait de chambre froide. La glace provenait d'un plan d'eau gelée voisin. Le reste de la tour et notamment la face visible depuis le parc comporte une reproduction de la Grotte de Lourdes, avec une statue de la vierge intégrée dans le mur.
La grille du XVIIIe siècle, elle se situe à l'entrée ouest du parc de Ladoucette. Les vestiges de ce portail se composent de deux remarquables hérissons en fer forgé dont la fonction première était de dissuader les gueux et les animaux de pénétrer dans la propriété.
Le mur d’enceinte de la guerre franco-prussienne de 1870 se situe également dans le parc de Ladoucette, les combats du Bourget de 1870 mettent le village de Drancy en péril, les Drancéens se réfugient à Paris et laissent le territoire aux mains des armées qui organisent leur défense derrière les murs de la propriété du château. Une plaque rappelle aux visiteurs que le monument fut criblé de 28 000 impacts de balles,.

#### Mairie, ancien asile Saint-Berthe

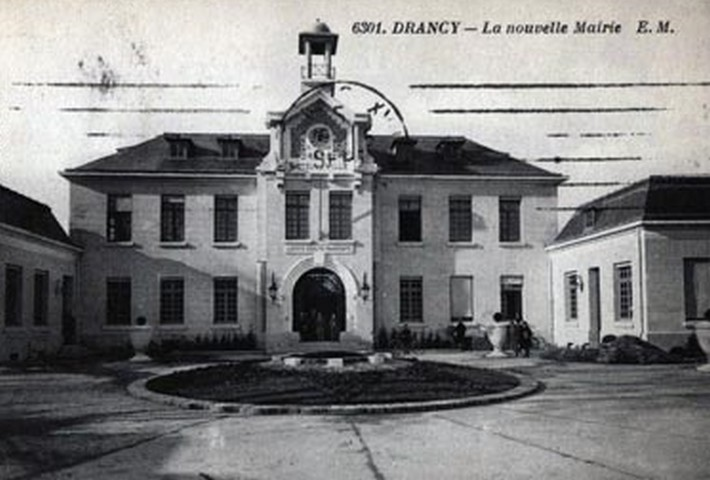
La mairie de Drancy.

L'asile Saint-Berthe fut fondé en 1859 par la baronne de Ladoucette en faveur des jeunes ouvrières. Le bâtiment comprend alors une école de filles gratuite qui est dirigée par les sœurs de la congrégation de Saint-Vincent-de-Paul, ainsi qu'un accueil pour les petits et des cours pour les adultes. L'asile est ensuite transformé en maison de convalescence puis en 1920 la municipalité achète les lieux pour y installer la mairie. La municipalité achète le bâtiment en raison de l’accroissement rapide de la population pendant l’entre-deux-guerres, qui fait que ses locaux deviennent rapidement trop restreints. En 1930, deux petites extensions sont construites dans le style du bâtiment, sont ajoutées aux deux extrémités. Les deux portes d’entrée principales sont réunies sous un vaste porche voûté et sur le fronton une horloge a été installée. Enfin la croix a été remplacée par un campanile, l’un des ornements emblématiques des mairies de cette époque. En 1969, une aile « moderne » de deux étages est construite rue Sadi-Carnot et en 1984, les locaux sont complétés sur leur gauche par l’ouverture du Centre administratif, et contribue un peu plus à la singularité du bâtiment,.

#### Édifices religieux

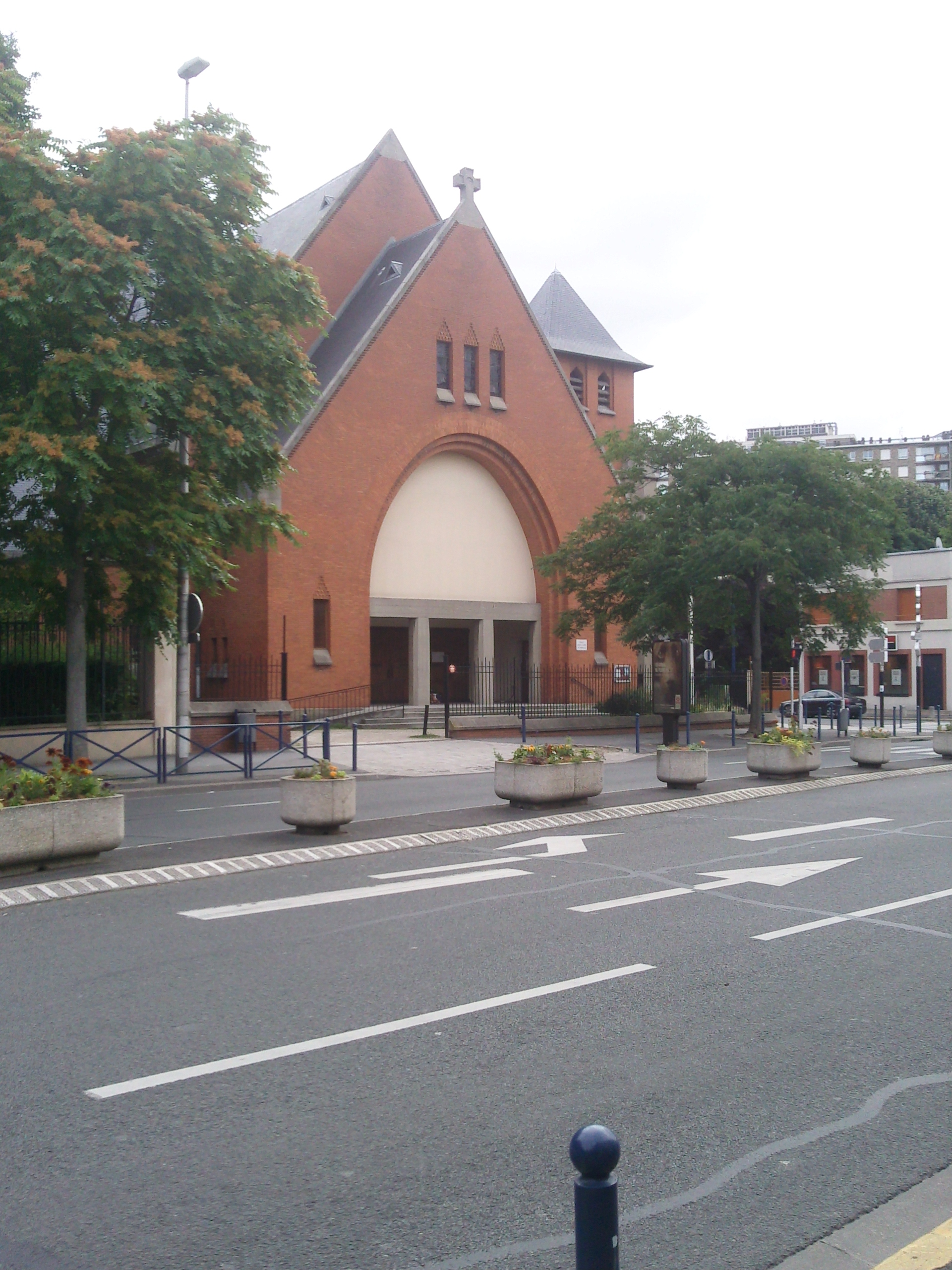
L'église Sainte-Louise-de-Marillac.

Dès 1719, le Château de Ladoucette disposait de sa propre chapelle, à l’usage des châtelains. Intégrée dans le mur du parc elle dispose d’un accès par la rue Sadi-Carnot. Désaffectée, elle servit ensuite pour accueillir les jeunes femmes pour des travaux de coutures et d’enseignement de l’art ménager. Elle est aujourd’hui disparue.
Il existe deux autres chapelles dans Drancy, la chapelle Notre-Dame de Liesse rue Jacqueline-Quatremaire, et une rue Ducouédic.
Après la seconde révolution industrielle la banlieue se transforme, les villes s'urbanisent plus ou moins vite selon le rythme de leur industrialisation, les importants mouvements migratoires entraînent des bouleversements démographiques, En France, en 1931, la population urbaine dépasse la population rurale et la population de cette banlieue devient de plus en plus ouvrière.
La population ouvrière est principalement communiste, syndicaliste et antireligieuse, on qualifie alors la première couronne parisienne de « banlieue rouge ». L’Église envoie alors des missionnaires au sein du monde ouvrier, comme en Afrique ou en Asie. De nombreuses églises sont donc construites en Seine-Saint-Denis, constructions entreprises par le cardinal Verdier,.
L'église Sainte-Louise-de-Marillac (quartier Drancy Centre), : l’ancien village de Drancy possédait une église primitive, Saint-Germain-l’Auxerrois, construite en 1872 sur un sanctuaire du XIIe siècle. Devenue trop exiguë pour recevoir l’afflux lié à la nouvelle population, une nouvelle église la remplace. C’est la plus récente des trois églises drancéennes liées aux chantiers du cardinal Verdier. Le nouvel édifice est placé sous le vocable de Louise de Marillac (1591-1660). Elle est composée d’un toit en ardoise et de brique rouge, le bâtiment est réalisé de 1936 à 1939 selon les plans dressés par les architectes Charles-Henri Besnard et Bernadac et reste longtemps inachevée comme les deux précédentes. En 2012, sont découverts l’autel, des vitraux et du mobilier religieux dans une HLM et sur la commune de Drancy appartenant à l’ancienne église Saint-Germain. Ces éléments furent restaurés et intégré dans l’église Sainte-Louise-de-Marillac en 2013.

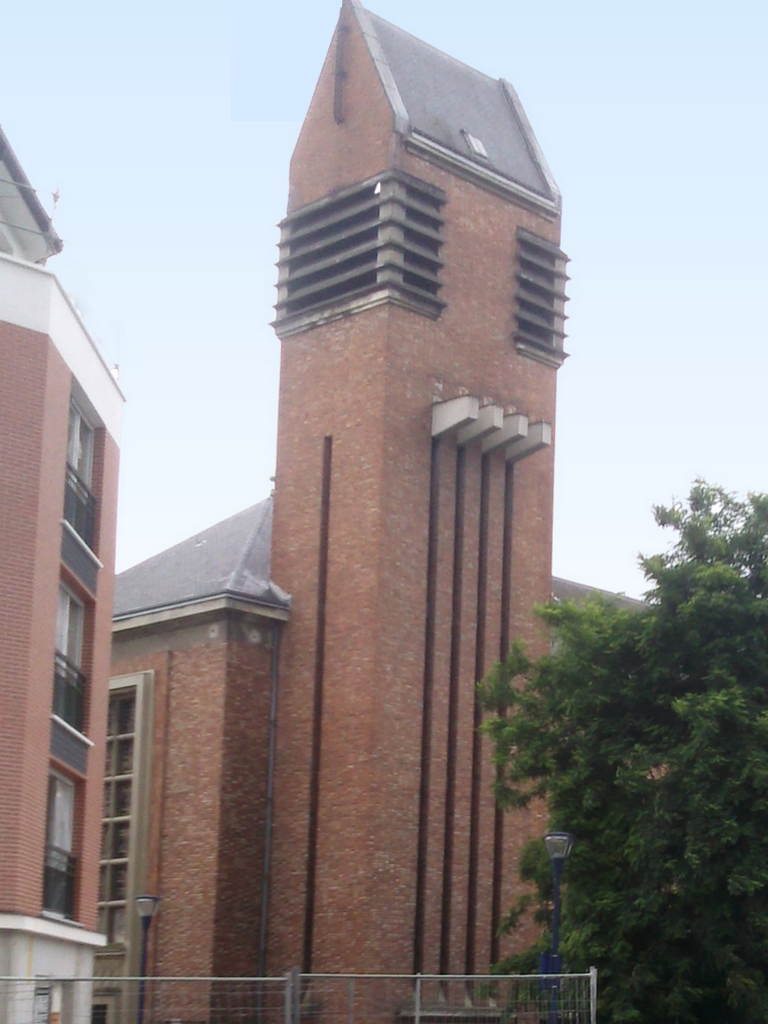
L'église Saint-Jean-l'Évangéliste.

L'église Saint-Jean-l’Évangéliste (quartier Paris Campagne) : elle est construite à Drancy de 1933 à 1935, elle n’a jamais été terminée. Elle est inaugurée en 1935 et est la première église de Drancy construite dans le cadre des Chantiers. Cette chapelle ne sera jamais achevée. Seule la nef et le clocher ont été réalisés. L’ossature du bâtiment de Saint-Jean-l’Évangéliste est entièrement en béton et recouverte de briques rouges. Le clocher est orné de meurtrières.
L'église Saint-Louis-du-Progrès (quartier de l'Économie) : édifiée avant le début des Chantiers du Cardinal, elle est bâtie en béton. Le bâtiment est composé d’une nef de cinq travées et voûtée, desservant un chœur pentagonal décoré d’arcades aveugles. Les arcades en plein cintre, séparant la nef des bas-côtés, sont ornées de décorations florales et géométriques. Le porche abrite un portail sans tympan. De style néo-roman, elle respecte le schéma traditionnel d’un bâtiment dont la morphologie médiévale constitue la référence jusqu’alors intangible.
La chapelle Notre-Dame-de-Liesse (quartier Village Parisien) : reconstruite en 1963, toujours dans le cadre des Chantiers du Cardinal, la Chapelle Notre-Dame-de-Liesse est reconstruite dans un style moderne. Elle s’inscrit ainsi parfaitement dans le mouvement architectural qui, à partir des années 1950, œuvre à la construction de lieux de culte avec des formes inédites et des techniques d’avant-garde. Un concours avait été lancé par les Chantiers du Cardinal sur le thème : « Une Église ouverte au monde ». En fait d'ouverture, la chapelle réalisée est souterraine et presque invisible de l'extérieur, si ce n'est une structure plate ressemblant à un blockhaus, s'inspirant du brutalisme. En revanche, l'intérieur offre un espace sobre, harmonieux qui favorise le recueillement, encore faut-il le découvrir...

#### Autres monuments commémoratifs

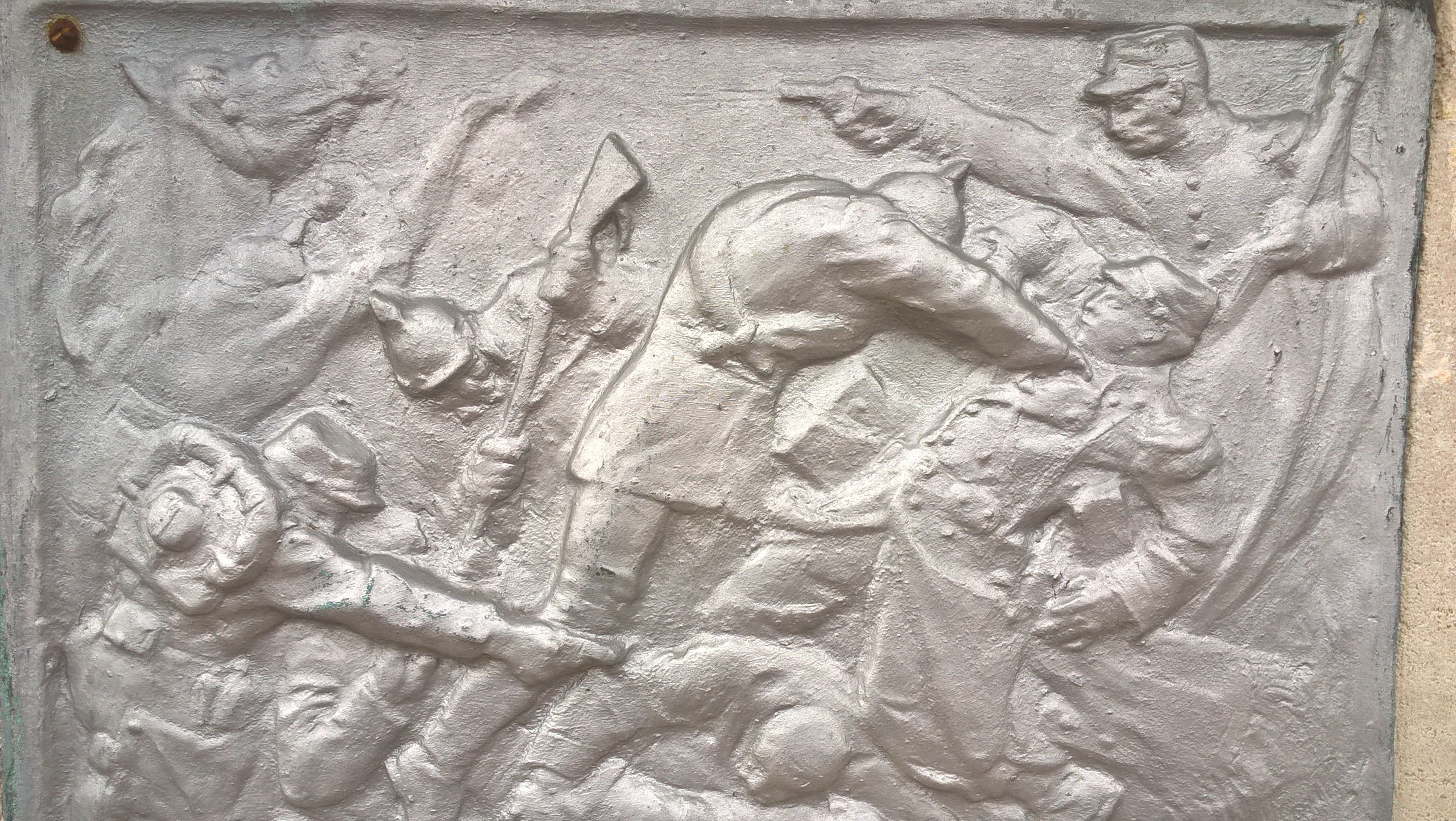
Scène de bataille figurant sur le monument aux morts de 1870 - Sculpteur Emile Guillaume (1867-1954)

Le monument aux morts de la guerre franco-allemande de 1870 : Théâtre de très violents combats au cours du mois de décembre 1870 entre français et allemands, la ville de Drancy est presque entièrement détruite. Or, affirme le journaliste du Petit parisien, « De toutes les communes de la banlieue parisienne qui virent se dérouler sur leur territoire les opérations militaires du siège de Paris, seule la petite commune de Drancy ne possédait pas encore un monument digne de recevoir les restes de ceux de ses enfants qui succombèrent à cette époque pour la défense de la patrie ou qui, plus récemment, donnèrent leur vie pour l'extension de son empire colonial.
L'an dernier, le Conseil municipal de Drancy, désireux de réparer cet oubli ouvrait une souscription nationale; les dons ne tardaient pas à affluer à la mairie, et bientôt le projet du monument mis au concours et choisi par la municipalité, put entrer en voie d'exécution »
Charles Durand, architecte de la ville est chargé de l'établissement des plans et de la conduite des travaux, avec Émile Guillaume, sculpteur choisi par la municipalité. Au cours de la réunion organisée en vue de valider définitivement l’opération, le projet de décoration du sculpteur est présenté au conseil municipal dans ces termes : « Une maquette en bronze sur le devant du monument représentant un épisode de la guerre de 1870-1971, pièce unique ne se trouvant pas dans le commerce, exécutée par M. Guillaume, artiste sculpteur, spécialement pour le monument. Sur les trois autres façades, des cartouches agrémentées d’attributs guerriers, tous différends, en bronze également et exécutés par l’artiste nommé plus haut, uniquement pour la décoration de l’œuvre entreprise, le tout pour la somme de 820 francs ».
« Le monument, poursuit le journaliste, s'élève au milieu de l'allée principale du cimetière communal et est composé d'un caveau de granit blanc, sur lequel s'érige une pyramide, surmontée d'une urne funéraire. Sur chacune des faces du monument ont été posés des bas-reliefs de bronze, dus au ciseau d'un artiste de talent, M. Guillaume, et qui représentent une attaque de Drancy, les soldats groupés autour du drapeau, la défense du Bourget, et enfin, ces mots : « Honneur, Patrie, et 1870-1871 ».
La cérémonie d’inauguration du monument a lieu le 26 octobre 1902 en présence du Préfet de la Seine et de très nombreuses sociétés patriotiques.

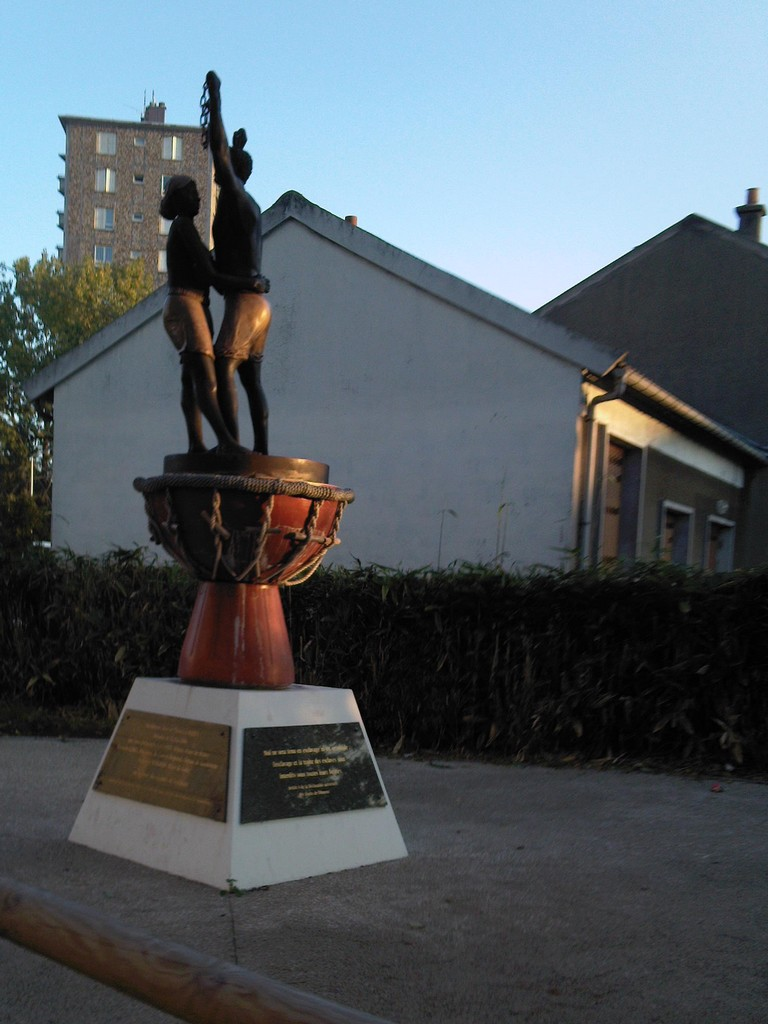
La statue en mémoire des victimes de l'esclavage.

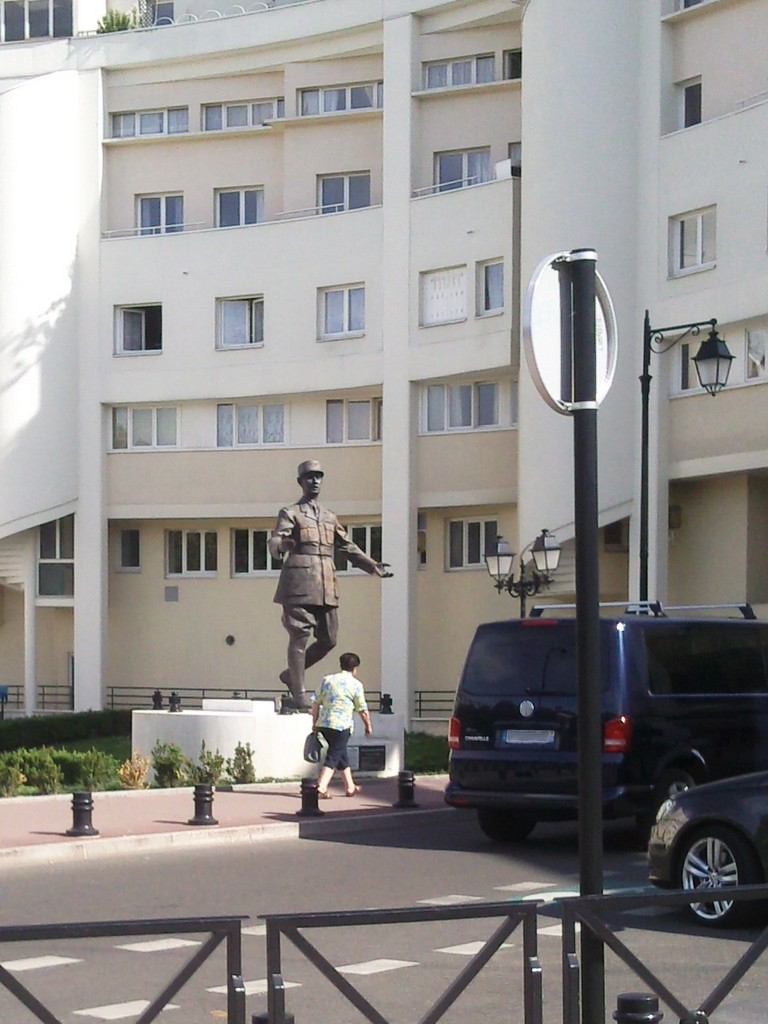
Statue du Général de Gaulle.

Un second  monument aux morts, érigé lui pour les victimes de la Première Guerre mondiale, se situe au milieu du cimetière communal de Drancy. La typologie est « À nos concitoyens victimes de la guerre de 1914-1918 » et la statuaire montre une femme (qui représente sans doute la France ou la République) qui a l'air à la fois d'étreindre et de relever un poilu. Il n'y a aucune référence à la victoire et de par ce fait et de par sa typologie il se distingue des autres monuments aux morts souvent plus patriotiques ou républicains. Il semble montrer que la perte des « concitoyens victimes de la guerre de 1914-1918 » ne paraît pas vraiment légitime.
Aux abords du stade nautique une statue en mémoire des victimes de l'esclavage, œuvre de Jean et Christian Moisa, à présent commune aux habitants de Drancy et de Gorée, érigée ici comme là-bas en mémoire des victimes de l'esclavage, a été inaugurée le 23 mai 2006. Elle représente deux esclaves s'enlaçant, des restes de chaînes fraîchement brisées entravant encore les fragiles poignets de l'homme, les mains levées vers le ciel. Cette œuvre au cœur de Drancy est aujourd'hui un des lieux en mémoire des victimes de l'esclavage.
Sur la place de l'Hôtel-de-ville, se trouve la statue du Général de Gaulle, œuvre d'Élisabeth Cibot qui a été inaugurée en novembre 2007. Cette statue monumentale a été érigée le 18 juin 2006 pour l’anniversaire de l’appel du 18 juin 1940. La statue représente le général de Gaulle les bras et les mains ouverts, se lançant vers son auditoire.

#### Curiosités drancéennes

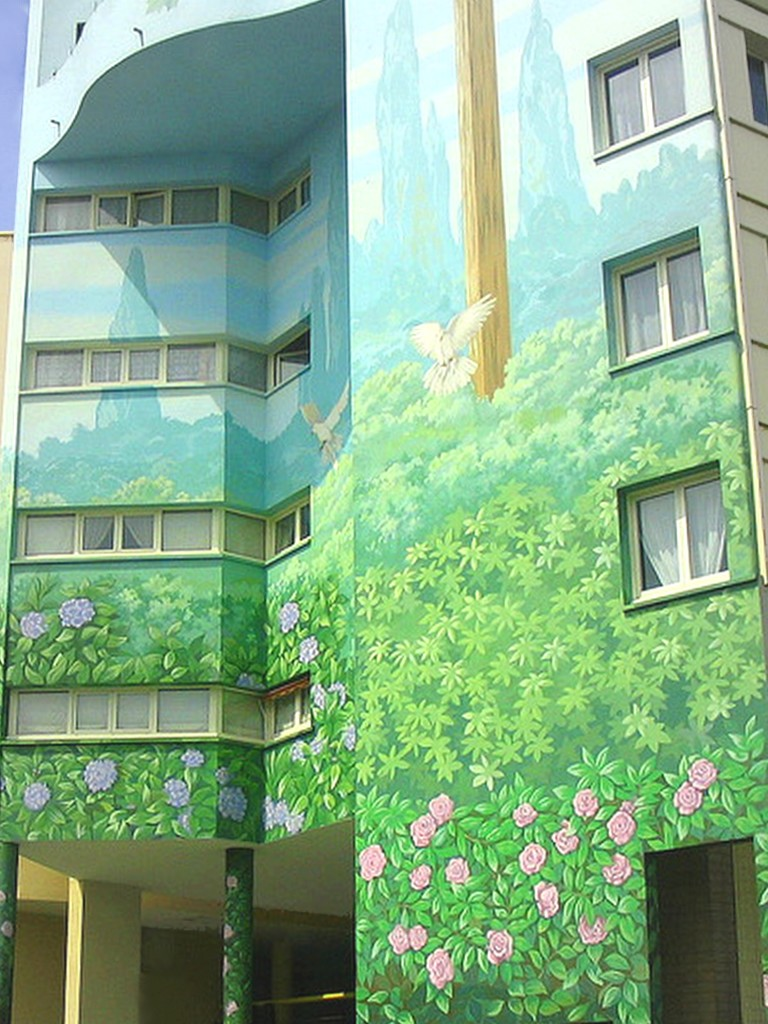
Peinture trompe-l'œil sur un bâtiment du centre-ville.

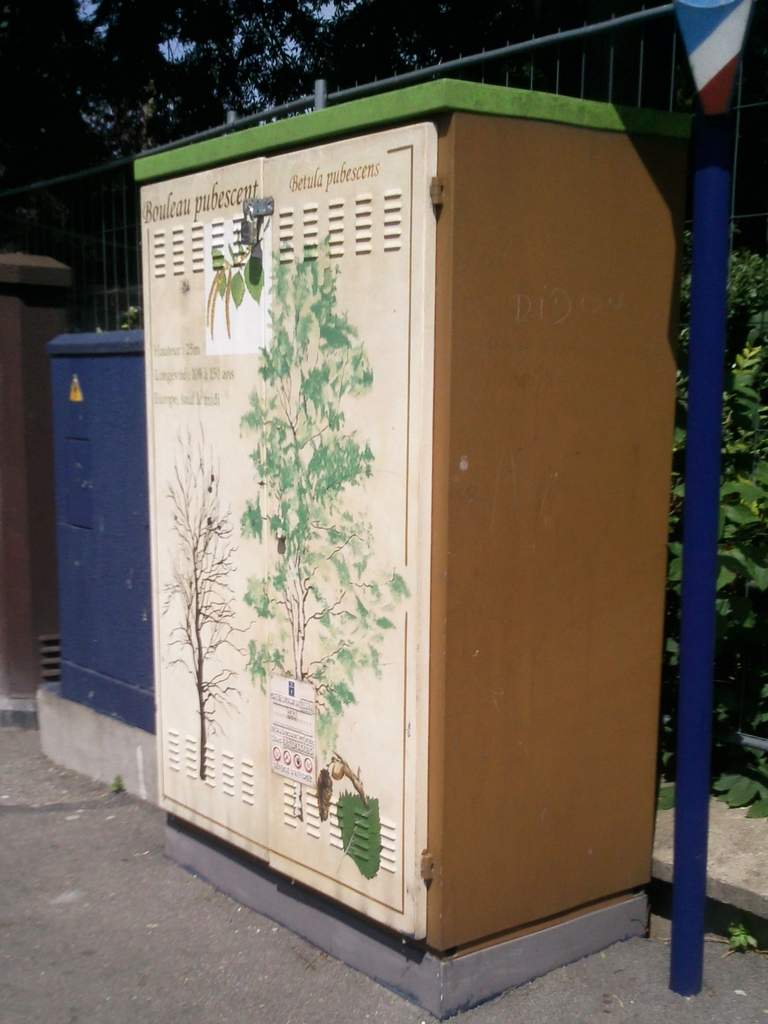
Bouleau pubescent. Peinture sur une armoire technique, quartier Paris Campagne.

En 2002, un trompe-l'œil est peint par Evelyne Quemeraye sur un bâtiment du centre-ville. L'artiste a avant tout voulu que son œuvre s'intègre à son environnement et donner un côté nature à cet angle de rues.
Dans la même lignée, la municipalité de Drancy fait repeindre en 2006 les 200 armoires techniques de la ville. Jugées trop maussades et bitumeuses elles se sont transformées en petites œuvres d'art à découvrir aux quatre coins de la ville et au fil des visites. Les peintures sur les tableaux suivent un thème différent selon les quartiers. Dans le quartier de Drancy Centre, elles suivent le thème des grands monuments mondiaux, dans le quartier des Oiseaux y sont représentés diverses espèces d'oiseaux, dans le quartier de l'Économie c'est le thème des grands inventeurs qui est choisi, dans le quartier du Village Parisien c'est celui des métiers disparus ou en passe de l'être, dans le quartier de la Mare le thème ce n'est autre que l'eau vue par les grands peintres, dans le quartier du Petit Drancy c'est l'histoire de l'aviation qui est montrée, dans le quartier Paris Campagne ce sont les arbres qui sont à l'honneur et enfin dans le quartier de l'Avenir Parisien c'est la conquête spatiale qui nous est racontée.
Le magazine Capital dans son numéro 221 de février 2010  publie l'article « Drancy le ripolinage des transformateurs EDF frôle le demi million d’euros » : « Trouvant sa banlieue nord un peu tristoune, le maire de Drancy transforme ses armoires électriques en œuvres d’art. Depuis 2006 Jean-Christophe LAGARDE (Nouveau centre) a fait appel à cinq spécialistes des peintures murales pour décorer 180 transformateurs EDF, bornes à eau Veolia et autres armoires PTT, une cinquantaine d’autres seront peintes cette année. Un mécénat municipal à 465 000 euros, soit 2000 euros en moyenne, pour chacune de ces fulgurance : dans le quartier des Oiseaux, les artistes ont peint des oiseaux et à Paris Campagne, des arbres. Thème retenu par le maire dans le quartier de l’économie : « Sensibilisation au gaspillage ». »

### Patrimoine culturel

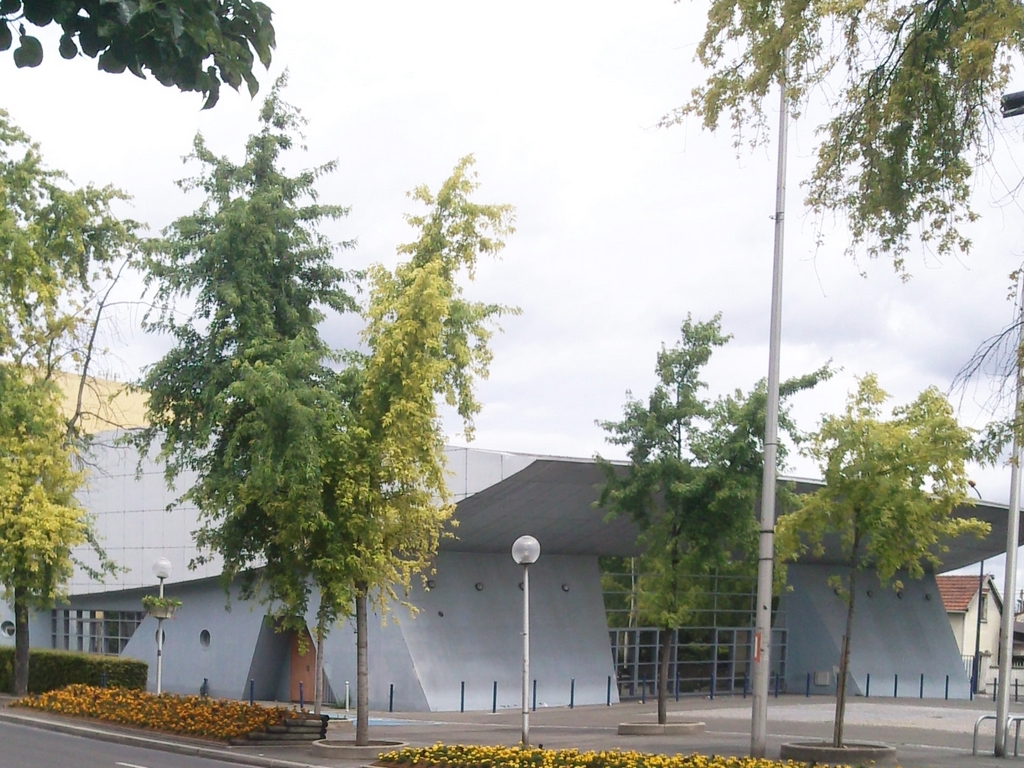
L'espace culturel du Parc.

L'espace culturel du parc (surnommé « le Bateau ») est l'un des éléments centraux du patrimoine culturel drancéen. Il est situé place Maurice-Nilès dans le quartier Paris Campagne et est composé d'un grand hall qui peut accueillir des expositions, d'une salle de théâtre, d'une salle de cinéma et d'une salle des fêtes polyvalente. Il accueille la plupart des événements culturels de la ville et de nombreuses festivités associatives. Les séances de cinéma se déroulent le mardi à 20h30, le mercredi à 15h00 et à 20h30 et le dimanche à 17h00. La ville accueillait autrefois plusieurs cinémas mais ces salles de cinéma ne sont plus en activités. Il y avait dans les années 1930 le Prado (rue Marcelin-Berthelot) qui offrait à l’origine des attractions de music-hall, le Trianon (Avenue Henri-Barbusse), le Lynx (avenue Henri-Barbusse), le Luxor (avenue Pasteur), le Jean-Jaurès (avenue Jean-Jaurès), Le Moulin Rouge (rue Charles Gide) et le Kursaal (rue Ladoucette).

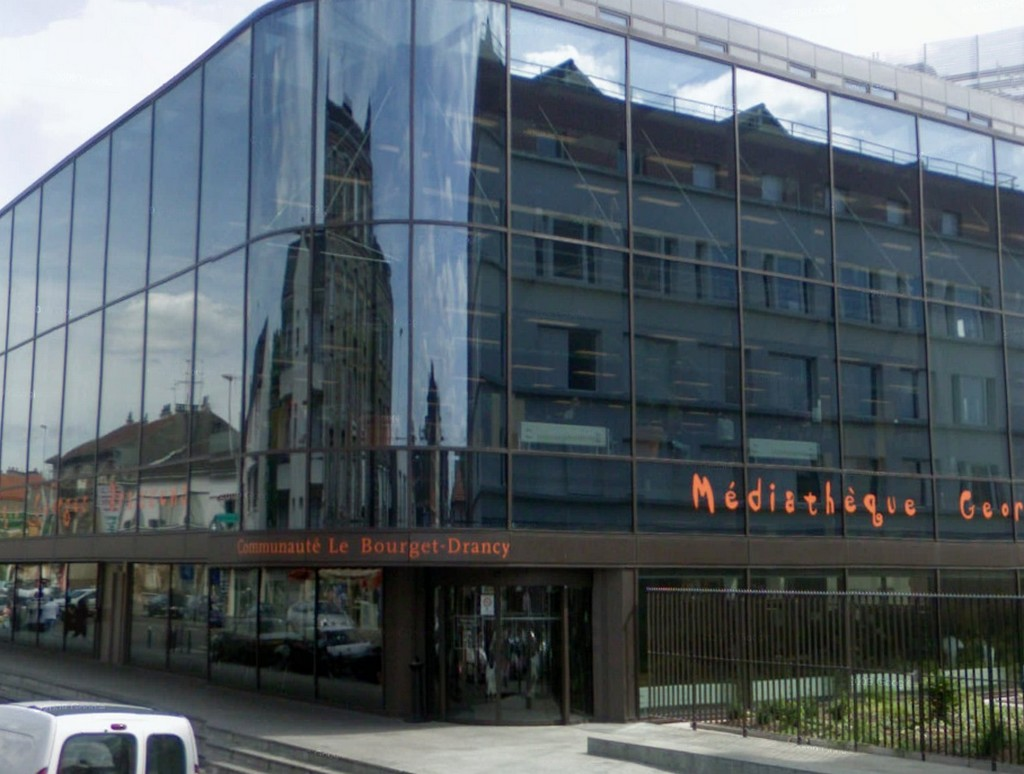
La médiathèque Georges-Brassens.

La ville de Drancy dispose de nombreuses médiathèques administrées par la Communauté d'agglomération de l'aéroport du Bourget. La médiathèque Georges-Brassens d'une surface de 4 000 m2, a été inaugurée le 28 avril 2007. Elle a coûté 13 millions d'euros, dont 5,6 de subventions. C'est l'une des très rares médiathèques ou bibliothèques françaises à être ouverte 7 jours sur 7.

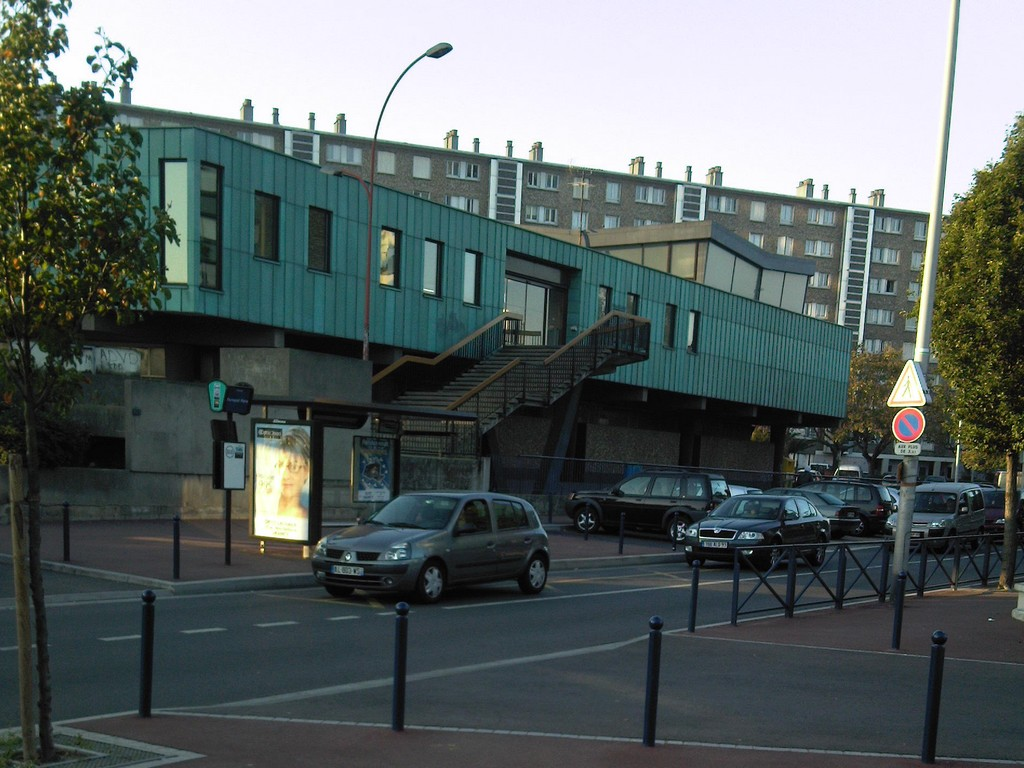
Le conservatoire municipal et la MJC.

La médiathèque fait trois étages et comprend au sous-sol un auditorium. L'accueil et la section jeunesse (650 m2) se trouve au rez-de-chaussée, les documentaires pour adultes au 1er étage, la fiction pour adulte, la musique et les films au second étage (soit 1 600 m2 pour la section adulte) et les services administratifs et scientifiques au 3e étage. Au total, elle donne accès à 65 000 livres, 8 000 DVD et 6 500 CD, et comprend 65 postes informatiques connectés à Internet ainsi que 10 postes de recherche documentaire. Elle constitue l'élément central d'un réseau de six médiathèques de quartier (quatre à Drancy, une au Bourget et une à Dugny). Les quatre médiathèques drancéennes de proximité sont celles de l'Économie, du Bois de Groslay, de l'Avenir et de Gaston Roulaud.
Drancy dispose également d'un conservatoire municipal (rue de la république) qui dispense une formation en musique, danse et art dramatique à différents niveaux et d'une école d'arts décoratifs (avenue Marceau, quartier Paris Campagne) qui propose des cours de dessin, de peinture et de céramique, pour les enfants et les adultes.

### Architecture

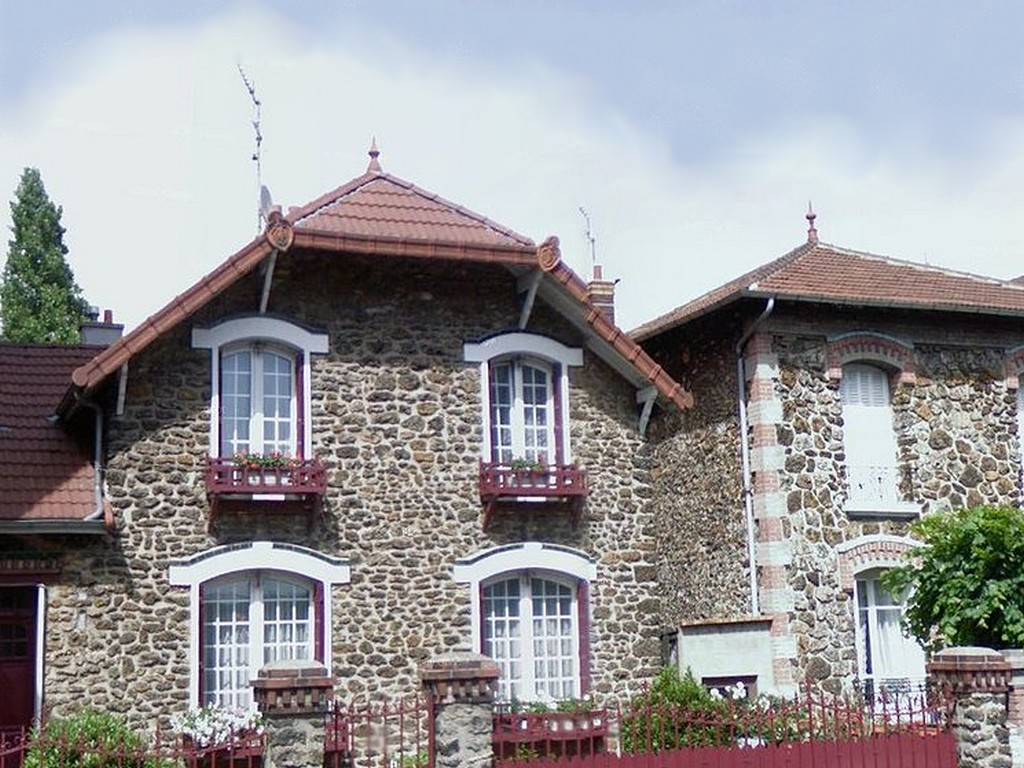
Maisons en meulière sur l'avenue Marceau.

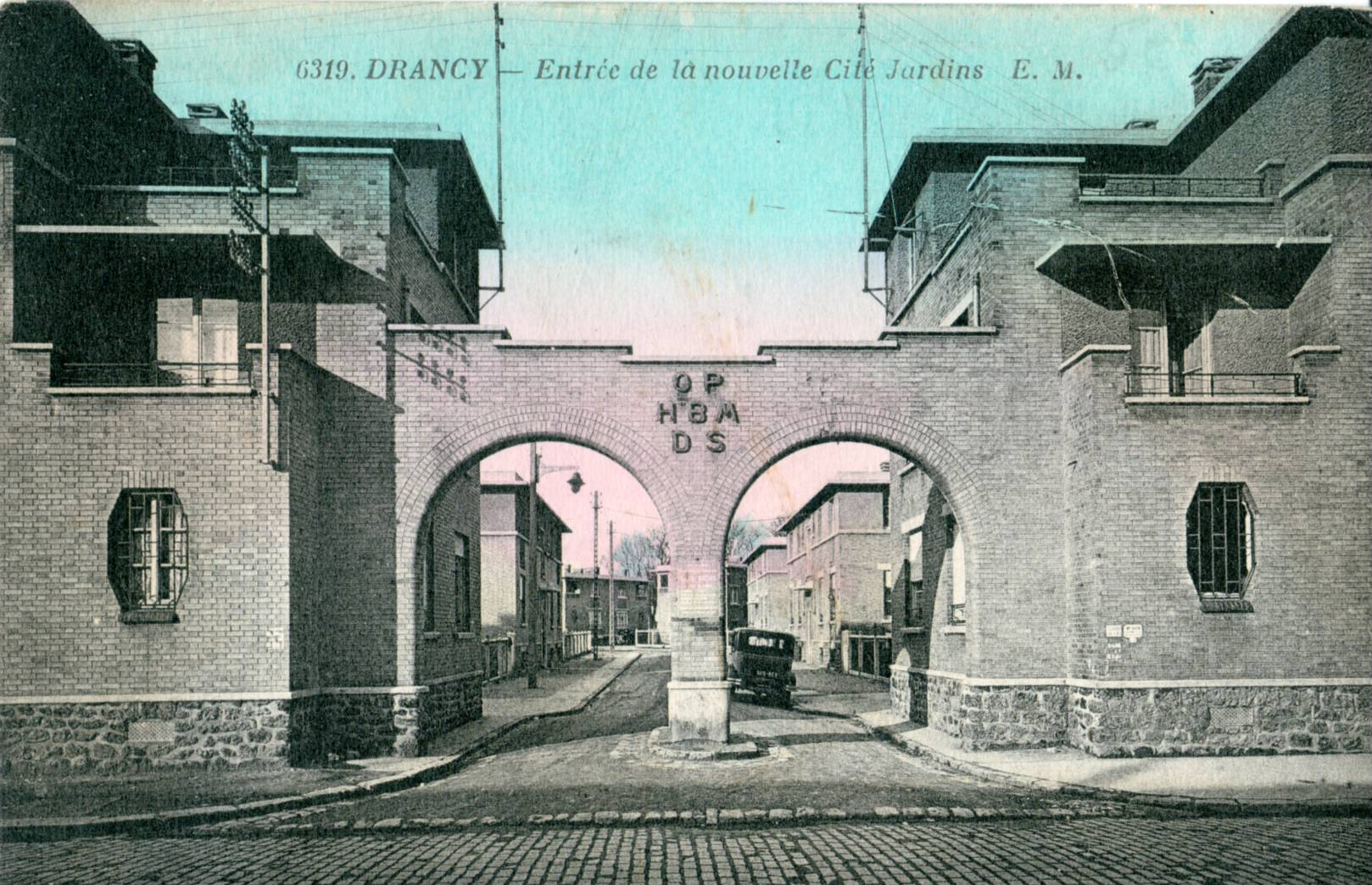
L'entrée de la Cité-jardin, conçue par Joseph Bassompierre-Sewrin et Paul de Rutte a été construite en 1921-1929.

L'architecture de la commune est très diversifiée.
On trouve des villas anciennes telles les meulières qui sont des constructions typiques de la banlieue parisienne et de la fin du XIXe siècle et du début du XXe siècle. Les plus belles, de style Art nouveau sont des villas construites pour les riches Parisiens qui souhaitaient se détendre dans la campagne autour de Paris. Certaines de ces maisons se distinguent par des décorations en fer forgé (verrières, portes, fenêtres, etc.) en briques et en céramiques et constituent de véritables curiosités architecturales. On en voit plusieurs sur l'avenue Marceau, quartier Paris Campagne.
Une cité-jardin (rue de la République, dite Drancy-1) est édifiée entre 1920 et 1922 par l'Office des HBM de la Seine. Inspirée des théories de l'Anglais Ebenezer Howard, elle est l'un des premiers exemples construits dans l'ancien département de la Seine. La Cité-jardin compte 210 logements sous forme de maisons individuelles, le plus souvent en briques rouges. Une seconde vague de travaux a lieu en 1929 et 1930, incluant cette fois de petits collectifs.
Les grands ensembles sont assez présents dans la commune à la suite de l'industrialisation et de l'urbanisation de la banlieue parisienne, entre le milieu des années 1950 et le milieu des années 1970. Ils sont marqués par un urbanisme de barres et de tours inspiré des préceptes de l'architecture moderne. La cité de la Muette (rues Auguste-Blanqui, Arthur-Fontaine et Jean-Jaurès) est édifiée en 1933 par Eugène Beaudouin et Marcel Lods dans le cadre de la loi Loucheur pour l'office des HBM du département de la Seine. Cette cité, que l'on estime former la transition entre les cités-jardins et les grands ensembles en France, est alors aussi admirée que critiquée : formée d'immeubles parallèles de quatre étages (les peignes) et de cinq tours de quatorze étages, elles sont les plus hautes réalisées en France durant les années 1930. Les panneaux de béton préfabriqués sont installés sur une ossature métallique. Mais les équipements collectifs prévus ne sont pas réalisés. Les inconvénients de ce type de logement étant trop importants (défauts d'isolation et d'insonorisation), les premiers habitants finissent par rapidement déserter les lieux. Trente ans plus tard, en 1963, les riverains de la cité voient le raccordement de la rue Auguste-Blanqui avec celle du Bois de Groslay, à la suite de l’extension de la ville. Parmi les grands ensembles les principaux sont la cité de la Muette (quartier la Muette), les cités Jules-Auffret et Marcel-Cachin (quartier Village Parisien), la cité Roger-Salengro (quartier Petit Drancy) et la cité Youri-Gagarine (quartier Avenir Parisien), la Cité du Nord et la résidence Thaïs (quartier Paris Campagne) et la cité Pierre-Sémard (quartier Paris Campagne) qui est démolie à la fin des années 2000. Les grands ensembles cités précédemment sont des quartiers prioritaires de la politique de la ville. Parmi les grands ensembles de la ville il y a également la Cité Paul-Vaillant-Couturier (quartier Drancy Centre).

### Personnalités liées à la commune

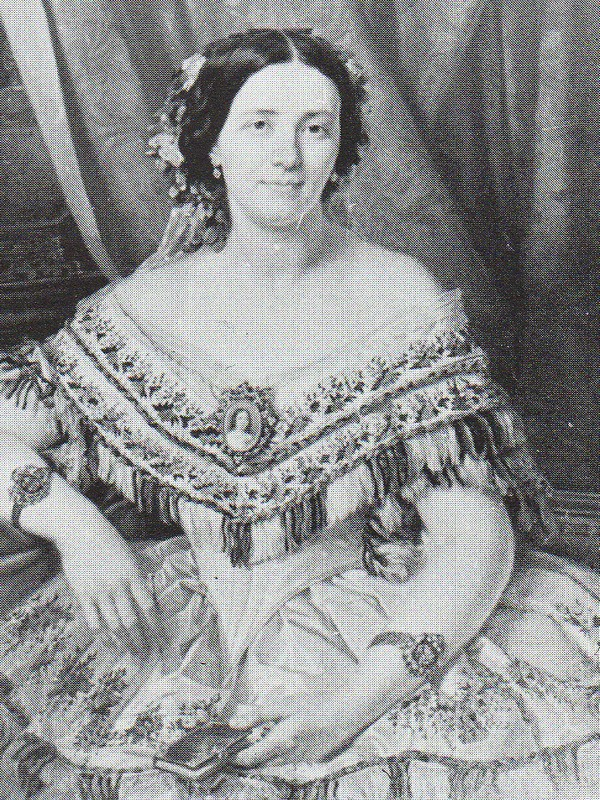
La baronne de Ladoucette.

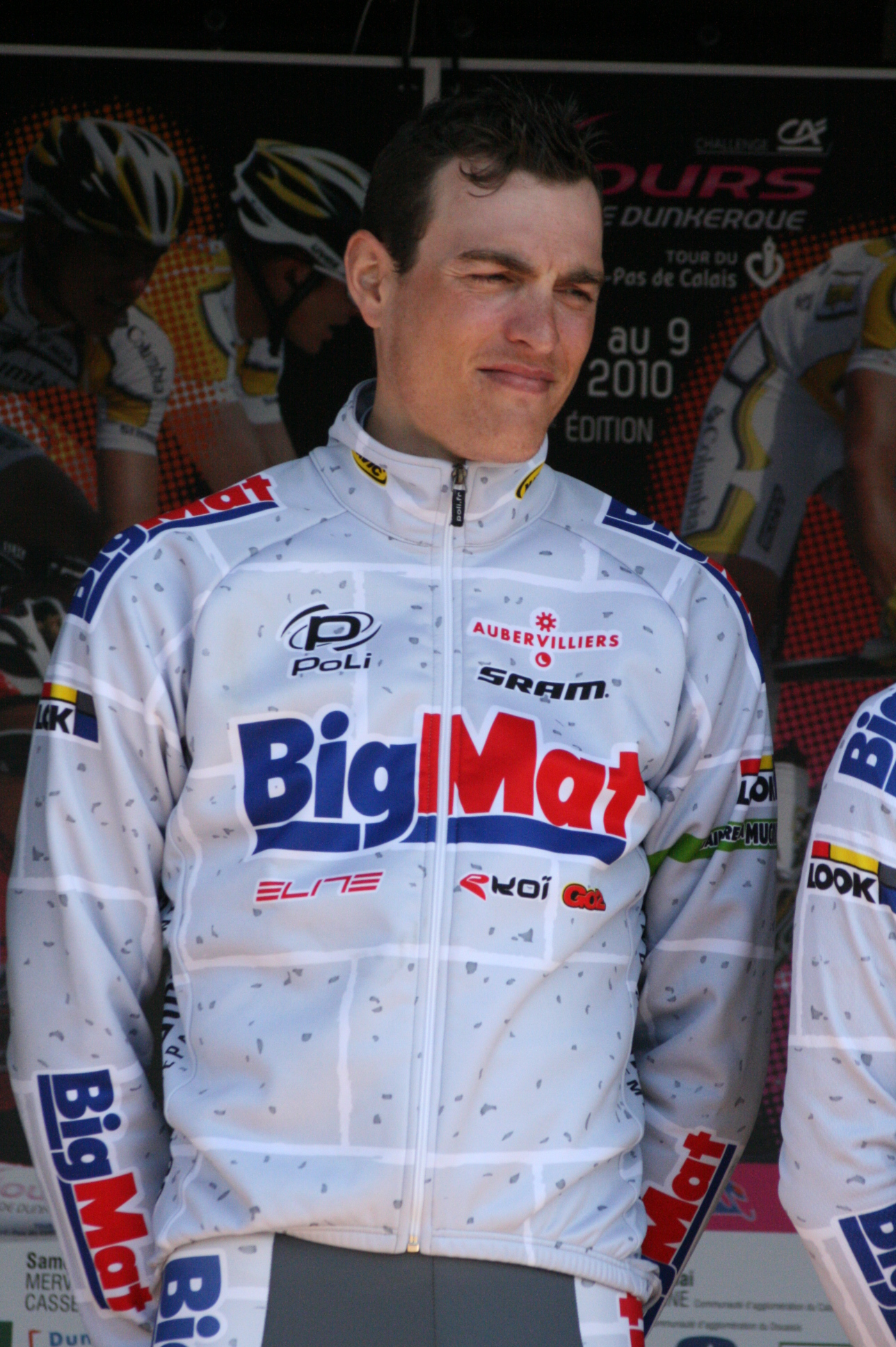
Niels Brouzes lors des Quatre jours de Dunkerque 2010.

#### Nées à Drancy
- François Cretté-Palluel[199] (1741-1798) - Agronome français.
- Henri-Charles Oulevay (1834-1915) - Peintre, illustrateur et caricaturiste.
- Joseph Tellechéa (1926-2015) - Footballeur français.
- Raphaël Tellechéa (1930-2008) - Footballeur français.
- Michel Jonasz[200] (1947) - Compositeur et interprète.
- Michel Pajon (1949) - Homme politique, député de la Seine-Saint-Denis de 1996 à 2017, maire de Noisy-le-Grand de 1995 à 2015.
- Vassil (1949) - Sculpteur animalier français.
- Jean-Luc Hervé Berthelot[201] (1954) - Compositeur et producteur.
- Pascal Mesenburg alias Mezzo (1960) - Dessinateur de bande dessinée.
- Denis Langlois (1968) - Athlète spécialiste de la marche athlétique.
- Mathias Kouo-Doumbé (1979) - Footballeur.
- Empathik - Groupe de Rap français. Formé de Sin'K et Actéon.
- Niels Brouzes (1981) - Coureur cycliste.
- Akrem Hamdi (1987) - Rugbyman, jouant au poste d'ailier et de trois-quatre centre.
- Thomas Monconduit (1991) - Footballeur professionnel passé par le JA Drancy, avant d'intégrer le centre de pré-formation du football de Clairefontaine puis le centre de formation de l'AJ Auxerre, petit-fils de la députée Muguette Jacquaint[202].
- Jordan Bardella (1995) - Personnalité politique.
- Chiara Zenati (2003) - Cavalière handisport.

#### Figures politiques de Drancy
- Famille de Séguier - Seigneurs de Drancy au XVIIe siècle, dont la ville garde ses armoiries.
- Amédée Thayer (1799-1868) - Sénateur du Second Empire et maire de Drancy.
- Baron et Baronne de Ladoucette - Bienfaiteurs de la commune.
- Jacques Jorissen (1918-1942) - Résistant français et secrétaire des Jeunesses communistes de Drancy.
- Maurice Nilès (1919-2001) - Maire de la commune (de 1959 à 1997), élu pour sept mandats. Ancien interné, ancien Commandant F.F.I. dans la Résistance. Député de 1958 à 1986.
- Jean-Claude Gayssot (1944) - Député de la Seine-Saint-Denis de 1986 à 1997. Maire de la commune de janvier à septembre 1997. Ministre des Transports de 1997 à 2002.
- Jean-Christophe Lagarde (1967) - Député de la Seine-Saint-Denis de 2002 à 2022. Maire de Drancy de 2001 à 2017. Ancien président de l'UDI (de novembre 2014 à décembre 2022).

#### Autres résidents drancéens
- Charles Sage[198] (1912 - 1944) - Ambulancier et pompier volontaire, membre de la Défense volontaire.
- Médard Ferrero[203] (1906-1978) - Accordéoniste et pédagogue français.
- Patrick Vial (1946) - Judoka 8e dan, formé à l'A.S.Drancy, médaillé olympique à Montréal en 1976.
- Nicolas Giffard (1950) - Maître international d'échecs, membre du Cavalier Bleu de Drancy.
- Daniel Balavoine (1952-1986) - Chanteur, auteur compositeur. Il a séjourné à Drancy.
- Éric Zemmour (1958) - Journaliste politique, essayiste, écrivain, chroniqueur et polémiste. Il a passé son enfance à Drancy.
- Larbi Benboudaoud (1974) - 6e dan de judo, champion du monde en 1999 et Vice-champion Olympique en 2000 a passé sa jeunesse à Drancy.
- Patrick Rondat (1960) - Guitariste de métal instrumental.
- Mamadou Mahmoud N'Dongo (1970) - Écrivain, cinéaste, photographe et dramaturge. Il vit à Drancy depuis 1975.
- Régis Racine[204] (1970) - Joueur et entraîneur de basket-ball.
- Samuel Ojong (1980) - Joueur de football à la Jeanne d'Arc de Drancy.

#### Internés au camp de Drancy
- Tristan Bernard (1866-1947) - Romancier et dramaturge.
- Max Jacob (1876-1944) - Poète et peintre français, mort au camp de Drancy.
- René Blum (1878-1943) - Frère de l'homme politique Léon Blum, mort à Auschwitz.
- Jean Wahl (1888-1974) - Philosophe français.
- Benjamin Fondane (1898-1944) - Poète, dramaturge et cinéaste roumain, mort à Auschwitz.
- Irène Némirovsky (1903-1942) - Romancière russe d'origine ukrainienne, morte à Auschwitz.
- Georges Wellers (1905-1991) - Chimiste et historien français d'origine russe.
- Robert Manuel (1916- 1995) - Acteur de théâtre et de cinéma français.
- Simone Veil (1927-2017) -  magistrate et femme d’État française, membre de l'Académie française. Rescapée du camp d'Auschwitz. Première présidente du Parlement européen. Auteure de la loi sur la dépénalisation de l'avortement.

### Héraldique
| Blason de Drancy | Blason  | D'azur au chevron d'or chargé en son sommet d'un D de sable, en lettre gothique, et accompagné en chef de deux étoiles d'or et en pointe d'un mouton passant d'argent. |
| Blason de Drancy | Détails | Le statut officiel du blason reste à déterminer. |

## Pour approfondir